# Liste der Kulturdenkmale in Mitte-Nord
Die Liste der Kulturdenkmale in Mitte-Nord enthält die in der amtlichen Denkmalliste des Landesamtes für Denkmalpflege Sachsen ausgewiesenen Kulturdenkmale im Zwickauer Stadtteil Mitte-Nord.

## Legende
- Bild: Bild des Kulturdenkmals, ggf. zusätzlich mit einem Link zu weiteren Fotos des Kulturdenkmals im Medienarchiv Wikimedia Commons. Wenn man auf das Kamerasymbol klickt, können Fotos zu Kulturdenkmalen aus dieser Liste hochgeladen werden:
- Bezeichnung: Denkmalgeschützte Objekte und ggf. Bauwerksname des Kulturdenkmals
- Lage: Straßenname und Hausnummer oder Flurstücknummer des Kulturdenkmals. Die Grundsortierung der Liste erfolgt nach dieser Adresse. Der Link (Karte) führt zu verschiedenen Kartendiensten mit der Position des Kulturdenkmals. Fehlt dieser Link, wurden die Koordinaten noch nicht eingetragen. Sind diese bekannt, können sie über ein Tool mit einer Kartenansicht einfach nachgetragen werden. In dieser Kartenansicht sind Kulturdenkmale ohne Koordinaten mit einem roten bzw. orangen Marker dargestellt und können durch Verschieben auf die richtige Position in der Karte mit Koordinaten versehen werden. Kulturdenkmale ohne Bild sind an einem blauen bzw. roten Marker erkennbar.
- Datierung: Baubeginn, Fertigstellung, Datum der Erstnennung oder grobe zeitliche Einordnung entsprechend des Eintrags in der sächsischen Denkmaldatenbank
- Beschreibung: Kurzcharakteristik des Kulturdenkmals entsprechend des Eintrags in der sächsischen Denkmaldatenbank, ggf. ergänzt durch die dort nur selten veröffentlichten Erfassungstexte oder zusätzliche Informationen
- ID: Vom Landesamt für Denkmalpflege Sachsen vergebene, das Kulturdenkmal eindeutig identifizierende Objekt-Nummer. Der Link führt zum PDF-Denkmaldokument des Landesamtes für Denkmalpflege Sachsen. Bei ehemaligen Kulturdenkmalen können die Objektnummern unbekannt sein und deshalb fehlen bzw. die Links von aus der Datenbank entfernten Objektnummern ins Leere führen. Ein ggf. vorhandenes Icon  führt zu den Angaben des Kulturdenkmals bei Wikidata.

## Mitte-Nord
| Bild                                    | Bezeichnung | Lage                                     | Datierung                                  | Beschreibung | ID                                                  |
| --------------------------------------- | --- | ---------------------------------------- | ------------------------------------------ | --- | --------------------------------------------------- |
| Direkt Bild zu diesem Denkmal hochladen | Mietvilla, Villengarten und Einfriedung | August-Bebel-Straße 1a (Karte)           | 1903                                       | Mit Laden, künstlerisch bemerkenswerter Jugendstilbau mit hervorragender Innenausstattung aus der Erbauungszeit, baugeschichtlich von Bedeutung. Villa: dreigeschossiger Putzbau mit Zierfachwerk, Natursteinverkleidungen und Verblendungen u. a. roter Sandstein, Vor- und Rücksprünge, unregelmäßiger Grundriss, Eingang flankiert von kurzen gedrungenen, sich nach oben und unten verjüngenden Säulen, Schlussstein mit Eule als Symbol für die Weisheit originaler einflügeliger Haustür mit Diamantquaderung in der Füllung und geschnitzten Baummotiven sowie Bleiglasfenster ebenfalls mit floralen Jugendstildekorationen u. a. Weintrauben, im Treppenhaus Bleiglasfenster, an den Balkonen: Holzbrüstungen auf der Gartenseite, auf der Straßenseite geschwungene Eisengitter (Jugendstil), Erker im 2. Obergeschoss mit Zierfachwerk, geschweifte Streben, aufwendiger Blendgiebel mit Schwan und Sonnenmotiv dekoriert, im Inneren: alle Zimmer- und Wohnungstüren aus der Entstehungszeit, aus Eiche aufwändig gearbeitet, qualitätvolle Stuckdecken sowie mehrere originale Kachelöfen aus der Entstehungszeit, das Treppenhaus mit teilweise gewendelter Treppe, Eisengeländer mit Kastanienlaub und -früchten in singulärer Art. Einfriedung: hohe Pfeiler und geschwungene Brüstungsmauern aus verputztem Ziegelmauerwerk, mit Zaunsfeldern aus Holzlatten, Denkmalwert: baukünstlerischer Wert. Villengarten: im Vorgarten stattlicher Rhododendron, in der Ostecke Felspartie, an der Nordgrenze des Gartens Linden-Reihe (Tilia spec.), im Gartenbereich südwestlich der Villa Terrassierung, Gelände durch Stützmauer mit Excedra aus Klinkermauerwerk und Sandsteinabdeckung abgefangen, Reste der Wegesystems mit wassergebundener Decke erhalten. | 09230043                                            |
| Direkt Bild zu diesem Denkmal hochladen | Wohn- und Geschäftshaus (zugehörig Dr.-Friedrichs-Ring 23) | Äußere Plauensche Straße 2 (Karte)       | 1938–1940                                  | Streng gegliederter Putzbau mit bemerkenswerter, im Original erhaltener Ladenfront von städtebaulicher und baugeschichtlicher Bedeutung. Viergeschossig, sechs Achsen, Putzbau, im Erdgeschoss mit Muschelkalkverkleidung, im Erdgeschoss drei große Schaufenster mit Segmentbogenabschluss, deren Oberlichter mit Ziergittern versehen sind, darin Bezeichnung der ehemaligen Läden u. a. „trick-chic“ und „Wollwaren“, Ladeneingangstür heute verändert – auch dort eine Ziervergitterung des Oberlichtes aus der Erbauungszeit, im Ziergitter ein kleines Medaillon enthalten mit der Darstellung dreier Schwäne aus dem Stadtwappen der Stadt Zwickau sowie gekreuzte Schwerter, über dem einen Schaufenster im Ziergitter vereinfachte Blumendarstellung und über der Bezeichnung „Wollwaren“ ein „K“ für „Konsum“, in den Obergeschoss sind die Fenster jeweils zu Fenstergruppen zusammengefasst, alle Fenster werden eingefasst von schmalen Muschelkalkplatten, Kreuzstockfenster, in Höhe Fensterstock des dritten Obergeschoss zwei originale Fahnenhalter. | 09231374                                            |
| Direkt Bild zu diesem Denkmal hochladen | Wohn- und Geschäftshaus | Äußere Plauensche Straße 17 (Karte)      | 1893                                       | Ursprünglich neobarocker Putzbau mit vereinfachter Fassadengestaltung, original erhaltener Ladenfront und sehr guter Innenausstattung, baugeschichtlich von Bedeutung. Viergeschossig, sechs Achsen, die Putz-Stuck-Verzierungen der Fassade entsprachen denen der Hausnummer 21 und wurden heute abgeschlagen, im Erdgeschoss blieb eine gut erhaltene Ladenfront an der Ecke erhalten mit Durchgang zum Treppenhaus, im Inneren aufwändig gestaltetes Treppenhaus, gewendelte Stahltreppe mit Eichenholzbelägen und kunstvollem schmiedeeisernen Geländer, Handlauf aus Messingrohr, Geländerpfosten ebenfalls Schmiedeeisen, diese gleichzeitig als Kandelaber für die Gasbeleuchtung genutzt. | 09230002                                            |
| Direkt Bild zu diesem Denkmal hochladen | Wohn- und Geschäftshaus in geschlossener Bebauung | Äußere Plauensche Straße 18 (Karte)      | 1912                                       | Markanter, baukünstlerisch wertvoller Putzbau in sehr gutem Originalzustand. Bei dem Kulturdenkmal handelt es sich um ein viergeschossiges Wohn- und Geschäftshaus. Es wurde im Jahre 1912 durch den Zwickauer Architekten Oskar Geyer entworfen und unter dessen Leitung errichtet. Für die Maurerarbeiten zeichnete der Zwickauer Baumeister Hermann Schmidt verantwortlich und für die Zimmererarbeiten Th. Keller. Auftraggeber und Bauherr war der Zwickauer Kaufmann Hermann Apel. Die Putzfassade ist geprägt durch entstehungszeittypische Lisenen, Fensterumrahmungen und Medaillons aus Kunststein bzw. Steinputz mit Terrazzozusatz. Mit diesem Material sind auch beide straßenseitigen Erker versehen. Der Erker über dem großzügig gestalteten Eingangsbereich erstreckt sich in halbrunder Form über drei Etagen. Den oberen Abschluss bildet im Bereich des Dachgeschoss eine hölzerne Laterne. Der Erkervorbau an der rechten Seite fungiert als Bindeglied zwischen dem Nachbargebäude Nummer 16, welches ca. drei Meter weiter in den Straßenraum hineinragt. Er erstreckt sich vom Erdgeschoss bis in das 3. Obergeschoss hinein, wo er als Dachterrasse endet. Die im Original erhalten gebliebenen Holzfenster tragen wesentlich zum harmonischen Gesamterscheinungsbild der Fassade bei. Dass hier in äußerst zurückhaltender Art und Weise Sonnenschutzvorrichtungen in die Fenster integriert wurden, ist von denkmalschutzpflegerischem Belang. Von besonderer gestalterischer Bedeutung sind die schmiedeeisernen Blumenkastenhalter, der Fahnenhalter, das Terrassengeländer und das erhalten gebliebene Oberlichtgitter im Eingangsbereich. Besonders erwähnenswert sind auch die vier Putten an den Lisenen im Brüstungsbereich des ersten Obergeschoss. Im Inneren originale Windfangtür, Wohnungseingangs- und Zimmertüren sowie Bleiglasfenster im Treppenhaus. | 09230003                                            |
| Direkt Bild zu diesem Denkmal hochladen | Wohn- und Geschäftshaus | Äußere Plauensche Straße 19 (Karte)      | 1893                                       | Aufwändig gegliederter neobarocker Putzbau mit originaler Ladenfront in sehr gutem Originalzustand, baugeschichtlich von Bedeutung. Viergeschossig, sechs Achsen, Hauseingang seitlich mit Segmentbogen, ursprünglich mit schmiedeeisernem Gitter, Haustür zurückgesetzt, die mittleren beiden Fensterachsen besonders hervorgehoben durch Lisenen, zwischen 2. und 3. Obergeschoss Fensterverdachungen die beiden mittleren Fensterachsen verbindend in der Mitte durch ein Kartuschewerk durchbrochen, in diesem gezeichnet mit „F“, zwischen den Fenstern Bandelwerk, im Traufgesimsbereich ebenfalls starke Betonung der mittleren beiden Fensterachsen, wieder Bandelwerk und über den Fenstern Frauenköpfe, Sanierung 1995. | 09230004                                            |
| Direkt Bild zu diesem Denkmal hochladen | Wohn- und Geschäftshaus, ursprünglich Cafe-Restaurant, später Bankgebäude (Chemnitzer Bankverein) in Ecklage und geschlossener Bebauung | Äußere Plauensche Straße 21 (Karte)      | 1893–1894, später überformt                | Städtebaulich markanter Putzbau mit Granitverkleidung im Erdgeschoss aus der Umbauphase, von städtebaulichem und baugeschichtlichem Wert. Viergeschossiger Bau mit polygonaler Eckausbildung, profiliertem Gurtgesims, teilweise erhaltenen originalen Fenstern und Ladentüren, zweigeschossigem und einachsigem Erker ab 2. Obergeschoss in der Äußeren Plauenschen Straße, an der Ecke ebenfalls Erker ausgehend vom Erdgeschoss über die gesamte Front, teilweise Putz-Stuck-Verzierungen an der Fassade, mit volutenartigem Ziergiebel, am Ziergiebel die für Zwickau typischen Gaffköpfe, im Inneren gewendelte eiserne Treppenkonstruktion mit hölzernen Tritt- und Setzstufen, Reste der Bleiverglasung im Treppenhaus, originale Fenstergitter. | 09230006                                            |
| Direkt Bild zu diesem Denkmal hochladen | Hälfte eines Doppelmietshauses mit Gaststätte und Hinterhaus | Äußere Plauensche Straße 24 (Karte)      | 1887                                       | Zeittypischer, aufwändig gegliederter Bau in Klinkermischbauweise in sehr gutem Originalzustand, von baugeschichtlicher und städtebaulicher Bedeutung. Bei dem Kulturdenkmal handelt es sich um die rechte Hälfte eines spiegelbildlich gestalteten Doppelmietshauses. Das viergeschossige Gebäude mit Gaststätte und Ladeneinbauten im Erdgeschoss wurde im Jahre 1887 durch den Zwickauer Baumeister Carl Fischer entworfen und unter dessen Leitung errichtet. Bereits im Jahre 1898 wurde die ursprünglich vorhandene Durchfahrt geschlossen, das Ladengeschäft nach links verschoben und der Hauszugang in die Mitte der Doppelhaushälfte verlegt. Da im Rahmen dieser Umbaumaßnahme die originale gusseiserne Säule des kombinierten Ladentür-Schaufenster-Elementes wieder verwendet wurde, ist das Gesamterscheinungsbild erhalten geblieben. Die wohlgegliederte Klinkerfassade ist geprägt durch entstehungszeittypische Zier- und Gliederungselemente wie Eckquader, Fensterrahmungen, Fensterverdachungen, Bänder und Gesimse aus Sandstein bzw. Putzstuck. Besonders erwähnenswert ist ein Sandsteinrelief im Brüstungsbereich des 3. Obergeschoss, welches genau mittig sitzt und somit die beiden Doppelhaushälften zusammenfasst. Dargestellt ist eine Dampflokomotive, darüber spiegelbildlich angeordnet zwei Frauenbüsten, in der Mitte ein Rollwerk, unten mittig ein Wappen mit Jahreszahl der Entstehung des Gebäudes, umgeben von Bandelwerk. Bemerkenswert sind auch die erhalten gebliebenen schmiedeeisernen Zieranker. Die Darstellung geht auf den Namen der Gaststätte Zur Lokomotive zurück. Eine Schankwirtschaft mit demselben Namen stand bereits als Vorgängerbau an der gleichen Stelle. Durch einen Eigentümerwechsel erhielt die Gaststätte den Namen Zum Reichshof. 1936 erfolgte eine komplette Umgestaltung der Gasträume im Stil der Zeit nach Plänen der bekannten Architektengemeinschaft Tamm und Grobe. Diese Ausstattung ist bis ins Jahr 2002 nahezu komplett erhalten geblieben. (UD Zwickau/2002.) | 09230007                                            |
| Direkt Bild zu diesem Denkmal hochladen | Hälfte eines Doppelmietshauses | Äußere Plauensche Straße 26 (Karte)      | 1887                                       | Mit Laden, zeittypischer aufwändig gegliederter Bau in Klinkermischbauweise in sehr gutem Originalzustand, von baugeschichtlicher und städtebaulicher Bedeutung. Viergeschossig, fünf Achsen, Seitenrisalit, dort Durchfahrt, originale Ladenzone, die Ladentüren und Schaufenster verändert, die gusseisernen Säulen am Schaufenster aus der Erbauungszeit erhalten, Fenster im ersten Obergeschoss mit Dreieckgiebelverdachung, zweites Obergeschoss waagerechte Fensterverdachungen mit Segmentbogenfeldern, drittes Obergeschoss Rechteckfenster mit Rundbogenfeldern zu Zweier- bzw. angedeuteten Dreiergruppen zusammengefasst und Fensterbankgesims, schmiedeeiserne Maueranker zwischen zweitem und drittem Obergeschoss, Relieftafel mit Dampflokomotive und zwei Frauenbüsten, bezeichnet „1887“. | 09230008                                            |
| Direkt Bild zu diesem Denkmal hochladen | Mietshaus in geschlossener Bebauung | Äußere Plauensche Straße 28 (Karte)      | 1888                                       | Mit Laden, zeittypisches Gebäude in Klinkermischbauweise mit original erhaltenem Laden, von baugeschichtlicher und städtebaulicher Bedeutung. Fünf Achsen, viergeschossig, im Erdgeschoss zwei Läden und mittig angeordneter Hauseingang, die Ladentüren und Schaufenster verändert, die gusseisernen Säulen am Schaufenster aus der Erbauungszeit erhalten, profiliertes Gurtgesims, die Fenster durch Fensterbankgesimse miteinander verbunden, im 1. Obergeschoss Fensterverdachungen mit Dreiecksgiebeln, darunter Gaffköpfe, im 2. Obergeschoss Segmentbogenverdachungen, am Kranzgesims Kragkonsolen. | 09230009                                            |
| Direkt Bild zu diesem Denkmal hochladen | Mietshaus in halboffener Bebauung | Bahnhofstraße 1 (Karte)                  | 1873                                       | Mit Laden, historisierender Putzbau von baugeschichtlichem und städtebaulichem Wert. Dreigeschossig, Ecke viergeschossig, sechs Achsen, Fassade gegliedert durch Bänder, verkröpfte Gurtgesimse und Fensterbankgesimse, Satteldach, Eckrisalit, Ladenfront erneuert, Fenster erneuert. | 09230061                                            |
| Direkt Bild zu diesem Denkmal hochladen | Mietshaus in geschlossener Bebauung, später Bankgebäude | Bahnhofstraße 1a (Karte)                 | 1873                                       | Mit Laden, traditioneller Putzbau, in den 1920er Jahren überformt, von baugeschichtlicher Bedeutung. Dreigeschossig, sechs Achsen, Mittelrisalit zweiachsig mit zweiachsigem Dacherker, Satteldach, die Fassade überformt durch das Architekturbüro Zapp & Basarke, heute noch originale Fenster, Vergitterungen im Erdgeschoss. | 09230062                                            |
| Direkt Bild zu diesem Denkmal hochladen | Mietshaus (ehemals Gaststätte), heute Bank | Bahnhofstraße 1b (Karte)                 | 1867                                       | Zeittypischer anspruchsvoller Putzbau in sehr gutem Originalzustand von baugeschichtlichem und städtebaulichem Wert. Dreigeschossig, sechs Achsen, Mittelrisalit zweiachsig, Erdgeschoss Putznutung und Rundbogenfenster, großer korbbogenartiger Eingang, heute verändert, Obergeschosse mit waagerechter Fensterverdachung bzw. Dreieckgiebelverdachung, verkröpftes Gurtgesims, zweiachsiger Dacherker mit Dreieckgiebel. | 09230063                                            |
|                                         | Mietshaus in geschlossener Bebauung | Bahnhofstraße 2b (Karte)                 | vor 1850                                   | Ursprünglich mit Gaststätte, heute Laden, sowie keramischem Wandbild von 1906 über zwei Etagen an der Straßenfassade (derartige flächige Fassadengestaltungen sind etwas Besonderes, vergleichbar mit Fürstenzug in Dresden, als Malerei in Dresden an Goetheallee 55 und Österreicher Straße 18, in Meißen an Neugasse 19), singuläre Fassadengestaltung von baukünstlerischem und baugeschichtlichem Wert. Die Verkleidung der Fassade besteht aus Hartsteingut-Verblendern, glasiert in verschiedenen Farben und in gesinterten Steinzeugplatten mit Frittemalerei. Sie wurde in der Firma Villeroy & Boch in Mettlach von erstklassigen Künstlern ausgeführt. Dem Material wurde eine garantierte Frostsicherheit bescheinigt. Beschreibung: „Dicht vor einer Eiche schreitet die Diana, den Speer erhoben, um einen verwundeten Hirsch zu töten, der unterhalb ihr, von Hunden gestellt worden ist.“ (Quelle: Akte Nummer D2506 des Bauaktenarchivs Zwickau.) Bei dem Kulturdenkmal handelt es sich um ein viergeschossiges Wohn- und Geschäftshaus, welches vor 1850 errichtet wurde. Im Jahre 1901 fand, nach mehreren kleinen Umbauten, eine grundlegende Veränderung durch den Einbau von „Dörffels Stehbierhalle“ statt. Leider sind im Gebäudeinneren keine erwähnenswerten Denkmalwerte mehr vorhanden, da es auch in der jüngeren Vergangenheit immer wieder zu mehr oder weniger umfangreichen Veränderungen kam. Unverändert erhalten geblieben ist jedoch die Fassade mit ihrem für Zwickau und Umgebung einzigartigen Wandbild aus dem Jahre 1906. Dieses besteht aus glasierten Hartsteingut-Verblendern in verschiedenen Farben und aus gesinterten Steinzeugplatten mit Frittemalerei, hergestellt von der Firma Villeroy & Boch in Mettlach. Der Entwurf stammt vermutlich von der Firma Gebrüder Thiermann. Dargestellt ist eine Jagdszene mit Diana im Mittelpunkt. Besonders erwähnenswert ist auch der schmiedeeiserne Fahnenhalter, welcher sich sehr gut in die Fassadendarstellung einfügt. | 09230066                                            |
| Direkt Bild zu diesem Denkmal hochladen | Wohn- und Geschäftshaus in Ecklage in geschlossener Bebauung | Bosestraße 2 (Karte)                     | 1908 erbaut                                | Städtebaulich markanter Putzbau von baugeschichtlichem und baukünstlerischem Wert. Viergeschossiger Bau, ursprünglich mit Bäckerei, Erdgeschoss und 1. Obergeschoss sowie alle drei Erker Putz mit Putznutung und Putzquaderung, die zwei oberen Geschosse mit weiß glasierten Ziegeln verblendet, zum Teil aufwändige Jugendstildekoration aus Putzstuck, zwei polygonale Erker sowie franz. Balkone und ein Rechteckerker prägen die Ansicht der Fassade, abgerundete, überhöhte Eckausbildung mit Turmhauben auf den flankierenden Erkern, über dem Rechteckerker zurückgesetzter Dacherker, profilierter Pfosten zwischen Ladentür und Schaufensterelement im Original erhalten, Hauseingangsbereich mit Stuckdecke. Der Denkmalwert ergibt sich aus dem städtebaulichen Wert als markanter Eckbau sowie baugeschichtlichen und baukünstlerischen Wert als typisches Beispiel der Bauzeit in gutem Originalzustand. Sanierung 1989 Fassade und 1996, unmittelbar nach der Errichtung des Gebäudes wurde dieses an den Bäckermeister Emil Floß verkauft. Die Bäckerei im Hofbereich war bereits Bestandteil der Baupläne, ist aber heute nicht mehr vorhanden. Der Verkauf von Backwaren im Laden erfolgte bis Mitte der 1990er Jahre. | 09230801                                            |
| Direkt Bild zu diesem Denkmal hochladen | Mietshaus in geschlossener Bebauung | Bosestraße 2a (Karte)                    | 1907                                       | Mit Laden, städtebaulich markantes Gebäude von baugeschichtlichem und baukünstlerischem Wert. Bei dem Kulturdenkmal handelt es sich um ein viergeschossiges Mietshaus mit Ladeneinbau und ausgebautem Dachgeschoss. Es wurde 1907 errichtet. Die Fassade ist geprägt durch eine Verkleidung mit weißen Glasurklinkern in den Obergeschossen und einem porphyrfarbenen, eingefärbten Putz im Erdgeschossbereich sowie am Erker. Besonders betont wird die Fassade durch einen über drei Geschosse und zwei Fensterachsen reichenden Erkervorbau, welcher sich im 1. und 2. Obergeschoss über einem rechteckigen Grundriss erhebt und im 3. Obergeschoss halbrund gebogen zurücksetzt, um im Dachgeschoss mit einem in Werkstein ausgeführten, angedeuteten, geschweiften Turmhelm zu enden. Dieser lehnt an einem besonders schön gestalteten Blendgiebel mit Voluten, Bekrönungen und einem Relief mit Schwanendarstellung. Die Zier- und Gliederungselemente zeigen typische Jugendstilformen und -motive wie Tier-, Engel- und Pflanzendarstellungen. Schaufenster und Ladentür sind ebenso durch ein rundbogiges Betonwerksteinelement mit floraler Ornamentik eingefasst, wie die Hauseingangstür auch. Im Inneren sind Stuckdecken, Wohnungstüren und Treppengeländer erhalten geblieben. Der Denkmalwert des Hauses ergibt sich aus dem baugeschichtlichen und baukünstlerischen Wert als gut erhaltenes Beispiel der Bauzeit und dem städtebaulichen Wert als an den Eckbau anschließender Bau in gleicher Gestaltung. Sanierung 2000. | 09230802                                            |
| Direkt Bild zu diesem Denkmal hochladen | Mietshaus in geschlossener Bebauung, Teil eines Doppelwohnhauses | Bosestraße 5 (Karte)                     | 1872 erbaut                                | Mit Laden, zeittypischer Putzbau von baugeschichtlichem und städtebaulichem Wert (s. auch Nummer 7). Dreigeschossiger, fünfachsiger Putzbau mit zweiachsigem Seitenrisalit, dieser bildet mit dem Seitenrisalit des Hauses Nummer 7 einen gemeinsamen vierachsigen Mittelrisalit, im Erdgeschoss nachträglich eingebauter Laden und seitliche Toreinfahrt, zeittypische Fassadengestaltung mit waagerechten Fensterverdachungen im 2. Obergeschoss bzw. Dreieckgiebelverdachungen im 1. Obergeschoss, am Risalit im 1. Obergeschoss beide Fenster mit Segmentbogenverdachung zusammengefasst. Denkmalwert: baugeschichtlicher und städtebaulicher Wert | 09230803                                            |
| Direkt Bild zu diesem Denkmal hochladen | Mietshaus in geschlossener Bebauung, Teil eines Doppelwohnhauses | Bosestraße 7 (Karte)                     | 1872 erbaut                                | Mit nachträglichem Ladeneinbau, zeittypischer Putzbau von baugeschichtlichem und städtebaulichem Wert (s. auch Nummer 5). Dreigeschossiger Putzbau mit Seitenrisalit, im Erdgeschoss nachträglich eingebauter Laden, seitliche Toreinfahrt, zeittypische Fassadengestaltung mit waagerechter Fensterverdachung bzw. Dreieckgiebelverdachung, Denkmalwert: baugeschichtlicher und städtebaulicher Wert, Sanierung 1999. | 09230804                                            |
| Direkt Bild zu diesem Denkmal hochladen | Mietshaus in geschlossener Bebauung | Bosestraße 9 (Karte)                     | 1889 erbaut                                | Mit Laden, aufwändig gestalteter Bau in Klinkermischbauweise mit bemerkenswerten Stuckarbeiten, ursprünglich Sitz der Firma Wesche & Ramcke. Von 1873 bis 1887 befand sich in den Hintergebäuden die Firma Wesche & Ramcke mit den Werkstätten, Lagerräumen und Wohnungen der beiden bedeutenden Zwickauer Bildhauer Otto Wesche und Joachim Hinrich Ramcke. Diese wurden 1995 wegen Baufälligkeit abgebrochen. Dreigeschossiger Bau, im Erdgeschoss, am Erker und am Dacherker Putz mit Putz-Stuck-Dekorationen in hervorragender Qualität, polygonaler Erker etwas außermittig angeordnet, darunter Durchfahrtstor, beide Obergeschoss mit orangegelben Klinkerverblendern, aufwändiger Dacherker mit Voluten, 1995 in Anlehnung an die Originalbauzeichnung wiederhergestellt, im Giebel bezeichnet MH, Konsolfries am Kranzgesims, auch die Einfassung des Ladens aufwändig dekoriert, im Inneren des Hauses aufwändige Stuckdecken in den Wohnräumen und in der Durchfahrt sowie originale Wohnungseingangs- und Zimmertüren, Denkmalwert: baukünstlerischer, baugeschichtlicher, personengeschichtlicher sowie städtebaulicher Wert, Sanierung 1995. | 09230805                                            |
| Direkt Bild zu diesem Denkmal hochladen | Mietshaus in geschlossener Bebauung, ursprünglich Druckerei des Volksblattes | Bosestraße 16 (Karte)                    | 1893                                       | zeittypischer, charakteristischer Klinkerbau mit verändertem Erdgeschoss, von baugeschichtlichem, ortsgeschichtlichem und städtebaulichem Wert. Viergeschossiger Bau, fünf Achsen, die drei Obergeschoss mit orangegelbem Klinker und rotbraun glasierten Ziegelbändern sowie Konsolfries am Kranzgesims aus Terrakottaornamenten und aufwändige Fenstereinfassungen, Fensterverdachungen und Fensterbankgesims zwischen dem 1. u. 2. Obergeschoss ebenfalls mit Terrakottaornamenten, das Erdgeschoss entstellend verändert, Denkmalwert: baugeschichtlicher, ortsgeschichtlicher und städtebaulicher Wert als Fortsetzung von Kreisigstraße 15 in gleicher Gestaltung, ursprünglich im Hinterhaus und ab 1929 auch im Erdgeschoss des Vorderhauses befand sich von 1893 bis 1933 die Buchdruckerei Seifert & Co. – „Sächsisches Volksblatt“ – dessen bedeutendste sozialdemokratische Redakteure Max Seydewitz, Hermann Krasser und Walther Victor waren, am Erdgeschoss Steintafel mit Inschrift aus der Zeit um 1970: „Hier befanden sich Redaktion, Druckerei Sächsisches Volksblatt und das Sekretariat der SPD Bezirk Zwickau“, von 1933 bis 1945 „Nationalsozialistischer Verlag“ – NS – Tageszeitung für Zwickau und Umgebung – bzw. „Neue Zwickauer Zeitung“, von 1946 bis 1990 Sachsenverlag / Freie Presse, wobei der Druck der Freien Presse nur bis 1952 hier erfolgte und später lediglich die Betriebszeitung sowie andere drucktechnische Erzeugnisse hier hergestellt wurden. | 09230806                                            |
| Direkt Bild zu diesem Denkmal hochladen | Mietshaus in geschlossener Bebauung | Bosestraße 19 (Karte)                    | 1877 erbaut                                | Mit Laden, sehr schlichter Putzbau, überformt, von städtebaulichem Wert. Dreigeschossig, fünf Achsen mit Mittelrisalit, mehrfach überformt, 1877 erbaut, 1911 Fassadenüberformung und Ladeneinbau, 1957 Umgestaltung der Schaufensterfront mit Leuchtschrift „Modefriseur Richter – Kelz“, Ladentür vermutlich auch aus den 1950er Jahren ebenfalls mit der gleichen Inschrift, vermutlich schwarzes Glas mit goldener Schrift hinterlegt, diese Ladenfront ist singulär für Zwickau, Sanierung 2001. | 09230808                                            |
| Direkt Bild zu diesem Denkmal hochladen | Mietshaus in Ecklage in geschlossener Bebauung | Bosestraße 20 (Karte)                    | 1887 erbaut                                | mit Laden, heute Gaststätte im Erdgeschoss, städtebaulich wichtiger Putzbau, von baugeschichtlichem Wert. Dreigeschossiger Putzbau mit relativ einfacher Fassadengliederung, 5 × 1 × 6 Achsen, polygonaler Eckausbildung als Risalit angelegt, hier viergeschossig, in der Kreisigstraße mittig, zweiachsiger Dacherker, Fenster mit waagerechten und Dreieckgiebelverdachungen, zeittypisches Gebäude in Ecklage, von städtebaulichem und baugeschichtlichem Wert, Sanierung 1997. | 09230809                                            |
| Direkt Bild zu diesem Denkmal hochladen | Mietshaus in geschlossener Bebauung | Bosestraße 21 (Karte)                    | 1876                                       | Mit Laden, zeittypischer Putzbau von baugeschichtlichem und städtebaulichem Wert. Original erhaltener Putzbau mit leichten Veränderungen, die Fassade wird geprägt von waagerechten Fensterverdachungen der Putznutung im Erdgeschoss und einem Mittelrisalit mit Zugang im Erdgeschoss, Segmentbogenverdachung im 1. Obergeschoss, Dreieckgiebelverdachung im 2. Obergeschoss und zweiachsigem Dacherker, im Dachbereich leichte Veränderungen, Denkmalwert: baugeschichtlicher und städtebaulicher Wert, Sanierung 1998 | 09230810                                            |
| Direkt Bild zu diesem Denkmal hochladen | Mietvilla, Teil eines Doppelhauses mit Hinterhaus (ehem. Stall) und Resten der Einfriedung | Bosestraße 24 (Karte)                    | bez. 1875                                  | Aufwändig gestalteter Putzbau mit Ziegelbändern sowie original erhaltenes Klinkergebäude im Hinterhof, von baugeschichtlichem, baukünstlerischem und städtebaulichem Wert (s. auch Nummer 26). An der Giebelseite bezeichnet 18 EH 75, Nummer 24 u. 26 bilden ein einheitlich gestaltetes Gebäude mit Mittelrisalit und Dacherker, der Gebäudeteil Nummer 24 besteht jedoch lediglich aus den rechten drei Achsen, Fensterbekrönungen als aufwändige zeittypische Gestaltungselemente, in sehr gutem Originalzustand, giebelseitig ehem. Veranda (heute Büroeingang) mit Freitreppe, darüber im 1. Obergeschoss ursprünglich Austritt (heute nicht mehr zu betreten), Ziegelbänder als Gliederungselemente, Kranzgesims mit Konsolfries, Hinterhaus: zweigeschossiger roter Klinkerbau mit Fachwerkelementen im Schweizer Stil, ursprünglich Stallgebäude mit Heuboden, Haferkammer, Geschirrkammer, Waschhaus und Heuaufzug, heute Bürogebäude. Der Denkmalwert ergibt sich aus dem baukünstlerischen und baugeschichtlichen Wert sowie dem städtebaulichen Wert. Sanierung 1996. | 09230811                                            |
| Direkt Bild zu diesem Denkmal hochladen | Mietvilla, Teil eines Doppelwohnhauses mit Werkstattflügel | Bosestraße 26 (Karte)                    | 1875 erbaut                                | Baugeschichtlicher und baukünstlerisch bemerkenswerter Putzbau (mit Nummer 24 ein einheitlich gestaltetes Gebäude bildend). Nummer 24 u. 26 bilden ein einheitlich gestaltetes Gebäude mit Mittelrisalit und Dacherker, der Gebäudeteil Nummer 26 besteht aus den linken drei Achsen und dem Mittelteil mit gebundener Fensterachse, Fensterbekrönungen als aufwändige zeittypische Gestaltungselemente, in sehr gutem Originalzustand, Ziegelbänder als Gliederungselemente, Kranzgesims mit Konsolfries, im Erdgeschoss ursprünglich zwei Mietwohnungen und im hofseitigen Flügel die Werkstatt, im 1. Obergeschoss herrschaftliche Wohnung und im Flügelanbau noch eine Mietwohnung, heute Bürogebäude. Der Denkmalwert ergibt sich aus dem baukünstlerischen und baugeschichtlichen Wert sowie dem städtebaulichen Wert. Sanierung 1996. | 09230812                                            |
| Direkt Bild zu diesem Denkmal hochladen | Mietshaus in geschlossener Bebauung | Bosestraße 27 (Karte)                    | 1875 erbaut                                | Mit nachträglich eingebautem Laden, zeittypischer Putzbau von baugeschichtlichem und städtebaulichem Wert. Fünf Achsen, dreigeschossiger Putzbau mit Putznutungen am Mittelrisalit, zeittypische Gestaltungselemente wie waagerechte, Segmentbogen- und Dreieckgiebel-Fensterverdachungen, Dacherker über dem Mittelrisalit mit rundem Fenster im ehemals eingefassten Giebeldreieck. Denkmalwert: baugeschichtlicher und städtebaulicher Wert. Sanierung 1996. | 09230813                                            |
| Direkt Bild zu diesem Denkmal hochladen | Mietshaus in geschlossener Bebauung | Bosestraße 29 (Karte)                    | 1874 erbaut                                | Neogotisches Gebäude in Klinkermischbauweise mit charakteristischen Gestaltungselementen des Zwickauer Baumeisters Möckel. Zweigeschossig, fünf Achsen, Klinkermischbauweise, wichtige Gestaltungselemente der Fassade sind die Fenstereinfassungen sowie die Eckeinfassungen mit rotem Klinker sowie die größeren Putzflächen, am Kranzgesims Fries aus Formsteinen mit Kleeblattmotiv sowie Andreaskreuzen, Blendbögen am Giebeldreieck des Dacherkers, Haustür im Original erhalten mit Oberlicht in Form eines abgewandelten Dreipasses, Sanierung 1993. Denkmalwert – baukünstlerischer und baugeschichtlicher sowie städtebaulicher Wert als Teil eines geschlossen erhaltenen Ensembles des Baumeisters Möckel. | 09230814                                            |
| Direkt Bild zu diesem Denkmal hochladen | Mietshaus in geschlossener Bebauung | Bosestraße 32 (Karte)                    | 1899 erbaut                                | Aufwändig gestalteter Klinkerbau von baugeschichtlichem und baukünstlerischem Wert mit bemerkenswertem Eckerker. Viergeschossiges Eckgebäude, vorne und seitlich je drei Achsen, Mansarddach, die Fassade ist nur gestaltet durch Klinker und glasierte Ziegel in verschiedenen Farben und Formen, Binderschichten und Läuferschichten als Bänder in Kämpferhöhe farbig abgesetzt bzw. die Segmentbögen über den Fenstern durch gelb und schwarz glasierte Ziegel betont, Friese – u. a. Deutsches Band, rechteckiger Erker schräg an der Ecke über zwei Etagen ab 1. Obergeschoss ebenfalls nur durch farbig glasierte Ziegel und Friese dekoriert, Erkerdach aus schuppenförmig geprägtem Blech, ursprünglich Kontorräume der Malerfirma im Seitenflügel, dort später „Lack-, Oel- und Rostschutzfarben Fabrik Kurt Müller“, Denkmalwert: baugeschichtlicher Wert als charakteristisches Beispiel dieser Bauweise, Sanierung 1999. | 09230815                                            |
| Direkt Bild zu diesem Denkmal hochladen | Wohnhaus mit Bauplastik (Einkäuferin), Uhr und Sonnenuhr sowie angefügtes Marktgebäude des Neumarkts (Markttoiletten, Laden, Marktgaststätte und Durchgang)                                                                                | Bosestraße 33 (Karte)                    | 1937                                       | Zeittypisches Bauensemble von baugeschichtlichem und städtebaulichem Wert. Einfacher Putzbau, dreigeschossig, 2 × 3 Achsen, im Erdgeschoss mit Arkaden und Laden, im Obergeschoss straßenseitig mit Sonnenuhr und Vollplastik (weibliche Figur) auf Konsolstein stehende Frau mit Blumenstrauß und Einkaufstasche, giebelseitig mechanische Uhr, anschließend an diesen Bau eingeschossiger Flachbau mit Durchgang zum Neumarkt (ursprünglich mit Marktgaststätte, Läden, Marktmeisterbüro, Toiletten und Wartehalle für die Straßenbahn), Vordach am Durchgang von Säulen getragen, Kopfende abgerundet und ebenfalls als von einer Säule getragenes Vordach ausgebildet. | 09231248                                            |
| Direkt Bild zu diesem Denkmal hochladen | Mietshaus in geschlossener Bebauung | Bosestraße 34 (Karte)                    | 1898 erbaut                                | Zeittypischer Klinkerbau von baugeschichtlichem Wert (s. auch Bosestraße 32). Viergeschossig, fünf Achsen, gleiche Gestaltung wie Nachbarhaus nur ohne Erker und mit Mittelrisalit, in geschlossener Bebauung. | 09230417                                            |
| Direkt Bild zu diesem Denkmal hochladen | Mietshaus in geschlossener Bebauung | Bosestraße 41 (Karte)                    | 1891                                       | mit Laden, aufwändig gestalteter zeittypischer Klinkerbau von baukünstlerischem von baugeschichtlichem Wert. Viergeschossiger Klinkerbau mit gelben Klinkern, sieben Achsen, die Fassade mit Terrakottaformsteinen dekoriert, z. B. Konsolfries am Kranzgesims und Gurtgesims, originale Haustür zweiflügelig mit geteiltem Oberlicht. Der Denkmalwert ergibt sich aus dem baukünstlerischen und dem baugeschichtlichen Wert als exemplarisches Beispiel dieser Bauweise. | 09230818                                            |
| Direkt Bild zu diesem Denkmal hochladen | Mietshaus in geschlossener Bebauung | Bosestraße 42 (Karte)                    | 1904 erbaut                                | zeittypischer, aufwändig gegliederter Klinkerbau von baugeschichtlichem und städtebaulichem Wert. Viergeschossig, sechs Achsen, roter Klinker dekoriert mit grün glasierten Ziegeln bzw. gelben Klinkern, Klinkerornamenten, Bändern und Blumenmotiven, die Fenster durch Fenstergewände und waagerechte Segmentbogen- und Dreieckgiebelverdachungen betont, aufwändige Haustür mit geschweiften Sprossen original erhalten, Fenster nicht vorbildgerecht erneuert, Denkmalwert: baugeschichtlicher Wert auf Grund des guten Originalzustandes und städtebaulicher Wert als Teil einer zeitgleich entstandenen Häuserzeile in ähnlicher Gestaltung, Sanierung 1999. | 09230819                                            |
| Direkt Bild zu diesem Denkmal hochladen | Mietshaus in geschlossener Bebauung | Bosestraße 43 (Karte)                    | 1891 erbaut                                | mit Laden, zeittypisches Gebäude in Klinkermischbauweise, von baugeschichtlichem Wert. Viergeschossiges Gebäude, im Erdgeschoss Putz, in den drei Obergeschoss orangeroter Klinker mit roten Klinkerbändern dekoriert, zeittypische Fenstereinfassungen mit waagerechter Fensterverdachung und Dreieckgiebelverdachung, reich dekoriertes Kranzgesims, originales Tor zweiflügelig mit Ziervergitterung und gesprosstem Oberlicht erhalten, Fenster nicht denkmalgerecht erneuert. Denkmalwert: baugeschichtlicher Wert als zeittypisches Beispiel der Bauweise Ende 19. Jahrhundert in gutem Originalzustand. Sanierung 1997. | 09230820                                            |
| Direkt Bild zu diesem Denkmal hochladen | Mietshaus in geschlossener Bebauung | Bosestraße 44 (Karte)                    | 1905 erbaut                                | zeittypischer Klinkerbau, von baugeschichtlichem und städtebaulichem Wert. Viergeschossig, sechs Achsen, roter Klinker mit Klinkerornamenten dekoriert u. a. gelb glasierte Ziegel als Bänder, weiterhin Fensterverdachungen mit waagerechter Verdachung und Dreiecksgiebeln und Fenstergewände, dem Original nachempfundene Haustür mit hohem, geteiltem Oberlicht, Denkmalwert: baugeschichtlicher und städtebaulicher Wert, Sanierung 1997. | 09230821                                            |
| Direkt Bild zu diesem Denkmal hochladen | Mietshaus in geschlossener Bebauung | Bosestraße 49 (Karte)                    | 1891 erbaut                                | zeittypischer Klinkerbau von baugeschichtlichem und städtebaulichem Wert. Viergeschossig, sechs Achsen mit zweiachsigem Mittelrisalit und seitlicher Toreinfahrt, Fassade wird geprägt von Sandsteingestaltungselementen u. a. Fenstergewände und Fensterverdachungen mit waagerechtem Gebälk bzw. Dreiecksgiebeln und Gurtgesimsen, Bändern sowie einem Relief am Kranzgesims mit floraler Ornamentik, original erhaltene Haustür – zweiflügelig mit Glaseinsätzen und Oberlicht, Denkmalwert: baugeschichtlicher, städtebaulicher Wert, Sanierung 1995. | 09230822                                            |
| Direkt Bild zu diesem Denkmal hochladen | Mietshaus in geschlossener Bebauung | Bosestraße 51 (Karte)                    | 1896                                       | mit nachträglichem Ladeneinbau, zeittypischer Klinkerbau von baugeschichtlichem und städtebaulichem Wert. Viergeschossiger, sechsachsiger roter Klinkerbau mit zeittypischer Fassadendekoration, floralen Ornamenten bzw. Kopfdarstellungen, zeittypische Fenstereinfassungen mit waagerechter Fensterverdachung, Segmentbögen bzw. Dreiecksgiebeln, seitlich angeordnete Toreinfahrt, ungenehmigt vergrößert und Tor entfernt. Denkmalwert: baugeschichtlicher Wert als Beispiel der Bauweise um 1900. | 09230823                                            |
| Direkt Bild zu diesem Denkmal hochladen | Mietshaus in geschlossener Bebauung | Bosestraße 53 (Karte)                    | 1897 erbaut                                | mit Ladeneinbau, zeittypischer, aufwändig gestalteter Klinkerbau in sehr gutem Originalzustand, von baugeschichtlichem und städtebaulichem Wert. Viergeschossiger, aufwändig gegliederter roter Klinkerbau, sechs Fensterachsen, die Fenster mit aufwändigen Fensterverdachungen: Dreieckgiebel- bzw. Segmentbogenverdachungen und Konsolfries am Kranzgesims, im 3. Obergeschoss Rundbogenfenster, original erhaltenes Durchfahrtstor, Denkmalwert: baukünstlerischer und baugeschichtlicher Wert sowie städtebaulicher Wert. | 09230824                                            |
| Direkt Bild zu diesem Denkmal hochladen | Mietshaus in Ecklage in geschlossener Bebauung | Bosestraße 55 (Karte)                    | 1897 erbaut                                | mit Laden, zeittypischer Klinkerbau von städtebaulichem Wert. Viergeschossig, 9 × 1 × 2 Achsen, rechte Achse der kurzen Seite nur dreigeschossig, mit gekoppelten Fenstern, im 1. Obergeschoss Dreieckgiebelverdachung mit Frauenkopf, linke Achse der langen Seite gleiche Gestaltung, jedoch viergeschossig und als Risalit ausgebildet, polygonale Eckausbildung mit Laden, hier im 1. Obergeschoss ebenfalls Dreieckgiebelverdachung mit Kartusche und Rollwerk sowie floralen Dekorationen, über allen Fenstern und Türen des Erdgeschoss Schlussstein, als Teil eines zeitgleich entstandenen Straßenzuges in ähnlicher Gestaltung von städtebaulichem Wert. | 09230825                                            |
|                                         | Orthopädische Klinik mit Wohnung des Chefarztes, heute Nutzung durch Sparkasse | Crimmitschauer Straße 2 (Karte)          | 1911–1912                                  | anspruchsvoller, repräsentativer Putzbau von baugeschichtlichem und stadtgeschichtlichem Wert. jetzt durch die Sparkasse genutzt. | 09231296                                            |
|                                         | Wohnhaus in Ecklage in offener Bebauung, mit Resten der seitlichen Einfriedung | Crimmitschauer Straße 4 (Karte)          | 1888                                       | Wohnhaus des Zwickauer Baumeisters Hugo Frey, repräsentativer Klinkerbau von städtebaulichem und baugeschichtlichem Wert, umfangreiche bauzeitliche Ausstattung. Wohnhaus des bedeutenden Zwickauer Baumeisters Hugo Frey, heute durch die Fußorthopädie und Schuhservice GmbH als Werkstatt und Büro genutzt, zweigeschossig, polygonale Eckausbildung mit Erkern auf polygonalem bzw. rechteckigem Grundriss auf volutenartigen Kragsteinen, die Ecke überhöht – dreigeschossig mit einem Konsolfries am Kranzgesims und Pyramidenhelm, ansonsten Mansarddach mit originalen Gauben mit spitzem Helm, Fassade teilweise mit Masken dekoriert und floralen Ornamenten, Sockel orangeroter Klinker und Einfassung Kellerfenster mit Porphyrtuff, Kellerfenster mit originaler Eisenvergitterung, Schutzdach über Hauseingang Eisenkonstruktion, neue Haustür, im Inneren: hochwertige Deckenmalerei im Treppenhaus, auf den Treppenpodesten farbige Fliesen sowie originale Wohnungstüren mit Glaseinsätzungen – Glasätzungen, im 2. Obergeschoss vermutlich die Wohnung des Architekten Hugo Frey, diese Wohnung repräsentativer ausgestattet mit aufwändigen gründerzeitlichen Stuckdecken sowie originalen Zimmertüren, die Wandgemälde ebenfalls gründerzeitlich mit Putz-Stuck-Dekorationen. | 09231298                                            |
| Direkt Bild zu diesem Denkmal hochladen | Ehemaliges Schützenhaus | Crimmitschauer Straße 16 (Karte)         | 1893 Umbau                                 | ortsgeschichtlich bedeutsamer Putzbau. Heute durch verschiedene Vereine genutzt, mehrfach überformter Putzbau, zweigeschossig, auf rechteckigem Grundriss mit mehrfachen Anbauten und baulichen Erweiterungen, Dachabschluss mit Walmdach, teilweise auch Satteldach, im Erdgeschoss Rechteckfenster, im Obergeschoss Rundbogenfenster, im Inneren kaum originale Ausstattung – Saal im 1. Obergeschoss. | 09231303                                            |
| Weitere Bilder                          | Ehemaliges „Ringcafé“ (Wohn- und Geschäftshaus mit Raucherclub „Ringkeller“) | Dr.-Friedrichs-Ring 21a (Karte)          | 1937                                       | Repräsentativer, im Stil der neuen Sachlichkeit errichteter Putzbau, von architekturhistorischer, künstlerischer und städtebaulicher Bedeutung. Der Eck-Erker ist mit Schnitzereien des Zwickauer Bildhauers Edmund Schorisch versehen. Fünfgeschossiger Putzbau, auf bogenförmigem Grundriss, im 1. Obergeschoss befand sich das „Ringcafé“, das inzwischen zu Büroräumen umgebaut wurde – leicht vorkragend, an der Ecke von oktogonem Pfeiler gestützt, ehemaliges Café farbig von Fassade abgehoben, im 1. Obergeschoss Schriftzug „RINGKAFFEE“ mit Flachreliefs (Holzschnitzarbeiten) unter den Fenstern sowie an den Brüstungsfeldern des Erkers im 2. und 3. Obergeschoss, Erker auf polygonalem Grundriss – zweigeschossig, zu Zweiergruppen zusammengefasste Rechteckfenster mit schmaler Einfassung, Glattputz, am Eingangsbereich Büste eines Kochs, Inschrift am Eingangsbereich: „Entwurf.Architekten/....../Bauleitung/Architekt/Martin Förster“. | 09230179                                            |
| Weitere Bilder                          | Bankgebäude mit Läden | Dr.-Friedrichs-Ring 23 (Karte)           | 1938–1941                                  | repräsentatives, das Straßenbild maßgeblich prägendes Geschäftshaus, von künstlerischem und baugeschichtlichem Wert. Originales Sitzungszimmer im 1. Obergeschoss, im Erdgeschoss Ladeneinbauten, schlichte Putzfassade, wichtige Gestaltungselemente – Reihung der schmalen Rechteckfenster sowie Wandöffnungsverhältnis und Bauplastik, in Nischen zwischen den Fenstern im 1. Obergeschoss überlebensgroße Plastiken – Darstellung von Arbeitern und Bäuerinnen, im Erdgeschoss Geschäftsräume der Bank und Läden – das Erdgeschoss wird geprägt von den mit Segmentbögen abschließenden Schaufenster- und Türöffnungen, die durch Naturstein verkleidete Pfeiler voneinander getrennt sind, Ziergitter vor den Oberlichtern der Schaufenster aus der Erbauungszeit, integriert in die Ziergitter Bezeichnung der jeweiligen Läden einschließlich einer symbolischen Darstellung: so u. a. die Inschriften: „Wirkwaren“, „Uhren, Schmuck“, „Buchhandlung E.W.Marx Nachf.“, über dem Buchladen Darstellung und einer Eule sowie dreier Buchrücken, über den anderen Geschäften vereinfachte Blumendarstellungen, über dem Uhrenladen – Darstellung eines Zahnrades | 09230180                                            |
| Weitere Bilder                          | Mehrfamilienhaus in offener Bebauung | Dr.-Friedrichs-Ring 25 (Karte)           | 1927                                       | zeittypischer Putzbau in gutem Originalzustand. Dreigeschossiger Longitudinalbau mit Erker und Balkon an der Giebelseite, Fenster zu „Fensterbändern“ durch Gesimse zusammengefasst, leicht geschweiftes Walmdach mit Biberschwanzdeckung, Gauben mit Dreieck-Blendgiebeln und stark geneigten Satteldächern, im Inneren Türen und Treppenhaus original erhalten – schlichte Ausführung, als Beispiel des kommunalen Wohnungsbaus der 1920er Jahre des 20. Jahrhunderts von sozial- und baugeschichtlichem Wert. | 09230261                                            |
| Weitere Bilder                          | Villa | Dr.-Friedrichs-Ring 27 (Karte)           | 1872                                       | architektonisch anspruchsvolles Gebäude in Klinkermischbauweise, gebaut nach einem Entwurf des bedeutenden Zwickauer Baumeisters Gotthilf Ludwig Möckel. Zweigeschossiger Bau auf rechteckigem Grundriss, Mittelrisalit mit markantem Balkon in rotem Klinker, Eisengeländer, Balkon gestützt von großen Konsolsteinen, die helle Putzfassade wird geprägt durch Gestaltungselemente in rotem Klinker – Fenstereinfassungen, Rahmung des Mittelrisalites und der Hausecken sowie Konsolfries am Kranzgesims. | 09230182                                            |
|                                         | Wohnhaus | Dr.-Friedrichs-Ring 33 (Karte)           | um 1850                                    | einfacher zeittypischer Putzbau, von baugeschichtlichem und städtebaulichem Wert. Falsche Farbgebung, traufständig, zweigeschossig, Putzfassade, Fenstereinfassungen durch Natursteingewände und waagerechte Verdachungen, kräftiges Gurtgesims, dreiachsiger Dacherker, Satteldach, alle Fenster Segmentbogenfenster in regelmäßiger Reihung. | 09230183                                            |
|                                         | Villa mit originaler Innenausstattung | Dr.-Friedrichs-Ring 35 (Karte)           | um 1920                                    | zeittypischer, architektonisch anspruchsvoller Putzbau von städtebaulicher, baugeschichtlicher und künstlerischer Bedeutung. Dreigeschossiges Eckhaus, mit Nachbarhaus zusammengebaut, 1. und 2. Obergeschoss durch kannelierte Pilaster zusammengefasst, Erdgeschoss Putznutung, halbrund vorkragende Erker, Fensterbrüstungen mit Reliefs geschmückt – Jugendstildekorationen, Pilaster mit Ionischen Kapitellen, runder Eckturm ebenfalls durch Pilaster gegliedert, geschmückt mit Jugendstilornamenten und Eierstabfriesen, abschließend mit geschweiftem niedrigen Kegeldach, aufwändig gestaltete Gauben, ebenfalls mit kannelierten Lisenen und floralen Ornamenten versehen, die halbrunden Erker werden im Dachbereich durch entsprechende Dacherker fortgesetzt. | 09230184                                            |
| Weitere Bilder                          | Mietshaus in geschlossener Bebauung | Dr.-Friedrichs-Ring 37 (Karte)           | 1890                                       | zeittypischer Bau in Klinkermischbauweise in gutem Originalzustand, von städtebaulichem und baugeschichtlichem Wert (siehe auch Kreisigstraße 2). Viergeschossiger, fünfachsiger Bau, Erdgeschoss Putz, Obergeschosse orange Klinker, Fenstereinfassungen mit profilierten Gewänden, Fensterverdachungen durch Segmentbögen bzw. waagerechtes Gebälk und Dreieckgiebel mit verschiedenen floralen Dekorationen. | 09230185                                            |
| Weitere Bilder                          | Mietshaus in halboffener Bebauung und Hintergebäude | Dr.-Friedrichs-Ring 39 (Karte)           | 1888                                       | zeittypischer Klinkerbau in gutem Originalzustand, von baugeschichtlichem Wert. Zweigeschossig, fünf Achsen, Seitenrisalit – dieser überhöht, aufwändige Fassadengliederung mit Gesimsen und Fenstereinfassung bzw. Bekrönungen mit Schlusssteinen, in den Bogenfeldern mit floralen Dekorationen bzw. Putti, an der Ecke turmartig überhöht, Hintergebäude: eingeschossig mit Drempel, Klinkermischbauweise, Walmdach, einfache zeittypische Gestaltung, ursprünglich Gärtnerwohnhaus und Kopfbau eines sich in nordwestl. Richtung anschließenden Gewächshauses, dieses bereits 1914 abgebrochen. | 09230186                                            |
| Weitere Bilder                          | Mietshaus in halboffener Bebauung | Dr.-Friedrichs-Ring 41 (Karte)           | 1866                                       | zeittypischer Putzbau von städtebaulicher und baugeschichtlicher Bedeutung. Dreigeschossig, sieben Achsen, Mittelrisalit mit Haupteingang, Rundbogen- und Rechteckfenster, in den Obergeschossen mit waagerechter Verdachung bzw. Dreieckgiebel- und Segmentbogenverdachung, im Erdgeschoss Putznutung – dort Rundbogenfenster, verkröpfte Gurtgesimse bzw. Fensterbankgesimse, an dem Kranzgesims Würfelfries, originale sieben Gauben mit Satteldächern, heute mit Blech beschlagen. | 09230187                                            |
|                                         | Schulgebäude | Dr.-Friedrichs-Ring 43 (Karte)           | 1865–1867                                  | repräsentativer, städtebaulich markanter, in die umliegende Wohnbebauung integrierter Putzbau von baugeschichtlicher, stadtgeschichtlicher und städtebaulicher Bedeutung. Ab 1872 3. Knabenbürgerschule, ab 1904 1. Bezirksschule, 8 × 15 Achsen, viergeschossig, Putzgliederung durch Friese, Putznutung und Putzquaderung, Eingang ursprünglich an der Ecke – dort über dem Eingang noch nachträglich angebrachte Inschrift: „Berufsschule Thomas Müntzer“, originale Haustür aus der Erbauungszeit – zweiflügelig mit Glaseinsätzen, Ziervergitterung und Oberlichtfenster, Kreuzstockfenster, Eckrisalit turmartig überhöht mit Uhr, am Eckrisalit Steinkreuzfenster, ursprünglich dreigeschossig, später aufgestockt in gleichem Stil, ebenso mehrere Erweiterungen in der Seitenstraße in gleichem Stil | 09230188                                            |
| Direkt Bild zu diesem Denkmal hochladen | Wohnhaus mit Durchfahrt in geschlossener Bebauung | Dr.-Friedrichs-Ring 61 (Karte)           | 1859                                       | zeittypischer aufwändig gestalteter Putzbau von baugeschichtlicher Bedeutung. Zweigeschossig, zwei Seitenrisalite, sechs Achsen, im Erdgeschoss Putzquaderung, originale profilierte Fenstergewände, Tordurchfahrt an einem Seitenrisalit, erneuertes Tor, Oberlicht mit strahlenförmig angeordneten Sprossen, Gurtgesims mit Fries „Deutsches Band“ geschmückt, Kranzgesims mit Rundbogenfries versehen, Dacherker, Gauben vergrößert – nicht dem Original entsprechend, am zweiten Seitenrisalit nachträglich Hauseingangstür eingefügt, im Obergeschoss Überschlaggesims, eines der letzten original erhaltenen Gebäude einer zeitgleich erbauten und gleichartig gestalteten Häuserzeile. | 09230189                                            |
| Weitere Bilder                          | Alte Schlosskaserne, in Ecklage | Dr.-Friedrichs-Ring 73 (Karte)           | 1854                                       | schlichter Putzbau mit Gaffköpfen dekoriert, von ortsgeschichtlicher Bedeutung. | 09230190                                            |
| Weitere Bilder                          | Gasometer, heute Veranstaltungssaal | Dr.-Friedrichs-Ring 79 (Karte)           | 1874/1875                                  | Städtebaulich dominanter Klinkerbau in gutem Originalzustand von stadtgeschichtlicher und technikgeschichtlicher Bedeutung. Von 1853 bis 1901 in Betrieb. | 09230191                                            |
| Direkt Bild zu diesem Denkmal hochladen | Mietshaus in geschlossener Bebauung | Dr.-Marie-Elise-Kayser-Straße 1 (Karte)  | 1877                                       | zeittypisches Gebäude in Klinkermischbauweise, als Teil zeitgleich errichteten, symmetrisch angelegten Häuserzeile in gleicher Fassadenausbildung und Teil der Platzrandbebauung des Schlobigparkes von großer baugeschichtlicher und städtebaulicher Bedeutung. Angeregt vermutlich durch die Bauweise des Zwickauer Baumeisters Möckel gestaltetes Gebäude in Klinkermischbauweise, breit gelagerter Putzbau, gegliedert durch Klinkerelemente u. a. Fries: laufender Hund, Bogenfries sowie weiterhin Lisenen, am Kranzgesims Konsolfries, zweiachsigem Dacherker, sehr schöne originale Haustür erhalten, Haus ist spiegelverkehrt zu Hausnummer 13, Sanierung 1997. | 09230272                                            |
| Direkt Bild zu diesem Denkmal hochladen | Mietshaus in geschlossener Bebauung | Dr.-Marie-Elise-Kayser-Straße 1a (Karte) | 1893                                       | als Teil eines zeitgleich erbauten und gleichartig gestalteten Straßenzuges von großem städtebaulichem sowie baugeschichtlichem Wert, Teil der Platzrandbebauung des Schlobigplatzes. Ähnlich den Gebäuden des Baumeisters Möckel gestaltetes Haus in Klinkermischbauweise mit Putzflächen, Fassadengliederung durch Klinkerlisenen und -bänder sowie Klinkerfriese, dreigeschossig. Denkmalwert: baugeschichtlicher Wert, in Zwickau um 1900 häufiger anzutreffende Fassadengestaltung, Sanierung 1998. | 09230273                                            |
| Direkt Bild zu diesem Denkmal hochladen | Mietshaus in geschlossener Bebauung, Teil eines Doppelmietshauses | Dr.-Marie-Elise-Kayser-Straße 1b (Karte) | 1903                                       | schlichter Putzbau mit zeittypischer Fassadengestaltung (s. auch Nummer 1c). Auf Grund seiner Zugehörigkeit zu dem markanten Mietshaus Nummer 1c denkmalwürdig. Der Denkmalwert ergibt sich vorrangig aus dem städtebaulichen Wert. | 09230274                                            |
| Direkt Bild zu diesem Denkmal hochladen | Mietshaus in Ecklage in geschlossener Bebauung, Teil eines Doppelmietshauses | Dr.-Marie-Elise-Kayser-Straße 1c (Karte) | 1903                                       | mit Laden, städtebaulich markanter Putzbau in sehr gutem Originalzustand von baugeschichtlichem und städtebaulichem Wert (s. auch Nummer 1b). Fleischerladenausstattung im Jugendstil, schlichter Putzbau mit zeittypisch gestalteten Fenster- und Türeinfassungen, originales zweiflügeliges Haustor mit verzierten Glaseinsätzen, sehr guter Originalzustand, aufwändige Stuckdecke in der Durchfahrt, originale Wohnungseingangstüren, schmiedeeiserne Treppengeländer und Podestbeläge mit Ornamentfliesen, Sanierung 1995. | 09230275                                            |
| Direkt Bild zu diesem Denkmal hochladen | Mietshaus in geschlossener Bebauung | Dr.-Marie-Elise-Kayser-Straße 3 (Karte)  | 1876                                       | original erhaltenes Gebäude in Klinkermischbauweise, als Teil eines gleichartigen, symmetrisch gestalteten Straßenzuges und Teil der Platzrandbebauung des Schlobigparkes von baugeschichtlichem und städtebaulichem Wert. ähnliche Gestaltung wie Nachbarhäuser, original erhaltene Haustür, Überschlaggesims und Fries „Laufender Hund“, Hauseingang seitlich angeordnet, Haus ist spiegelverkehrt zu Hausnummer 11, Sanierung 1997. | 09230276                                            |
| Direkt Bild zu diesem Denkmal hochladen | Mietshaus in geschlossener Bebauung | Dr.-Marie-Elise-Kayser-Straße 5 (Karte)  | 1876                                       | original erhaltenes Gebäude in Klinkermischbauweise, als Teil eines gleichartigen, symmetrisch angelegten Straßenzuges und Teil der Platzrandbebauung des Schlobigparkes von baugeschichtlichem und städtebaulichem Wert. ähnliche Gestaltung wie Nachbarhäuser, original erhaltene Haustür, Überschlaggesims und Fries „Laufender Hund“, Hauseingang seitlich angeordnet, Haus ist spiegelverkehrt zu Hausnummer 9. | 09230277                                            |
| Direkt Bild zu diesem Denkmal hochladen | Mietshaus in geschlossener Bebauung | Dr.-Marie-Elise-Kayser-Straße 7 (Karte)  | 1873                                       | als mittlerer Teil des einheitlich geplanten Straßenzuges und Teil der Platzrandbebauung des Schlobigparkes von besonderer städtebaulicher Bedeutung. Haus bildet den Mittelteil des einheitlich gestalteten Straßenzuges, dreigeschossig, fünf Achsen, Mittelrisalit, gleiche Gestaltungsweise wie die Nachbarhäuser, ähnliche Friese, original erhaltene Haustür, Sanierung 1996. | 09230278                                            |
| Direkt Bild zu diesem Denkmal hochladen | Mietshaus in geschlossener Bebauung | Dr.-Marie-Elise-Kayser-Straße 9 (Karte)  | 1873                                       | original erhaltenes Gebäude in Klinkermischbauweise von baugeschichtlichem und städtebaulichem Wert als Teil eines zeitgleich entstandenen und gleichartig gestalteten Straßenzuges, Teil der Platzrandbebauung des Schlobigparkes. Ähnliche Gestaltung wie Nachbarhäuser, original erhaltene Haustür, Überschlaggesims und Fries „Laufender Hund“, Hauseingang seitlich angeordnet, Haus ist spiegelverkehrt zu Haus Nummer 5, Sanierung 1997 (Haus ist identisch mit Haus Nummer 5). | 09230279                                            |
| Direkt Bild zu diesem Denkmal hochladen | Mietshaus in geschlossener Bebauung | Dr.-Marie-Elise-Kayser-Straße 11 (Karte) | 1873                                       | als Teil eines gleichzeitig entstandenen und einheitlich gestalteten Straßenzuges und Teil der Platzrandbebauung des Schlobigparkes von großem baugeschichtlichen und städtebaulichen Wert. Haus ist identisch mit Haus Nummer 3, wurde nachträglich aufgestockt und ist daher das einzige Gebäude im Straßenzug, welches baulich verändert wurde. In den unteren beiden Etagen blieb es allerdings weitgehend original erhalten. Der Denkmalwert ergibt sich aus dem baugeschichtlichen und städtebaulichen Wert. | 09230267                                            |
| Direkt Bild zu diesem Denkmal hochladen | Mietshaus in geschlossener Bebauung | Dr.-Marie-Elise-Kayser-Straße 13 (Karte) | 1873                                       | Teil eines zeitgleich entstanden und in gleichartiger Weise gestalteten Straßenzuges, Teil der Platzrandbebauung des Schlobigparkes. Typische Bauweise für Zwickau, Putzbau mit Klinkerelementen, verschiedenen Friesen und Dekorationen aus Klinker, Mittelrisalit, original erhaltene Haustür, Putzstuckdekorationen, identisch mit Haus Nummer 1. Denkmalwert: baugeschichtlicher und städtebaulicher Wert, Sanierung 1997. | 09230280                                            |
| Direkt Bild zu diesem Denkmal hochladen | Schulgebäude | Georgenplatz 1 (Karte)                   | 1884–1885                                  | zeitweise (1935–1945) als Polizeipräsidium genutzt, markanter städtebaulich dominanter Klinkerbau in sehr gutem Originalzustand. Ursprünglich Einfache Bürgerschule III, ab 1904 3. Bezirksschule, von 1935 bis 1945 Polizeipräsidium, zur Erinnerung an diese Zeit Gedenktafel (Deportation jüdischer Bürger). Orangeroter Klinker mit dunkelroten Klinkerelementen dekoriert, Fenster und Türen original, markanter Mittelbau mit Bekrönung und Uhr (ehem. Haupteingang) flankiert von zwei kuppelbekrönten Ecktürmen, daran anschließend rechts ein neunachsiger links ein zwölfachsiger Seitenflügel, anschließend an den rechten Seitenflügel fünfachsige Turnhalle, vom Mittelbau rechtwinklig abzweigendes in den Hof hineinragendes, zweigeschossiges ehem. Abortgebäude. | 09230356                                            |
| Direkt Bild zu diesem Denkmal hochladen | Wohn- und Geschäftshaus in geschlossener Bebauung | Georgenstraße 1 (Karte)                  | 1909                                       | repräsentativer Putzbau von baugeschichtlicher und städtebaulicher Bedeutung. Viergeschossig, vier Achsen (davon zwei polygonale Erker) 1½-stöckige Geschäftsetage mit Sandsteinverkleidung und originalen Türen und Fenstern, Decken hier in Stahlbetonskelettbauweise, da die halbe Etage zu Lagerzwecken diente, beide Obergeschoss geprägt durch zwei polygonale Erker, über beiden Erkern gemeinsamer Dacherker mit Zierfachwerk, dieser scheinbar gestützt durch Adlerkonsole, Fassade mit zeittypischem Bauschmuck versehen, an mittleren Fensterbrüstungen zwischen 1. und 2. Obergeschoss Nischen mit eingestellten Putti, Sanierung 1999. | 09230357                                            |
| Direkt Bild zu diesem Denkmal hochladen | Wohn- und Geschäftshaus in Ecklage in offener Bebauung | Georgenstraße 2 (Karte)                  | 1870                                       | städtebaulich markanter historistischer Putzbau von baugeschichtlichem Wert. Dominante Lage am Georgenplatz, dreigeschossiger Putzbau mit drei Schaufassaden, Ladenfront im Laufe der Zeit erweitert, aufwändige Gliederung der Fassade durch Natursteinfenstergewände und -gesimse, Mittelrisalit von Pilastern flankiert, Fenster- und Ladenfront erneuert, Fassade saniert 2000/01. | 09230358                                            |
| Weitere Bilder                          | Schulgebäude | Georgenstraße 3; 5 (Karte)               | 1893 Nr. 3 (sechs Fensterachsen links)     | breit gelagerter Putzbau mit Sandsteinverkleidung von baugeschichtlicher und städtebaulicher Bedeutung in sehr gutem Originalzustand. 17 Achsen, dreigeschossig, zwei Seitenrisalite jeweils mit Eingang sowie Mittelrisalit ebenso mit Eingang, im Erdgeschoss-Bereich der Mittel- und Seitenrisalite bossierte Sandsteinquader, am linken Seitenrisalit Inschrift: „ERB.1893.“, vertikale Gliederung der Fassade durch das Zurückversetzen der Fensterachsen und Pilastergliederung der Seitenrisalite, Fensterbrüstungen zwischen 1. und 2. Obergeschoss mit ornamental dekorierten Sandsteinplatten belegt, profiliertes Kranzgesims Sandstein, Rückseite Klinkerfassade, im Inneren Bleiglasfenster und Aula erhalten, alle Türen erneuert, Sanierung 1994/95. | 09230359                                            |
| Direkt Bild zu diesem Denkmal hochladen | Wohnhaus in offener Bebauung | Georgenstraße 4 (Karte)                  | 1870                                       | architektonisch anspruchsvoller, historisierender Putzbau, von baugeschichtlicher und städtebaulicher Bedeutung. Zweigeschossig, fünfachsig, Mittelrisalit mit Drillingsfenster, Fassadengliederung durch Natursteinsohlbänke und waagerechte Fensterverdachungen sowie Lisenen an den Hausecken bzw. beiderseits des Mittelrisalites, seitlich Hauseingang mit vorbildgerecht erneuerter Haustür und originaler schmiedeeiserner Eingangsüberdachung, Walmdach mit dreiachsigem Dacherker über dem Mittelrisalit, dieser flankiert von baulich veränderten Gauben, originales Treppenhaus mit Stuckelementen und Stuckdecken in verschiedenen Räumen, Sanierung 2000. | 09230360                                            |
| Direkt Bild zu diesem Denkmal hochladen | Mietshaus in halboffener Bebauung | Große Biergasse 1 (Karte)                | 1904                                       | qualitätvoll gestalteter Historismusbau, von bau-, orts- und personengeschichtlichem Wert. Zweigeschossig, breit gelagert, orangeroter Klinker, teilweise gebundene Fensterachsen, Kunststeindekoration der Fassade u. a. Fenstereinfassungen in Form des Historismus, Haus leer stehend. Im Erdgeschoss war ursprünglich der Firmensitz der Fa. C. F. Rau (Seilfabrik), im 1. Obergeschoss wohnte der Kaufmann und Mitinhaber der Firma Johann Gotthilf Rau (Bruder des Carl Friedrich Rau), Die Seilerei und das alte Wohnhaus befinden sich heute noch auf dem Nachbargrundstück Max-Pechstein-Straße 24. | 09231456                                            |
| Direkt Bild zu diesem Denkmal hochladen | Zwei Wohnhäuser einer nicht vollendeten Wohnanlage | Große Biergasse 2d; 2e (Karte)           | 1912                                       | zeittypische Putzbauten von städtebaulichem und baugeschichtlichem Wert. Zwei Häuser im Winkel zueinander stehend, ursprünglich als Teil einer Wohnanlage geplant, die nicht vollendet wurde, zwei- bzw. dreigeschossige Putzbauten in zeittypischer Gestaltungsweise, Mansardwalmdächer, große Dacherker, Plastiken u. a. Flöte spielender Rattenfänger von Hameln in Nische an der Hausecke bzw. Putti (Flachreliefs), die Fenster wurden dem Original nachgebildet, original erhaltene Haustüren, Bleiglasfenster mit einfachen Dekorationen im Treppenhausbereich, schlichte Putzbauten mit Vor- und Rücksprüngen, Loggien und Balkonen sowie erkerartigen Vorsprüngen, Eingänge zurückgesetzt, verschiedene Fensterformate u. a. ovale Fenster bzw. Rundbogenfenster, plastische Darstellungen (als Flachrelief oder vollplastisch ausgebildet) – Kind auf einer Schnecke reitend, Kind auf Schildkröte, mit Dackel spielend und mit Katze Denkmalwert: baugeschichtlicher Wert, Sanierung 2001. | 09231457                                            |
| Direkt Bild zu diesem Denkmal hochladen | Mietshaus in halboffener Bebauung | Große Biergasse 3 (Karte)                | 1878                                       | zeittypischer Putzbau in sehr gutem Originalzustand von baugeschichtlichem Wert. Zweigeschossiger Putzbau mit seitlich angeordnetem Tor und Durchfahrt, original erhalten, Fassadengestaltung u. a. durch aufgeputzte Bänder, Gesimse, eine Fensterbrüstung mit Balustern, waagerechte Fensterverdachungen bzw. Segmentbogenverdachungen, Gauben original erhalten, ebenso Dacherker, die Fassade ist in sehr gutem Originalzustand überliefert. Der Denkmalwert ergibt sich demnach aus dem baugeschichtlichen Wert. Unmittelbar nach der Errichtung des Gebäudes wurde dieses an den Hufschmied Friedrich Wilhelm Fröhlich verkauft. Schmiedewerkstatt und Beschlagbrücke im Hof waren bereits Bestandteil der Baupläne, sind aber heute nicht mehr vorhanden. Aus der Hufschmiede entwickelte sich später die Zwickauer Rohrflanschen-Fabrik Fröhlich & Landmann. | 09231459                                            |
| Direkt Bild zu diesem Denkmal hochladen | Mietvilla | Große Biergasse 7 (Karte)                | 1875                                       | Neorenaissancebau von baukünstlerischem und personengeschichtlichem Wert. Aufwändig gegliederter Putzbau auf unregelmäßigem Grundriss, zweieinhalbgeschossiger Kopfbau mit anschließendem zweigeschossigen Seitenflügel mit Haupteingang auf der Rückseite, reiche Fassadengliederung u. a. durch Gesimse bzw. waagerechte Fensterverdachungen und Dreieckgiebelverdachungen, Flachreliefs, florale Dekorationen, kleiner Konsol- bzw. Würfelfries und Kranzgesims, vorkragende Sohlbänke auf volutenartigen Kragsteinen, Erker und Risalite, im Inneren originale feste Bauausstattung u. a. Türen, Öfen, Wandvertäfelungen und Stuckdecken, teilweise vernichtet durch Brand im Oktober 2002, Bombenschaden im Zweiten Weltkrieg, bedeutendster Mieter war von 1875 an über lange Jahre der Zwickauer Kaufmann Johann Adam Hartmann Mitinhaber der Lackfabrik Schickedanz und Hartmann. | 09231460                                            |
| Direkt Bild zu diesem Denkmal hochladen | Mietshaus in offener Bebauung | Große Biergasse 8 (Karte)                | 1890                                       | qualitätvoll gestalteter Klinkerbau mit reicher Fassadendekoration, von baukünstlerischer und baugeschichtlicher Bedeutung (Teil eines Doppelwohnhauses s. Kleine Biergasse Nummer 7). Dreigeschossiger Bau auf unregelmäßigem Grundriss, Eckrisalit viergeschossig, die Fassade reich gegliedert durch Dekorationen mit roten Klinkern, u. a. Bänder, Deutsches Band, Kreuzblumen sowie Dekorationen aus Terrakotta, mit floralen Motiven, weiterhin Konsolfries ebenfalls aus Klinkern, der Fassadengrundton sind gelbe Klinker, Sanierung 1997. | 09231461                                            |
| Direkt Bild zu diesem Denkmal hochladen | Mietshaus in Ecklage in offener Bebauung | Heinrich-Heine-Straße 1 (Karte)          | 1883                                       | original erhaltener Historismusbau von baugeschichtlichem und baukünstlerischem Wert. Zweigeschossiges Eckhaus mit Eckrisalit, dieser dreigeschossig, aufwendige Fassadengliederung durch Natursteinzierelemente u. a. Eckquaderung, profilierte Fenstereinfassungen mit waagerechten Fensterverdachungen, teilweise auf volutenartigen Konsolsteinen, auch die Sohlbänke im Obergeschoss ruhen auf volutenartigen Konsolsteinen, profiliertes Kranzgesims bzw. Kranzgesims mit ornamentalen Verzierungen, neben den Fenstern des 3. Obergeschoss des Eckrisalites Flachreliefs mit Porträtdarstellungen von Chemikern: Boettger, B. Schwarz (Erfinder des Schwarzpulvers), Justus von Liebig und Wilhelm Helbig, Reliefdarstellung – künstlerisch anspruchsvolle Steinmetzarbeiten, originale zweiflügelig Haustür mit Glaseinsätzen und schmiedeeiserner Vergitterung, Oberlicht mit geschweiften Sprossen, im Inneren ein historischer Ofen erhalten – evtl. auch weitere Öfen – sowie Zimmertüren und Wohnungseingangstüren. | 09230212                                            |
| Direkt Bild zu diesem Denkmal hochladen | Mietshaus in halboffener Bebauung, Teil einer Zweierhausgruppe (mit Nr. 4) | Heinrich-Heine-Straße 2 (Karte)          | 1888                                       | Zweigeschossiger Historismusbau mit typischer Fassadengliederung in gutem Originalzustand, baugeschichtlich von Bedeutung. Zweigeschossig, Ecke dreigeschossig, Putzbau, Fassade gegliedert durch aufgeputzte Bänder und aufgeputzte Fensterverdachungen – im Erdgeschoss mit Schlussstein, im Obergeschoss profilierte Fenstergewände und waagerechte Fensterverdachungen u. a. mit kleinen Köpfen dekoriert, im Dachbereich vereinfacht, originale Haustür erhalten: zweiflügelige Holztür mit Glaseinsätzen und Oberlicht sowie Bleiglasfenster im Treppenhaus | 09230213                                            |
| Direkt Bild zu diesem Denkmal hochladen | Mietshaus in Ecklage in halboffener Bebauung | Heinrich-Heine-Straße 2a (Karte)         | um 1890                                    | Zweigeschossiger Klinkerbau von bauhistorischer und städtebaulicher Bedeutung. Typischer Historismusbau mit charakteristischer Fassadengliederung: Bänder, Fenstereinfassungen, waagerechte Fensterverdachungen, Erker mit Natursteinverblendungen, dekoriertes Kranzgesims an der überhöhten Ecke, dort Walmdach, ansonsten Mansarddach, Fensterbrüstungen teilweise reliefiert. | 09230214                                            |
| Direkt Bild zu diesem Denkmal hochladen | Mietshaus in halboffener Bebauung, Teil einer Zweierhausgruppe (mit Nr. 2) | Heinrich-Heine-Straße 4 (Karte)          | um 1890                                    | sehr gut erhaltener Historismusbau mit originaler Putzgliederung von baukünstlerischem und baugeschichtlichem Wert. Zweigeschossiger Putzbau mit Seitenrisalit, dreiachsig, Putznutung im Erdgeschoss, profiliertes Gurt- und Kranzgesims, am Seitenrisalit im Obergeschoss kannelierte dekorierte Pilaster, dort ein Zwillingsfenster zusammengefasst durch eine einheitliche Fensterverdachung und mit Pflanzen und Früchten dekorierte Fensterbrüstung, ebenso die Fensterbrüstung im 1. Obergeschoss dekoriert, aufwendige Gaubengestaltung, teilweise mit Holzverblendung bzw. Putz- und Steindekorationen. | 09230215                                            |
| Direkt Bild zu diesem Denkmal hochladen | Mietshaus in offener Bebauung | Heinrich-Heine-Straße 16 (Karte)         | 1940                                       | dem Heimatstil verpflichteter, sachlich gestalteter Putzbau in sehr gutem Originalzustand von baugeschichtlichem und städtebaulichem Wert. Zweigeschossiger, breit gelagerter Putzbau mit Rechteckfenstern in regelmäßiger Anordnung, einachsiger Ausbau über zwei Etagen vor der Mittelachse mit Balkon, im Traufbereich hölzerne Konsolen, Giebelseite Fenstererker, Hofseite hölzerne Loggien, aufwändige Einfassung des Hauseinganges mit Schlussstein sowie originale zweiflügelige Holzhaustür mit Glaseinsätzen und Ziervergitterungen, leicht geschweiftes Walmdach mit großem Dachüberstand. | 09230216                                            |
| Direkt Bild zu diesem Denkmal hochladen | Villa mit Villengarten, Gartenhaus und Einfriedung, heute Kindergarten (siehe auch Lessingstraße 27 – Obj. 09230600) | Heinrich-Heine-Straße 17 (Karte)         | 1927                                       | aufwändig gestalteter zeittypischer Putzbau, von baukünstlerischem und ortsgeschichtlichem Wert. Baugeschichte: Bauherr: Kaufmann William Grosse, erbaute 1927 die Heinrich-Heine-Str. 17 als herrschaftliches Wohnhaus mit angeschlossenem Bedienstetenwohnhaus (Lessingstr. 27), 1948 von Dr. Georg Kühnel gekauft, sie richteten in beiden Häusern im Erdgeschoss-Bereich eine Privatklinik ein und in den Obergeschoss-Räumen Heinrich-Heine-Str. 17 die eigene Wohnung, in den Obergeschoss-Räumen der Lessingstr. 27 Schwesternwohnungen, heute Lessingstr. 27 Privatvilla, Heinrich-Heine-Str. 17 Kindergarten, Klinik bis 1979/80, danach Aufteilung in Kindergarten und Privathaus. Villa: auf rechteckigem Grundriss mit Mittelrisalit mit kannelierten Pilastern, Eckpilaster ebenfalls kanneliert, vorspringender halbrunder Erker im Erdgeschoss ebenfalls mit kannelierten Pilastern, darüber Balkon mit aufwendig gestalteter Balustrade mit floralen Dekorationen in der Balustrade, Fenster in originaler Teilung erhalten sowie Reste der originalen Innenausstattung, an jeder Hausecke kannelierte Pilaster, Treppenhaus mit originalen Bleiglasfenstern, an den Treppen- und Terrassenaufgängen Geländer (verzierte Eisengitter), im Inneren noch sehr schöne originale Haustür, Villa mit den typischen Gliederungen der Zeit von 1923/25, im Inneren außer dem Treppenhaus auch weitere Bleiglasfenster erhalten. Villengarten: der Villengarten umfasst die Flurstücke 1106/6 und 1106/12 (Heinrich-Heine-Straße 17 und Lessingstraße 27), der Bereich Heinrich-Heine-Straße 17 verändert, aber wichtig für die Wirkung der Villa, drei Spitz-Ahorne (Acer platanoides) und eine Rosskastanie (Aesculus hippocastanum) erhalten. Gartenhaus: an der Ostecke des Gartens gelegener, originaler, in die Einfriedung integrierter kleiner massiver Putzbau auf unregelmäßigem Grundriss mit Pyramidenhelm. Einfriedung: Holzlattenzaun mit gemauerten und verputzten Pfosten und Sockel, entlang der Nordost- und Südostseite des Gartens (Flurstücke 1106/6 und 1106/12). | 09230217                                            |
| Direkt Bild zu diesem Denkmal hochladen | Villa | Heinrich-Heine-Straße 19 (Karte)         | 1900                                       | Zweigeschossiger Klinkerbau von bauhistorischer Bedeutung. Zweigeschossiger gelber Klinkerbau, Sockel roter Klinker sowie Fensterverdachungen (Segmentbögen) roter Klinker, Eingangsvorhäuschen ebenfalls massiv mit zurückversetzter Hauseingangstür, unterschiedliche Dachgestaltung, Schieferdachdeckung, an einer Ecke kleiner polygonaler Turm mit Pyramidenhelm, Schleppgauben, teilweise Dachliegefenster, Fenster dem Original nachempfunden mit gesprossten Oberlichtern. | 09230218                                            |
| Direkt Bild zu diesem Denkmal hochladen | Villa mit Einfriedung und Garten | Hölderlinstraße 1 (Karte)                | 1924                                       | architektonisch anspruchsvoller Putzbau mit herausragender Innenausstattung von architektonischer und städtebaulicher Bedeutung. Villa: Innen: dunkelbraune Wandvertäfelungen, Türnischen – ebenfalls mit Holzvertäfelung, Stuckdecken und Holzvertäfelung der Decken erhalten, große zentrale Diele mit Kamin aus Marmor dazu Kuppel aus braunen glasierten Ofenkacheln, zentrales Treppenhaus mit repräsentativer dreiläufiger Treppe, Holzgeländer, in der Halle Holzkassettendecke mit Holzunterzügen, Wandvertäfelungen bis ca. 2,50 m Höhe, darüber mythologisch übersteigerte Jagdszenen als Wandmalerei, diese konserviert, polygonale Nische mit Bleiglasfenstern, dort die Städte- bzw. Landschaftsnamen Graz, Meran, Salzburg, Trient, Innsbruck, Hall sowie Mosel, weiterhin Wappen- und Landschaftsdarstellungen u. a. Schloss Tirol bei Meran, Sigmundsburg bei Bozen und Wandpaneel mit Landschaftsdarstellung, in nahezu allen Räumen originale Parkettböden, Wintergarten: Fußboden mit Mosaikfliesen, kleiner Brunnen mit Flieseneinfassung, Bleiglasfenster, und Ausmalungen erhalten, heute gesichert und mit Tapete überdeckt und überstrichen, Küche: originale Fußbodenfliesen und Einbauschränke, Speisezimmer: Decke in der Nische mit Holztäfelungen, hier auch Einbaumöbel erhalten, große Decke mit Stuckkehle, Wandtäfelung mit Einbaumöbeln, darüber Wandbemalung unter Raufasertapete, Herrenzimmer: Holzpaneel als Wandverkleidung ca. 3,00 m hoch, Zwischenfelder ursprünglich mit Stoff bespannt, Einbauschrank, Salon: Stuckdecke und originale Heizkörperverkleidung, Vorhalle: Heizkörperverkleidungen, Marmorfußböden bzw. auf dem Treppenabsatz Mosaiksteine, alle Türen original erhalten, Teilbereiche unterkellert, Souterraingeschoss, ehem. Mangelstube: holzgetäfelte Decke, mit dunklem Birkenholz getäfelte Wandflächen mit Heizkörperverkleidung im chinesischen Stil, Weinzimmer: Nische mit Rabitzdecke als Gewölbe ausgebildet mit Mosaikmalerei auf bronzenem Grund, Raum an sich auch mit bemalter Gewölbedecke, Wandverkleidung als Holzpaneel mit eingesetzten Gemälden (Stadtansichten), Höhe ca. 2,00 m, darüber Wandmalerei (Weinranken), originale Einbaumöbel wie z. B. Eckbank, dazugehöriger runder Tisch und Kleiderständer, Bleiglasfenster mit Landschaftsdarstellungen, verschiedenen Trachtenträgern und Butzenscheiben, Außen: zweigeschossiger, kubischer, auf fast annähernd quadratischem Grundriss errichteter Putzbau, die Fassade belebt durch Vor- und Rücksprünge und filigraner Putz-Stuck-Dekoration, prägender Wintergarten mit 4 × 1 Fensterachse und Bleiglasfenstern, verkröpfte Fensterbankgesimse, originale Fensterziergitter erhalten, markanter dreiachsiger Dacherker, Mansardwalmdach mit Biberschwanzdoppeldeckung, architektonisch anspruchsvolles Gebäude nach dem Entwurf des Architekten Gustav Hacault, charakteristisches Beispiel der Architektur der 1920er Jahre. Einfriedung: Stampfbetonmauer, ursprünglich mit ovalen Öffnungen (heute zugesetzt, ursprünglich mit Vergitterung aus Holzlatten), Zaunsfelder nicht original erhalten, auch Tor und Pforte nicht original erhalten, Villengarten: Zufahrtstor von Südosten von der Hölderlinstraße, regelmäßiges Wegesystem mit wassergebundener Decke, im Südwesten des Gartens ehemaliger erhöhter Sitzplatz, entlang der Zufahrt nordöstlich der Villa Baumreihe aus Spitz-Ahorn (Acer platanoides), entlang der Südwestgrenze des Gartens (Walther-Rathenau-Straße) Baumreihe aus Berg-Ahorn (Acer pseudoplatanus), an der Nordwestgrenze zwei Linden (Tilia), südlich der Villa Rhododendron, außerdem Bestand aus Flieder, Weißdorn und anderen Ziersträuchern. | 09230242                                            |
| Direkt Bild zu diesem Denkmal hochladen | Ehemaliger Kindergarten, heute Wohnhaus | Hölderlinstraße 4; 6 (Karte)             | 1955                                       | charakteristischer 1950er-Jahre-Bau in sehr gutem Originalzustand von bau- und sozialgeschichtlicher Bedeutung. breit gelagerter, eingeschossiger Putzbau mit Natursteinsockel, 13 Fensterachsen, mittig Hauseingang, Segmentbogentür, zweiflügelig mit gesprossten Glaseinsätzen, Satteldach mit Biberschwanzdoppeldeckung, Straßentraufseite drei kleine Gauben, Hoftraufseite fünf kleine Gauben, Türen, Fenster, Putz usw. original erhalten, ehemaliger Kindergarten der HO (Handels-Organisation der DDR). | 09231062                                            |
| Direkt Bild zu diesem Denkmal hochladen | Villa mit Vorgarten und Einfriedung | Hölderlinstraße 7 (Karte)                | 1883                                       | zeittypischer, architektonisch anspruchsvoller Historismusbau in sehr gutem Originalzustand. Villa: über annähernd quadratischem Grundriss, Fassade geprägt durch Vor- und Rücksprünge, Veranden, Balkone sowie Erker, teilweise Fassade vereinfacht, weitere Gestaltungselemente: kannelierte Pilaster, Putzbänder, Gesimse, waagerechte Fensterverdachungen sowie Dreieckgiebelverdachungen, am Wintergarten Bleiglasfenster aus der Erbauungszeit, Walmdach, Eisenzaun im Original erhalten, Denkmalwert: baugeschichtlicher und städtebaulicher Wert. Vorgarten: regelmäßiges Wegesystem mit ehem. wassergebundenen Wege und diagonal gestellten Ziegeln als Wegekanten, heute überwachsen, Bestand aus u. a. Rosen, Pfingstrosen, Tulpen und Narzissen. | 09230243                                            |
| Direkt Bild zu diesem Denkmal hochladen | Mietvilla | Hölderlinstraße 8 (Karte)                | 1881                                       | zeittypischer Historismusbau in gutem Originalzustand von baugeschichtlichem und städtebaulichem Wert. Zweigeschossiger Putzbau mit Klinkersockel, zeittypische, original erhaltene Putzgliederung mit Nutungen, Putzbändern, Löwenköpfen, verkröpften profilierten Gesimsen, Eckrisalit und Fensterbekrönungen mit aufwändigen Putz-Stuck-Dekorationen, Mansardwalmdach, guter Originalzustand, Fenster erneuert, Haustür erhalten, ursprünglich als Doppelhaus geplant, in den Adressbüchern bis 1886 als Militärmassenquartier ausgewiesen, ursprünglich komplettes Dachgeschoss als Schlafsaal genutzt, Mannschaftsstuben im Erdgeschoss und 1. Obergeschoss, Sanierung 1993. | 09230244                                            |
| Direkt Bild zu diesem Denkmal hochladen | Mietshaus in geschlossener Bebauung, Teil eines Doppelmietshauses (zugehörig Nr. 13) | Hölderlinstraße 11 (Karte)               | 1886                                       | zeittypischer Putzbau in sehr gutem Originalzustand von städtebaulichem und baugeschichtlichem Wert. vier Achsen, dreigeschossig, originale Putzgliederung vollständig erhalten mit Ausnahme des Dacherkers, Putznutung im Erdgeschoss, Fenstereinfassung Sandstein mit volutenartigen Schlusssteinen, im 1. Obergeschoss waagerechte Fensterverdachungen bzw. Dreieckgiebelverdachungen, im 2. Obergeschoss waagerechte Fensterverdachung getragen von Gaffköpfen, Haustür dem Original weitestgehend nachempfunden, hier Schlussstein als Kartusche ausgebildet und mit Hausnummer versehen, Sanierung 1994. | 09230245                                            |
| Direkt Bild zu diesem Denkmal hochladen | Mietshaus in geschlossener Bebauung | Hölderlinstraße 12 (Karte)               | 1887                                       | architektonisch anspruchsvoller Putzbau mit Sandsteingliederung von baugeschichtlichem und städtebaulichem Wert. Dreigeschossig, fünf Achsen, wobei die mittlere Achse ein Zwillingsfenster darstellt, waagerechte Fensterverdachungen, Dreieckgiebelverdachung, im 1. Obergeschoss Mittelachse, Schlusssteine, zweiachsiger Dacherker, flankierende Gauben ergänzt, gut aufgearbeitetes Haus mit dem Original nachempfundenen Fenstern und originaler zweiflügeliger Haustür mit Oberlicht, Sanierung 1996. | 09230246                                            |
| Direkt Bild zu diesem Denkmal hochladen | Mietshaus in geschlossener Bebauung, Teil eines Doppelwohnhauses (zugehörig Nr. 11) | Hölderlinstraße 13 (Karte)               | 1886                                       | zeittypischer Putzbau von baugeschichtlichem und städtebaulichem Wert. siehe Nummer 11, Sanierung 1995 | 09230247                                            |
| Direkt Bild zu diesem Denkmal hochladen | Mietshaus, ursprünglich mit Restaurant „Fürst Bismarck“, heute mit Wettbüro in geschlossener Bebauung und Ecklage | Hölderlinstraße 14 (Karte)               | 1897/98                                    | aufwändig gegliederter, neobarocker Putzbau von großer baugeschichtlicher und städtebaulicher Bedeutung. markantes viergeschossiges Eckhaus mit Seitenrisalit, an der Leipziger Straße, spiegelbildlich dazu Risalit neben der Ecke, seitlichem Hauseingang, an der Hölderlinstraße, dort auch mittig angeordnet zweigeschossiger polygonaler Erker mit Sandsteingliederung und Balkon sowie an der Ecke Erker auf trapezförmigem Grundriss über drei Geschosse mit konkaven bzw. konvexen Wandflächen – ebenfalls mit Sandsteingliederung, hier rundbogiger Eingang zu den Geschäftsräumen, über allen Risaliten und Erkern aufwändig gestaltete Dacherker, Fenster überwiegend mit waagerechten Verdachungen, an der Leipziger Straße teilweise mit Bekrönung, im 3. Obergeschoss Rundbogenfenster mit Schlussstein, im Erdgeschoss (ehemalige Gasträume) von Ausstattung originale Türen, eine Säule und Putz-Stuck-Dekoration u. a. Putti im Kundenraum (ehemaliges Restaurant 1), Stuckdecke und Türen im Beratungsraum I (ehemaliges Restaurant 2), Kassettendecke unter abgehängter Decke im Kundenraum II (ehemals Billard) und Stuckdecke im Hausdurchgang erhalten, Baumeister Junghanns wohnte nach Fertigstellung des Gebäudes selbst in der Wohnung im 1. Obergeschoss, Sanierung 1996. | 09230248                                            |
| Direkt Bild zu diesem Denkmal hochladen | Mietshaus in Ecklage in geschlossener Bebauung, mit Einfriedung und Vorgarten | Hölderlinstraße 15 (Karte)               | um 1900                                    | mit Laden, architektonisch anspruchsvoller Neorenaissancebau in sehr gutem Originalzustand, von baukünstlerischer und städtebaulicher Bedeutung. Viergeschossiges, dominantes Eckhaus mit polygonaler Eckausbildung, Laden an der Ecke im Erdgeschoss, Ladentür im Eckbereich, darüber kleiner Austritt mit durchbrochener Sandsteinbrüstung, originale Haustür mit Oberlicht und schmiedeeisernen Ziergittern, die Ladentür, die Fenster- und Balkontüren dem Original nachgebildet – zweiflügelig mit sprossengeteilten Oberlichtern, verschiedene Erker auf trapezförmigem, rechteckigem bzw. dreieckigem Grundriss, die Ecke turmartig überhöht mit Helm, weiterhin drei große und zwei kleine Dacherker mit zeittypischer Architekturgliederung, Fenster- und Türöffnungen im Erdgeschoss mit Segmentbogen, im 1. Obergeschoss waagerecht mit Dreiecksgiebelverdachung, im 2. Obergeschoss waagerechte Fensterverdachungen, im 3. Obergeschoss kleinere gekoppelte Fenster mit angedeuteten Vorhangbögen, teilweise Fensterbankgesimse, Traufgesims, Konsolen mit pflanzlichen Dekorationen bzw. Tierdarstellungen u. a. mit Kranichen und Mohn dekoriert, Schlussstein über der Haustür mit den Köpfen eines Pärchens, Zaun aus der Erbauungszeit, im Inneren Stuckdecken, Wohnungseingangstüren, schmiedeeisernes Treppengeländer und Ortterrazzo erhalten, Unmittelbar nach Fertigstellung des Gebäudes zog der Barbier und Friseur Paul August Friedrich Mücke in das Ladengeschäft ein. Das Geschäft blieb bis zur Sanierung 1997 als Friseurgeschäft erhalten. | 09230249                                            |
| Weitere Bilder                          | Villa Wolf, später »Mokkabar« | Humboldtstraße 14 (Karte)                | 1911                                       | Bedeutender neobarocker Bau von stadtbildprägender, personengeschichtlicher sowie architekturhistorischer und baukünstlerischer Bedeutung. Basierend auf einem engeren Architekturwettbewerb unter mehreren vom Bauherren selbst ausgewählten deutschen Architekten entstand diese Villa als markanter, singulärer Bau, über winkelförmigem Grundriss, eingeschossig mit zweigeschossigem mittig angeordneten Rundturm, komplett ausgebautem Dachgeschoss und vorgelagerter Terrasse mit Balustrade auf der zwei Sphinxen sitzen; alle Fensteröffnungen als Korbbogenfenster ausgebildet mit Schlusssteinen, mehrflügelige sprossengeteilte Fenster, Fassade mit Lisenengliederung, vollständig mit Sandstein verkleidet, Sockel aus Postelwitzer Sandstein, dem Rundbau im Erdgeschoss vorgelagert Arkaden und Terrassen, im Obergeschoss Balkone mit schmiedeeisernem Geländer zwischen Sandsteinpfosten, zurückhaltender, dezenter Fassadenschmuck mit Girlanden, markante Gauben mit Bekrönung flankiert von Frucht- bzw. Blumenkörbe tragenden Putti. Die Bekrönung ist einem überquellenden Brunnen nachempfunden, von dem das Wasser über die Gauben hinab läuft. In ähnlicher Weise ist die Bekrönung des Turmes gestaltet – Medaillon mit Kranz und Putti sowie Darstellung fließenden Wassers, beide Flügel Mansardwalmdach mit Kupferdeckung, der Turm mit kupfernem Kuppeldach, geländerumwehrter Aussichtsplattform sowie mit Ochsenaugen. Die Villa steht am Kreuzungsbereich von Humboldtstraße, Georgenstraße, Schumannstraße und Reichenbacher Straße. In ursprünglich ruhiger und bester Wohnlage unmittelbar am Schwanenteichpark gelegen, entstand die Villa als südliche Spitze eines dreieckigen Häuserblockes über einem eigenwilligen, dem Standort angepassten Grundriss. Während das Sockelgeschoss neben den Hauswirtschafts-, Keller- und Lagerräumen nur eine kleine Hausmeisterwohnung enthielt, dienten Hochparterre und 1. Obergeschoss dem repräsentativen Wohnen seines Besitzers. Bemerkenswert sind die im Hochparterre gelegene und ursprünglich gärtnerisch gestaltete Terrasse mit Balustrade ebenso wie die Grundrissstrukturen mit dem zentral gelegenen ovalen Wohnraum im Hochparterre bzw. dem darüber im 1. Obergeschoss befindlichen Frühstücksraum. Auch ursprünglich gehörte zur Villa kein Garten, sie war ausgerichtet auf die gegenüberliegende Parkanlage (Schwanenteichpark), andererseits war die Terrasse mit einer Gartenanlage samt Bäumen versehen. Heute prägt die Villa durch Gestaltung und Lage maßgebend diesen bedeutsamen Kreuzungsbereich, wodurch ihr eine große städtebauliche Bedeutung zukommt. Weiterhin ergibt sich der Denkmalwert aus der baukünstlerischen Bedeutung, als exemplarisches Beispiel neobarocker Formensprache, Bauherr der Villa war der Fabrikant Paul Wolf, der die Sicherheitsgrubenlampe erfunden und in Zwickau produziert hat. Welche Aufmerksamkeit die Zwickauer Villa schon unmittelbar nach ihrer Fertigstellung in der Fachwelt erregte, geht aus einem üppig illustrierten Artikel hervor, den die Deutsche Bauzeitung in Berlin am 19. März 1913 dem neobarocken Prachtbau widmete. In ihm wird vor allem die „vortreffliche Gruppierung der Baumassen“ gewürdigt, „die etwas an französische Vorbilder anklingt, jedoch ihre volle Selbständigkeit bewahrt“. Trotz eines großen Umbaues im Jahre 1960, verbunden mit einer Umnutzung zu einer Gaststätte, blieben wesentliche Raumstrukturen und die äußere Architektur weitestgehend erhalten, die ursprünglich repräsentative Ausstattung ging allerdings bis auf wenige Reste der Ausmalung und einige Bleiglasfenster verloren. Bei der letzten großen Umbaumaßnahme in den 80er Jahren wurde wiederholt in das Innere des Gebäudes eingegriffen, der Außenbau blieb nahezu unberührt. | 09230403                                            |
|                                         | Mietshaus in halboffener Bebauung, Teil eines Doppelwohnhauses (zugehörig Nr. 18) | Humboldtstraße 16 (Karte)                | 1874                                       | städtebaulich markanter Putzbau von bauhistorischer Bedeutung. Das Miethaus Humboldtstraße 16 in Zwickau ist nach § 2 Abs. 1 SächsDSchG wegen seiner baugeschichtlichen und städtebaulichen Bedeutung (Denkmalfähigkeit) ein Kulturdenkmal, an dessen Erhalt ein öffentliches Interesse (Denkmalwürdigkeit) besteht. Der markante, an einem wichtigen Verkehrsknoten zwischen Bahnhof und Altstadt gelegene Bau wurde 1874 nach Entwürfen des Architekten Hugo Frey errichtet. Er bildet ein Doppelhaus mit der Humboldtstraße 18, die sieben Jahre früher erbaut wurde. Bei dem dreigeschossigen Mietshaus mit höherem Eckturm und Walmdach handelt es sich um ein für seine Entstehungszeit typisches, historistisches Wohngebäude, das eine Vielzahl von gliedernden und schmückenden Elementen zeigt, die vor allem an Gestaltungsmotive der italienischen Renaissance erinnern. Dazu gehören die Rustika im Erdgeschoss und die Hervorhebung des nachfolgenden Stockwerks als Beletage. Die Fassade wird geprägt durch Gurt- und Sohlbankgesimse, regelmäßig angeordnete Rechteckfenster und Pilastergliederungen. Die verloren gegangenen Balkone am Eckturm können wohl ohne größeren Aufwand wieder rekonstruiert werden, zumal die alten Bauzeichnungen vorliegen. Kennzeichnend für den Historismus war das Nachahmen der Stile vergangener Epochen, wie Romanik, Gotik, und Renaissance, um nur einige Richtungen zu nennen. Aus dem Zeugniswert für den Historismus, insbesondere der zweiten Hälfte des 19. Jahrhunderts, ergibt sich die baugeschichtliche Bedeutung des hier zu beurteilenden Objektes. Darüber hinaus hat es auch einen städtebaulichen Wert. Zusammen mit der benachbarten Bebauung, Humboldtstraße 14 sowie Schumannstraße 9 und 12, führt der Eckbau des Architekten Frey zu einer stadtentwicklungsgeschichtlichen Unverwechselbarkeit, die im Laufe der Zeit zustande gekommen ist. Vergleichbare Gebäudegruppierungen gibt es in Zwickau nicht. Darüber hinaus wirken die Häuser des genannten Ensembles auf signifikante Weise in den Stadtraum und sind weithin sichtbar. Das öffentliche Erhaltungsinteresse resultiert aus dem Umstand, dass die Humboldtstraße 16 in Zwickau von einem breiten Sachverständigenkreis als Kulturdenkmal anerkannt wird, vergleichbar Objekte sind in anderen Bundesländern bereits seit geraumer Zeit inventarisiert worden, aus dem dokumentarischen Wert für den Architekturstil des Historismus, aus dem authentischen Charakter und dem Gewicht der genannten Schutzgründe. (LfD/2016, Michael Müller.) dreigeschossiger Putzbau mit originaler Fassadenausbildung, Erdgeschoss Putzquaderung, Gurtgesims und Fensterbankgesims, Fassade geprägt durch regelmäßig angeordnete Rechteckfenster, die im ersten Obergeschoss durch waagerechte Fensterverdachungen betont werden, Putzquaderung und Putznutung im Erdgeschoss und 1. Obergeschoss, Eckrisalites viergeschossig mit flachem Zeltdach, im vierten Stockwerk Pilastergliederung, Balkone am Eckrisalit nicht erhalten, Gebäude durch Walmdach bzw. Satteldach abgeschlossen. | 09230404                                            |
|                                         | Mietshaus (mit Ausstattung) in halboffener Bebauung, Teil eines Doppelmietshauses (zugehörig Nr. 16) | Humboldtstraße 18 (Karte)                | 1867                                       | städtebaulich markanter Putzbau von bauhistorischer Bedeutung. Das Mietshaus wies ursprünglich die gleiche Gestaltung wie das Nachbarhaus auf. Außenbeschreibung: dreigeschossiger Putzbau von 6 × 4 Achsen mit viergeschossigem Eckrisalit. Der seitlich angeordnete Hauseingang wird durch eine Freitreppe erschlossen. Die Fassade ist heute vereinfacht, wobei das Gurtgesims und Fensterbankgesims sowie die Fenstergewände und -verdachungen erhalten blieben. Auch die am Eckrisalit befindlichen Balkone sind original, wobei die ursprünglichen Gitterbrüstungen erneuert wurden. Brüstungsgeländern. Innenausstattung: originale zweiflügelige Haustür mit Oberlicht und Ziervergitterung, einläufige gewendelte Treppe, originale Wohnungstür aus der Erbauungszeit im Erdgeschoss, im ersten Obergeschoss Jugendstil-Wohnungstür sowie Holztrennwand mit Bleiverglasungen, Glaseinsätze der Wohnungstür mit Jugendstil-Glasätzungen (Blumenornamente), Wandverkleidung mit Nische und Podest sowie Stuckdecke, ursprünglich war die Raumstruktur im ersten Obergeschoss eine andere – der Korridor war möglicherweise nicht vom Treppenhaus abgeteilt bzw. gab es eine andere Abtrennung als die heutige. Aus der Zeit um 1900 bis 1905 stammt die heute noch im Original vorhandene einflügelige Wohnungseingangstür mit großem geätztem Glaseinsatz, die später durch die bereits erwähnte Trennwand mit Glaseinsätzen mit Bleiverglasungen ergänzt wurde. Diese Trennwand stellt eine eigenständige, qualitätvolle Handwerksarbeit dar, die ebenfalls denkmalwürdig ist. Auch die Fenster im Treppenhaus besitzen eine Jugendstil-Bleiverglasung mit Blumenornamenten aus der Zeit um 1905. In der Wohnung im 1. Obergeschoss sind bemerkenswerte Ausstattungsdetails wie hölzerne Wand- und Deckenvertäfelungen, Einbaugarderobe, originale ein- und zweiflügelige Türen mit Beschlägen, Stuckdecken, ornamental gestaltete Parkettfußböden, Bleiverglasungen, ein raumhoher Eckkachelofen, Toilettenausstattung (Dekorfliesen, Spiegelschrank mit Marmorablage) sowie geschnitzte bzw. kunstgeschmiedete Zierelemente anzutreffen, die wesentlich den Denkmalwert des Hauses prägen. In der Wohnung im 2. Obergeschoss blieben ebenfalls originale Türen und Stuckdecken erhalten. Sanierung 1999. | 09230405                                            |
| Direkt Bild zu diesem Denkmal hochladen | Mietshaus in halboffener Bebauung, Teil einer Dreierhausgruppe (mit Nr. 4 und Nr. 4a) | Johannisstraße 2 (Karte)                 | 1911                                       | sehr schlichter Putzbau, als Teil der Dreierhausgruppe von städtebaulichem Wert. Dreigeschossiger Putzbau mit viergeschossigem Seitenrisalit, hier angedeuteter Erker, wenige gleichartige Gestaltungselemente wie die Nachbarhäuser, aus diesem Grund wird der Denkmalstatus beibehalten, fast ungegliedert, Ornamentband aus glasierten Ziegeln in Kämpferhöhe Erdgeschoss und Kellerfenstereinfassungen aus Ziegeln. | 09230233                                            |
| Direkt Bild zu diesem Denkmal hochladen | Mietshaus in geschlossener Bebauung, Teil einer Dreierhausgruppe (mit Nr. 2 und 4a) | Johannisstraße 4 (Karte)                 | 1910                                       | schlichter zeittypischer Putzbau, als Teil eines gleichartig gestalteten Hausensembles von baugeschichtlichem und städtebaulichem Wert. Dreigeschossig, sechs Achsen, originale Tür mit sehr hohem sprossengeteiltem erhaltenen Oberlicht, Klinkermischbauweise, hoher Klinkersockel über Granitbossenstreifen, Rest Putzfläche mit sparsamen geometrischen Dekorationen, Ornamentband aus glasierten Ziegeln in Kämpferhöhe Erdgeschoss, zweiachsiger Mittelrisalit 1. – 2. Obergeschoss, darüber trapezförmiger Dacherker mit Drillingsfenster, Sanierung 1996. | 09230239                                            |
| Direkt Bild zu diesem Denkmal hochladen | Mietshaus in halboffener Bebauung, Teil einer Dreierhausgruppe (mit Nr. 4 und Nr. 2) | Johannisstraße 4a (Karte)                | 1910                                       | schlichter, zeittypischer Putzbau in gutem Originalzustand, von städtebaulichem und baugeschichtlichem Wert. Dreigeschossiger schlichter Putzbau, dekoriert mit glasiertem Ziegelband in Kämpferhöhe Erdgeschoss, mit angedeutetem Erker am viergeschossigen Seitenrisalit, ansonsten kaum Dekorationen, mit originaler Haustür an der Giebelseite, Sanierung 1996. | 09230240                                            |
| Direkt Bild zu diesem Denkmal hochladen | Mietshaus in halboffener Bebauung, Teil eines Doppelmietshauses (mit Nr. 12) | Johannisstraße 10 (Karte)                | 1900                                       | zeittypischer, aufwändig gestalteter Putzbau in gutem Originalzustand, von baugeschichtlichem und städtebaulichem Wert. Dreigeschossig mit viergeschossigem Seitenrisalit, dieser mit Glockendach und Putzquaderung an den Ecken, profiliertes Gurtgesims, waagerechte Fensterverdachungen im 1. Obergeschoss, am Seitenrisalit Dreieckgiebelverdachungen im 1. Obergeschoss, Klinkersockel, originale Gauben mit Glockendach, Kranzgesims stark vereinfacht, als zeittypisches Beispiel der Bauweise um 1900 von baugeschichtlichem Wert, als Teil eines annähernd zeitgleich entstandenen geschlossenen Straßenzuges von städtebaulichem Wert, Sanierung 1996. | 09231465                                            |
| Direkt Bild zu diesem Denkmal hochladen | Mietshaus in halboffener Bebauung, Teil eines Doppelmietshauses (mit Nr. 10) | Johannisstraße 12 (Karte)                | 1903                                       | zeittypischer, aufwändig gestalteter Putzbau in gutem Originalzustand, von baugeschichtlichem und städtebaulichem Wert. aufwändiger Putzbau, besser erhalten als das Nachbarhaus, besonders im Bereich des Traufgesimses, gleiche Gestaltung wie Doppelhaushälfte. | 09231466                                            |
| Weitere Bilder                          | Badeanstalt mit originaler Jugendstilausstattung (ein Gebäudekomplex mit dem Schlobighaus, der ehemaligen Bade- und Heilanstalt des Dr. Samuel Friedrich Schlobig), umgebender Grünanlage sowie Einfriedung                                | Johannisstraße 16 (Karte)                | 1866–1869                                  | reich gegliederter Komplex in Klinkerbauweise mit neogotischer Fassade, von großer künstlerischer und baugeschichtlicher Bedeutung, mit bemerkenswert gut erhaltener und qualitätvoller Innenausstattung – Jugendstil (zum ursprünglichen Bestand der Bade- und Heilanstalt gehört auch die Remise, heute Schlobigplatz 23, siehe dort). Der Bau des Ensembles Johannisbad beginnt 1866/69 mit der nach Plänen des Zwickauer Architekten G. L. Möckel errichteten Bade- und Heilanstalt des Dr. Schlobig. Möckel, von der Hannoverschen Schule beeinflusst, wandte sich frühzeitig der Neogotik und dem Backsteinbau zu. Er schuf mit dem Schlobighaus eine der ersten Klinkerfassaden des Historismus in Sachsen und damit ein „Inkunabel“ für die unzähligen Folgebauten bis weit in das 20. Jahrhundert hinein. Während das Flächenmauerwerk am „einfachen gotischen Backsteinrohbau“ des Schlobighauses wegen Unkenntnis der „rationellen Backsteinarbeiten“ noch nicht zur Zufriedenheit des Architekten ausfiel, verkörpert die Fassade des Johannisbades mit ihrer reichen Gliederung und ihrem Spiel von glatten, glasierten und geformten Klinkern bereits den architektonischen wie baumaterialseitigen Höhepunkt der Entwicklung. Im Jahre 1890 begann die Erweiterung des Schlobighauses in Richtung Mulde. Am 2. Januar 1904 wurden die Neubauten des städtischen Johannisbades der Öffentlichkeit übergeben. Entworfen hatte das Bad der Zwickauer Stadtbaurat Kretzschmar. Für ihn ist bezeichnend, dass er das Bestehende nicht nur akzeptierte, sondern mit adäquaten Mitteln zu vervollkommnen suchte, ohne auf die größten Möglichkeiten der infolge des Steinkohlenbergbaues blühenden Kommune zu verzichten. Zu den Hauptträgern des Repräsentationsanspruches wählte er neben der Fassade vor allem das Herzstück der Anlage, die fast 1000 m² einnehmende Schwimmhalle. Nur dem Kirchenbau vergleichbar, konzipierte er dieses in der Art eines umlaufend dreigeschossigen „Emporensaales“. Gleich Möckel rang er bei der Raumgliederung, wie bei der technischen Ausstattung um maximale Modernität. Die Bade- und Heilanstalt eröffnete am 14. September 1869 und stand den Zwickauer Bürgern für Wannenbäder und dergleichen ebenso zur Verfügung wie auswärtigen Kranken, die sich einer Badekur unterziehen konnten. Es waren also auch Krankenzimmer im Obergeschoss vorhanden. Verabreicht wurden Irisch-Römische Bäder, Russische Dampfbäder, Brause- und Duschbäder, Wannenbäder, Kurbäder und Sandbäder. Hierfür standen unter anderem einzelne Badezellen, ein Sudatorium, ein Frigidarium und ein Tepidarium zur Verfügung. Die Ärzte Dr. Schlobig und Dr. Braun gelten als herausragende Persönlichkeiten des westsächsischen Industriegebietes, deren Wirken insbesondere der Volksgesundheit galt. Bezüglich städtebaulicher Einordnung, Größe und architektonischer Gestaltung ist das Johannisbad ohne Beispiel in Sachsen. Neben dieser Singularität basiert die besonders herausragende Bedeutung des Ensembles vor allem auf seiner baugeschichtlich-wissenschaftlichen Aussagekraft. Mit den zwei wesentlichen Bauetappen werden Beginn und Vollendung der Entwicklung des sächsischen Klinkerbaues auf engstem Raum dokumentiert. Bis 1991 war das Bad in Betrieb, ohne dass im Äußeren oder Inneren größere Eingriffe erfolgten. Es blieb mit all seinen Einrichtungen bis zur Gegenwart nahezu originalgetreu erhalten. Nach umfänglicher Sanierung wurde es am 5. Mai 2000 wiedereröffnet. | 09231246                                            |
| Direkt Bild zu diesem Denkmal hochladen | Mietshaus in Ecklage in geschlossener Bebauung | Johannisstraße 27 (Karte)                | 1890                                       | ursprünglich mit Laden, zeittypischer Klinkerbau in gutem Originalzustand, von städtebaulichem und baugeschichtlichem Wert. Dreigeschossiges Eckhaus mit seitlicher Toreinfahrt, polygonaler Eckausbildung und viergeschossigem Eckrisalit, ursprünglich dort Laden, heute Ladeneingang zugesetzt, zeittypische Gestaltung mit waagerechten Fensterverdachungen im 1. Obergeschoss und einfachen Fenstergewänden, über dem ehemaligen Ladeneingang Dreieckgiebelverdachung mit plastischem Frauenkopf, zweiachsiger Dacherker auf der Nordwestseite, orangeroter Klinker mit roten Klinkerbändern im Bereich der Fensterbänke und -stürze sowie gestalterische Entlastungsbögen aus roten Klinkern über den Fenstern. Der Denkmalwert ergibt sich aus dem baugeschichtlichen und städtebaulichen Wert als Pendant zum Johannisbad uns als Teil eines zeitgleich entstandenen Straßenzuges sowie dem guten Originalzustand. Sanierung 1994. | 09231468                                            |
| Direkt Bild zu diesem Denkmal hochladen | Mietshaus in geschlossener Bebauung | Johannisstraße 29 (Karte)                | 1890                                       | zeittypischer Klinkerbau in gutem Originalzustand, von baugeschichtlichem Wert. Dreigeschossig, fünf Achsen, gelber Klinker, Segmentbogenfenster im Erdgeschoss, profiliertes Gurt- und Traufgesims, Sockelgesims, waagerechte Fensterstürze mit Rundbogenschmuckplatten und roten Ziegelbögen im 1. Obergeschoss, mittig zweiachsiger Dacherker mit Rundbogenfenstern, Fenster und Haustür stilkonform erneuert, ähnliche Gestaltung wie Nachbarbebauung, als Pendant zum Johannisbad und Bestandteil eines zeitgleich entstandenen Straßenzuges, von baugeschichtlichem und städtebaulichem Wert, Sanierung 1993. | 09231469                                            |
| Direkt Bild zu diesem Denkmal hochladen | Mietshaus in geschlossener Bebauung | Johannisstraße 31 (Karte)                | 1890                                       | zeittypischer Klinkerbau von baugeschichtlichem und städtebaulichem Wert. ähnliche Gestaltung wie die Nummer 33, ebenso gut erhalten, roter Klinker mit glasierten Klinkerbändern und Fensterbögen, waagerechte Fensterverdachungen mit Schmuckplatten im 1. Obergeschoss, mittig zweiachsiger Dacherker, seitlich angeordnet Hauseingang mit originaler zweiflügeliger Hauseingangstür mit fein versprosstem Oberlicht, baugeschichtlicher und städtebaulicher Wert, Sanierung 1996. | 09231470                                            |
| Direkt Bild zu diesem Denkmal hochladen | Mietshaus in halboffener Bebauung | Johannisstraße 33 (Karte)                | 1890                                       | zeittypischer Klinkerbau von baugeschichtlichem und städtebaulichem Wert. Dreigeschossig, fünf Achsen, gelber Klinker, glasierte Klinkerbänder, profiliertes Gurt- und Traufgesims, waagerechte Fensterverdachungen im 1. Obergeschoss, Haustür seitlich, zweiflügelig mit gesprosstem Oberlicht und farbigen Scheiben aus der Erbauungszeit, als zeittypisches Beispiel der Bauzeit um 1900 von baugeschichtlichem Wert, als Teil eines zeitgleich entstanden Bauensembles von städtebaulicher Bedeutung ebenso städtebaulicher Wert als Pendant zum Johannisbad, Sanierung 2002. | 09231471                                            |
| Direkt Bild zu diesem Denkmal hochladen | Mietshaus in halboffener Bebauung | Kleine Biergasse 3 (Karte)               | 1893                                       | breit gelagertes Gebäude in Klinkermischbauweise in sehr gutem Originalzustand, von baugeschichtlichem Wert. Dreigeschossig, zehn Achsen, symmetrisch angeordnet zwei große zweiachsige Dacherker, Fensteröffnungen im Erdgeschoss mit waagerechtem oberen Abschluss, im 1. Obergeschoss mit Segmentbogen und im 2. Obergeschoss mit Rundbogen, Fenster und Türen verändert (nicht vorbildgerecht), ansonsten qualitätvolle Fassadengestaltung mit Klinkerornamentik – Klinkerbändern bzw. Kragkonsolen, Erdgeschoss mit Putznutung, mittig, an Stelle der bereits vor Jahrzehnten entfernten historischen Balkone Wiederherstellung in moderner Auffassung, hier im Erdgeschoss ursprünglich Durchfahrt, Denkmalwert: baugeschichtlicher Wert, Sanierung 1998. | 09231477                                            |
| Direkt Bild zu diesem Denkmal hochladen | Mietshaus in geschlossener Bebauung (Teil eines Doppelmietshauses, siehe auch Nr. 5) | Kleine Biergasse 4 (Karte)               | 1892                                       | zeittypischer Klinkerbau, von baugeschichtlichem Wert. gleiche Gestaltung wie Nummer 5, ebenfalls originale Haustür erhalten, Fenster dem Original nachempfunden. | 09231478                                            |
| Direkt Bild zu diesem Denkmal hochladen | Mietshaus in geschlossener Bebauung (Teil eines Doppelmietshauses, siehe auch Nr. 4) | Kleine Biergasse 5 (Karte)               | 1892                                       | zeittypischer Klinkerbau mit qualitätvoller Fassadengestaltung, von baugeschichtlichem Wert. Dreigeschossig, vier Achsen, orange Klinker durch rote Klinkerbänder und Dekorationen Fassade gestaltet u. a. Überschlaggesims, Kragkonsolen am Kranzgesims, Deutsches Band, originale Haustür, Denkmalwert: baugeschichtlicher Wert auf Grund des sehr guten Originalzustandes, Sanierung 1993. | 09231479                                            |
| Direkt Bild zu diesem Denkmal hochladen | Mietshaus in halboffener Bebauung | Kleine Biergasse 6 (Karte)               | 1894                                       | zeittypisches Gebäude in Klinkermischbauweise, von baugeschichtlichem Wert. Dreigeschossig, fünf Achsen, zeittypische Gestaltungselemente, Putznutung im Erdgeschoss, Sockel Polygonmauerwerk aus Porphyrtuff, beide Obergeschoss mit roten Klinkerverblendern verkleidet, die Fenster durch Fenstergewände und waagerechte Fensterverdachungen bzw. einer Dreieckgiebelverdachung betont, Dachaufbau leicht verändert, ansonsten guter Originalzustand, Denkmalwert: baugeschichtlicher Wert, Sanierung 1997. | 09231480                                            |
| Direkt Bild zu diesem Denkmal hochladen | Mietshaus in offener Bebauung | Kleine Biergasse 7 (Karte)               | 1890                                       | zeittypischer Klinkerbau, von baugeschichtlichem und baukünstlerischem Wert (Teil eines Doppelwohnhauses s. auch Große Biergasse Nummer 8). Dreigeschossiger Bau auf unregelmäßigem Grundriss, Eckrisalit viergeschossig, hier das Kranzgesims leider nicht denkmalgerecht wiederhergestellt, die Fassade aufwändig gegliedert durch Dekoration mit roten Klinkern, u. a. Bänder, Deutsches Band, Kreuzblumen sowie Dekoration aus Terrakotta mit floralen Motiven, weiterhin Konsolfries ebenfalls aus Klinker, der Fassadengrundton sind gelbe Klinker, Sanierung 1997. | 09231481                                            |
| Direkt Bild zu diesem Denkmal hochladen | Ehemaliges Schiedsgericht für die Arbeiterversicherung mit Wohnungen, heute Verwaltungsgebäude mit Umfassungsmauer | Kolpingstraße 8 (Karte)                  | 1905                                       | architektonisch anspruchsvoller Jugendstilbau in sehr gutem Originalzustand. Kunstschmiedearbeiten Schlosserei Lange, Zwickau, bemerkenswertes Treppenhaus, dreigeschossiger Putzbau, im Erdgeschoss mit Natursteinmauerwerk – grob behauene Granitbossen in unterschiedlichen Formaten und Größen –, im Dachgeschoss teilweise mit Fachwerk, Fenster im Erdgeschoss von Naturstein eingefasst, unterschiedliche Fensteranordnung und unterschiedliche Fensterformate, Vor- und Rücksprünge der Fassade mit abgerundeten Ecken, im Inneren sehr guter Bestand u. a. Jugendstiltüren, Stuckdecken und typisches Jugendstiltreppengeländer in geschweifter Form, über dem Hauseingang abstrahierte Symbolfigur (Justitia) in Porphyr, originale zweiflügelige Haustür – Kassettentür mit hohem Oberlicht, Eckturm mit flachem Kuppeldach und Laterne aus Kupferblech, im Bereich unter der Traufe (August-Bebel-Straße) reliefartige Schwanendarstellungen, wertvolle Details wie z. B. Balkon, Austritte an der August-Bebel-Straße und hofseitig, Dekorationselemente sowie Teile der Einfriedung sind im Laufe der Jahre bereits verloren gegangen, im Erdgeschoss und 1. Obergeschoss waren die Geschäftsräume des Schiedsgerichtes untergebracht, im 2. Obergeschoss befanden sich die Wohnungen für den Vorsitzenden des Schiedsgerichtes Regierungsrat Oswald Schmiedel und den Obermasseur Ernst Reymann. | 09230299                                            |
| Direkt Bild zu diesem Denkmal hochladen | Villa mit Einfriedung und Garten | Kolpingstraße 22 (Karte)                 | 1893                                       | architektonisch anspruchsvoller Klinkerbau in sehr gutem Originalzustand. mit gut erhaltener Innenausstattung von baugeschichtlichem und städtebaulichem Wert zweigeschossiger, roter Klinkerbau mit Sandsteingliederung, polygonaler Erker mit darüber befindlichem Balkon, straßenseitig Stufengiebel mit Segmentbögen besetzt, rechteckiger Treppenhausvorbau ebenfalls mit Stufengiebel, Mansarddach mit originalen Gauben, jeweils mit Welscher Haube bekrönt, Haustürebenfalls original sowie alle Zimmertüren und alle Fenster mit grün verglastem fein versprosstem Oberlicht im Original erhalten, auch ursprüngliche Raumstruktur, wertvolle Ausstattungsdetails sowie Einfriedung, heute als Mütterzentrum genutzt mit vielfältigen kulturellen und sozialen Angeboten, in den Räumen des Erdgeschoss wohnte ab 1899 der Direktor der Ingenieurschule Paul Kirchhoff, Sanierung 1995/96 | 09230306                                            |
| Direkt Bild zu diesem Denkmal hochladen | Villa mit Garten und Einfriedung | Kolpingstraße 24 (Karte)                 | 1881                                       | architektonisch anspruchsvoller Neorenaissancebau von großer baukünstlerischer und städtebaulicher Bedeutung. Villa: zweigeschossiger, auf annähernd quadratischem Grundriss errichteter Putzbau mit originaler Gliederung und vorgelagerten Arkaden über der Terrasse des Erdgeschoss, Umwehrung dieser mit Balustrade, Medaillons über den Fenstern im 1. Obergeschoss mit Festons und Putti, kleine Medaillons mit Porträtbüsten über den Fenstern des Erdgeschoss (Flachreliefs), Fenstereinfassungen Naturstein mit waagerechten Fensterverdachungen auf volutenartigen Konsolsteinen, Sockel- und Fensterbankgesimse, Einfassungen der Putzflächen im Obergeschoss durch schmale, umlaufende Sgraffitobänder, verglaste Veranda mit Abgang zum Garten, darüber im Obergeschoss Loggia, flach geneigtes Walmdach weit vorkragend auf Kragkonsolen, originaler Eisengitterzaun mit Tor, Schlupftür und Granittorsäulen, Hauseingangstür und Fenster dem Original nachempfunden, im Inneren Parkettböden und Türen erhalten, ab 1890 war die Villa im Besitz des Zwickauer Kaufmannes und Mitinhabers der beiden Kaufhäuser Hauptstraße 15 und Innere Plauensche Straße 2A, Eduard Meyer, Sanierung 1996, Garten: Rhododendren, Magnolie, Esche und Rosskastanie. | 09230308                                            |
| Direkt Bild zu diesem Denkmal hochladen | Villa mit Garten und Einfriedung | Kolpingstraße 28 (Karte)                 | bez. 1899                                  | städtebaulich und baukünstlerisch bemerkenswerter Neorenaissancebau in sehr gutem Originalzustand. Teil einer aus vier Häusern bestehenden Hausgruppe in gleicher Gestaltung des gleichen Baumeisters, mit gleicher Einfriedung: feingliedriger Eisengitterzaun, die oberen Enden der Stäbe laufen in einer Krümme (an Bischofsstab erinnernd) aus, auch die Zaunspfeiler bestehen aus Vierkanteisenstäben mit Rollwerk als kleiner Bekrönung, nur am Eingangsbereich Natursteinzaunspfeiler, Wohnhaus: auf unregelmäßigem Grundriss mit Vor- und Rücksprüngen, Loggia und halbrundem Turm, dieser abschließend durch Welsche Haube mit Bekrönung, Eingangsüberdachung massiv – kannelierte Säule und Gurtbögen mit Löwenkopf als Schlussstein, darüber Balkon mit durchbrochenem Steingeländer, an gleicher Stelle eingelassene Porphyrtafel mit Inschrift: „Anno 1899“, die Einfassung und Gliederungselemente zum Teil Kunststein im Porphyrton, zum überwiegenden Teil jedoch Rochlitzer Porphyrtuff im Sockelbereich gelber Klinker, sehr anspruchsvolle Gestaltung, in hervorragendem Originalzustand, originale zweiflügelige Hauseingangstür mit Ziervergitterung und Sandsteineinfassung, darüber Sandsteinplatte mit dem Schriftzug „SALVE“, im Inneren Türen, Stuckdecken, Podestbeläge etc. erhalten, Sanierung 1999. | 09230311                                            |
| Direkt Bild zu diesem Denkmal hochladen | Villa mit Einfriedung und Vorgarten | Kolpingstraße 30 (Karte)                 | bez. 1901                                  | architektonisch anspruchsvoller Neorenaissancebau von baukünstlerischem und städtebaulichem Wert. Teil einer aus vier Häusern bestehenden Hausgruppe im gleichen Straßenzug mit gleicher Einfriedung und gleichen Gestaltungselementen wie die Nachbarhäuser, ebenso in sehr gutem Originalzustand, über dem Hauseingang Stucktafel mit floralen Dekorationen, Hundekopf und Inschrift „ANNO 1901“, Treppenaufgang mit Steinkugel und Eisengeländer, im Sockelbereich gelber Klinker und Rochlitzer Porphyrtuff, Gliederungselemente zum Teil aus durchgefärbtem Kunststein im Porphyrton, zum überwiegenden Teil jedoch aus Rochlitzer Porphyrtuff, originale Farbfassung der Fassade, reich gegliederter Bau durch Vor- und Rücksprünge, massiver Eingangsvorbau mit Säule und Bögen (Baldachin), Treppenhausvorsprung mit schräg angeordneten Treppenhausfenstern – auch diese von Rochlitzer Porphyrtuff eingefasst, polygonaler dreigeschossiger Eckerker, Erker bekrönt von Welscher Haube, Risalit mit Volutengiebeln, verschiedene Fensterformen und -formate, interessantes Spannungsverhältnis zwischen Wandflächen und Wandöffnungen, ein Balkon im 1. Obergeschoss mit durchbrochenem Steingeländer (Zweischneuß), hohes ziegelgedecktes Walmdach, im Inneren Türen, Stuckdecken, Podestbeläge etc. erhalten, im 1. Obergeschoss wohnte der bekannte Zwickauer Kaufmann und Mitinhaber der Fa. Ury Gebrüder sowie später selbst Kaufhausbesitzer, Simon Schocken, Eigentümer der Villa war ab 1905 der Prokurist August Günther, Sanierung 1999 | 09230312                                            |
| Direkt Bild zu diesem Denkmal hochladen | Villa mit Einfriedung und Vorgarten | Kolpingstraße 32 (Karte)                 | bez. 1901                                  | architektonisch anspruchsvoller Neorenaissancebau, von baukünstlerischem und städtebaulichem Wert. gleiche Gestaltung wie Nachbarhäuser, daher von städtebaulichem Wert, Haus ist in sehr gutem Originalzustand erhalten, lediglich die Fenster sind nicht denkmalgerecht erneuert, zweigeschossiger Putzbau auf unregelmäßigem Grundriss mit Vor- und Rücksprüngen, polygonalem Eckerker mit flacher Blechkuppel (Anbau von 1928), Rechteckerker hier stilisiertes Spruchband ohne Inschrift und Eckturm im Erdgeschoss auf rechteckigem Grundriss im Dachgeschoss polygonal auslaufend, Turmhaube leider nicht mehr vorhanden, Gliederung zum Teil mit durchgefärbten Kunststeinen im Porphyrton im Stil der Neorenaissance, drei Seiten mit Volutengiebel, Fenstereinfassungen und -teilungen aus Natur- bzw. Kunststein, dazu Bänder und Gesimse in unterschiedlicher Art, originale Gauben, im Treppenhaus Bleiglasfenster mit gemalten Jagdmotiven in runder medaillonartiger Mittelscheibe, diese Fenster dienen der Belichtung des Flurs und stellen eine Verbindung zwischen den Wohnungen und dem Treppenhaus dar, im Treppenhaus weitere ornamentierte Bleiglasfenster, originale Wohnungs- und Zimmertüren im 1. Obergeschoss und im Dachgeschoss, hier mit Bleiverglasung, im 1. Obergeschoss Kamin im Dielenbereich aus Sandstein mit Messingblechblende, hier auch Holzbalkendecke, Schlussstein mit Eule und Eidechse, Holztäfelung sowie Ortterrazzoboden, im 1. Obergeschoss im Verandazimmer Schiebefenster (Anbau von 1928), Außenansicht Hoffassade: Dachterrasse, hölzerner Wintergarten mit je einem integrierten hölzernen Erker versetzt angeordnet im 1. Obergeschoss und im Dachgeschoss über polygonalem Grundriss mit senkrechter Holzverschalung (Anbau von 1928), Fensterflügel am Wintergarten im unteren Bereich mit Sprossung, ebenfalls Sprossenteilung der Oberlichtfenster am Wintergarten und Erker, aber auch teilw. an den anderen Fenstern, die Oberlichtfenster teilw. mit Bleiglasfenstern versehen, einige Fensterflügel mit Bleiverglasung und mittig ovale medaillonartige Scheiben mit Landschaftsdarstellungen in Schwarzlotmalerei, leicht coloriert, an der Eingangsseite Porphyrtafel mit eingearbeiteter Inschrift: „ERBAUT ANNO 1901“, über dem Eingang im Dachgeschoss großes rundes Steinkreuzfenster, ab 1905 wohnte im 1. Obergeschoss der Zwickauer Stadttheaterdirektor Julius Otto, große baugeschichtliche und städtebauliche Bedeutung. | 09230313                                            |
| Direkt Bild zu diesem Denkmal hochladen | Villa mit Vorgarten und Einfriedung in Ecklage | Kolpingstraße 34 (Karte)                 | bez. 1901                                  | architektonisch anspruchsvoller Putzbau im Stil der Neorenaissance von baukünstlerischer und städtebaulicher Bedeutung. Teil eines gleichartig gestalteten Straßenabschnittes mit einzeln stehenden Mehrfamilienwohnhäusern und Villen mit gleich gestalteten Einfriedungen, Einfriedung: Zaunsfelder bestehend aus unverzierten Eisenstäben mit Krümme (ähnlich einem Bischofsstab), auch Tor und Pforte in gleicher Gestaltung, Zaunspfeiler ebenfalls Eisenstäben am oberen Ende in einer Art Rollwerk auslaufend, Wohnhaus: zweigeschossiger Putzbau mit porphyrfarbenen Fenstergewänden, Eckturm mit Welscher Haube und Bekrönung, alle Fenstereinfassungen Werkstein im Porphyrton abgefärbt, Sockelbereich gelber Klinker mit Bossenquaderung an den Ecken, Walmdach, Stufengiebel an beiden straßenseitigen Risaliten, an der Leipziger Straße mit Balkon im 1. Obergeschoss, an der Kolpingstraße mit von Säulen getragenem Baldachin überdachtem Austritt, hier bezeichnet 1901, aufwändige massive Eingangsüberdachung – Säule und Steinbögen (ähnlich einem Baldachin) – porphyrfarben mit Walmdach, originale Haustür, originale Gaupen, im Inneren Wohnungseingangstüren, Stuckdecken und Podestbeläge erhalten geblieben, Sanierung 1995. | 09230314                                            |
| Direkt Bild zu diesem Denkmal hochladen | Mietshaus in geschlossener Bebauung, Teil einer Dreierhausgruppe (zugehörig Nr. 38 und Leipziger Straße 78) | Kolpingstraße 36 (Karte)                 | 1900                                       | städtebaulich markanter Klinkerbau an einer Platzweitung gegenüber der Moritzkirche ähnliche Gestaltung wie Nachbarhäuser, relativ guter Originalzustand, Haustür original erhalten, Fenster dem Original nachgebildet, zeittypische Fassadengliederung mit profilierten Gurtgesimsen bzw. Fensterbankgesimsen, Fenstereinfassungen mit waagerechter Verdachung, Sanierung 1996. | 09230315                                            |
| Direkt Bild zu diesem Denkmal hochladen | Mietshaus in halboffener Bebauung, Teil einer Dreierhausgruppe (zugehörig Nr. 36 und Leipziger Straße 78) | Kolpingstraße 38 (Karte)                 | 1901                                       | an einer Platzweitung gegenüber der Moritzkirche stehend, von großer städtebaulicher Bedeutung. Viergeschossiger Klinkerbau in unterschiedlicher Farbfassung, gelbe und rote Klinker, im Erdgeschoss verändert, Gurtgesims nicht erhalten, zeittypische Fenstergewände, Dach vereinfacht, nur städtebauliche Bedeutung. | 09230316                                            |
| Direkt Bild zu diesem Denkmal hochladen | Mietshaus in halboffener Bebauung, Teil eines Doppelmietshauses (zugehörig Nr. 42) | Kolpingstraße 40 (Karte)                 | 1903                                       | zeittypischer Putzbau in gutem Originalzustand von städtebaulichem Wert. 5 × 2 Achsen, dreigeschossig, Seitenrisalit, gleiche Gestaltung wie Nachbarhaus, Putzquaderung im Erdgeschoss und Putzgliederung erhalten, im Dachbereich vereinfacht, jedoch originale Gaupen, Sanierung 1992. | 09230317                                            |
| Direkt Bild zu diesem Denkmal hochladen | Mietshaus in halboffener Bebauung, Teil eines Doppelmietshauses (zugehörig Nr. 40) | Kolpingstraße 42 (Karte)                 | 1903                                       | zeittypischer Putzbau. leicht verändert, von städtebaulichem Wert. Dreigeschossig, an der Ecke viergeschossiger Putzbau, 5 × 2 Achsen, Seitenrisalit, Putzgliederung nur teilweise erhalten, zeittypische Fenstereinfassungen mit Kielbogen- bzw. Vorhangbogenfenstern, Bleiglasfenster im Treppenhaus, im Dachbereich vereinfacht, nur städtebaulicher Wert, Sanierung 1994. | 09230318                                            |
| Direkt Bild zu diesem Denkmal hochladen | Mietshaus in halboffener Bebauung, Teil einer Dreierhausgruppe (zugehörig Nr. 46 und 48) | Kolpingstraße 44 (Karte)                 | 1902                                       | zeittypischer Putzbau von baugeschichtlichem und städtebaulichem Wert. 4 × 2 Achsen, dreigeschossig, Seitenrisalit, gleiche Gestaltung wie Nachbarhäuser, in der Farbgebung verändert, ansonsten in gutem Originalzustand erhalten, die Fenster nicht vorbildgerecht nachgebildet, im Giebelfeld bezeichnet „1902“, Sanierung 1994. | 09230319                                            |
| Direkt Bild zu diesem Denkmal hochladen | Mietshaus in geschlossener Bebauung, Teil einer Dreierhausgruppe (zugehörig Nr. 44 und 48) | Kolpingstraße 46 (Karte)                 | 1902                                       | zeittypischer Putzbau von baugeschichtlichem und städtebaulichem Wert in gutem Originalzustand. fünf Achsen, dreigeschossig, Betonung der Mittelachse, gleiche Gestaltung wie Nachbarhäuser, ähnliche Fassadengestaltungselemente, originale, mittig angeordnete Haustür, Farbgebung verändert, im Dachbereich verändert. | 09230320                                            |
| Direkt Bild zu diesem Denkmal hochladen | Mietshaus in halboffener Bebauung, Teil einer Dreierhausgruppe (zugehörig Nr. 44 und 46) | Kolpingstraße 48 (Karte)                 | bez. 1902                                  | zeittypischer Putzbau im Stil der Neorenaissance, in der Farbgebung verändert, von baugeschichtlichem und städtebaulichem Wert. Dreigeschossiges Wohnhaus von 4 × 2 Achsen mit zeittypischen Fenstereinfassungen u. a. mit Kielbögen bzw. Vorhangbogenfenstern, waagerechte Fensterverdachungen, unterschiedliche Fensterformate, Vor- und Rücksprünge der Fassade, Farbgebung ursprünglich Putzton, die Gewändefarben im Porphyrton abgesetzt, heute annähernd angeglichen, die Fenster dem Original entsprechend nachgebildet, bezeichnet am Blendgiebel „1902“. | 09230321                                            |
| Direkt Bild zu diesem Denkmal hochladen | Mietshaus in Ecklage in halboffener Bebauung | Kolpingstraße 54 (Karte)                 | 1904                                       | Teil einer ursprünglich einheitlich gestalteten Dreierhausgruppe (zugehörig 50 und 52, keine Denkmale), städtebaulich bedeutsamer Putzbau, baulich leicht vereinfacht. Dreigeschossiger Putzbau mit Pilastergliederung, 4 × 1 × 8 Achsen, Ecke polygonal ausgebildet, Fenster dem Original nachgebildet, Ladentür verändert ebenso Hauseingang, im Dachbereich vereinfacht, dominante Ecklage, im Inneren Treppenhaus mit schmiedeeisernem Geländer, Ortterrazzopodesten und Wohnungseingangstüren erhalten geblieben, Sanierung 1996. | 09230322                                            |
| Weitere Bilder                          | Mietshaus in geschlossener Bebauung | Kreisigstraße 1 (Karte)                  | 1883                                       | zeittypischer Gründerzeitbau in sehr gutem Originalzustand von baugeschichtlichem und städtebaulichem Wert. Dreigeschossig, sechs Achsen, zweiachsiger Mittelrisalit, Hauseingang links in der Durchfahrt des Hauses, im Erdgeschoss und im Obergeschoss am Mittelrisalit Putznutung, die Fenster gestalterisch hervorgehoben durch vorkragende Sohlbänke auf volutenartigen Konsolsteinen und Fensterverdachungen, (waagerecht, mit Dreieckgiebel und Segmentbogen) über dem Mittelrisalit dreiachsiger Dacherker, Sanierung 1995/96. | 09230460                                            |
| Weitere Bilder                          | Mietshaus in Ecklage in geschlossener Bebauung | Kreisigstraße 2 (Karte)                  | 1888                                       | mit Laden, repräsentativer Klinkermischbau von baugeschichtlicher und städtebaulicher Bedeutung. Viergeschossiges Eckhaus, Erdgeschoss Putz, Obergeschoss orangeroter Klinker, 1. Obergeschoss als Beletage gestalterisch hervorgehoben u. a. durch aufwändige Fenstergewände mit waagerechten Fensterverdachungen, die Hausecke ist polygonal ausgebildet und gestalterisch betont durch Balkone im 1. und 2. Obergeschoss sowie Fensterverdachungen mit Dreiecksgiebeln und Segmentbögen – diese mit Gaffköpfen versehen, Haustür original, im Inneren Treppengeländer mit gusseisernen Stützen, Sanierung 1999. | 09230461                                            |
| Weitere Bilder                          | Mietshaus und Methodistische Kirche (im Hof des Grundstücks) | Kreisigstraße 3 (Karte)                  | 1884–1885                                  | heute Apostolische Kirche, aufwändig gestaltetes Gründerzeithaus von künstlerischer Bedeutung sowie schlichtes zeittypisches Kirchgebäude mit qualitätvoller Innenausstattung als Hofbebauung, erbaut für die Gemeinde der Bischöflichen Methodistenkirche zu Zwickau in Sachsen, 1932 durch die Reformiert-Apostolische Gemeinde käuflich erworben. Bei dem Kulturdenkmal handelt es sich um ein dreigeschossiges Mietshaus mit Hochparterre und Durchfahrt sowie einen Kirchenbau im Hof. Beides wurde 1884–1885 durch den Zwickauer Architekten August Otto entworfen und unter dessen Leitung errichtet. Die wohlgegliederte außergewöhnlich reich verzierte Klinkerfassade des Vorderhauses ist geprägt durch Sandsteinlisenen zwischen jeder der sechs Fensterachsen, welche auf dem Gurtgesims stehend bis zum Traufgesims reichen und mit Kapitel und Basis versehen sind. Der Sockel zeigt die für die Entstehungszeit und die Kreisigstraße typische Gestaltung aus Bruchsteinmauerwerk. Sanierung 1998. Bei der Kirche handelt es sich um ein ursprünglich als „Bethaus für die Gemeinde der bischöflichen Methodistenkirche zu Zwickau i./S.“ errichtetes Kirchengebäude. Für die Ausführung zeichnet der Zwickauer Baumeister Robert Richter verantwortlich. 1888 erfolgte der Einbau der beiden Seitengalerien nach Entwürfen des Zwickauer Baumeisters Albin Queck. Diese mit sehr schönen schmiedeeisernen Brüstungsgittern versehenen Seitengalerien sind heute noch im Original erhalten. Ebenso die bauzeitliche Stuckdecke und die Innentüren. Das Gebäude ist geprägt durch eine schlicht gehaltene Putzfassade mit entstehungszeittypischen Zier- und Gliederungselementen. Der das Gebäude dominierende Dachreiter ist in den vergangenen Jahren leider verloren gegangen. Saniert 2002. | 09230462                                            |
| Direkt Bild zu diesem Denkmal hochladen | Mietshaus in geschlossener Bebauung | Kreisigstraße 4 (Karte)                  | um 1890                                    | mit Laden und Durchfahrt, zeittypischer Klinkerbau mit Terrakottadekor in sehr gutem Originalzustand, als Teil eines zeitgleich entstandenen Straßenzuges von baugeschichtlicher und städtebaulicher Bedeutung. viergeschossig, fünf Achsen, Seitenrisalit mit Tordurchfahrt, roter und gelber Klinker in Abwechslung, alle Fenster mit segmentbogenförmiger Verdachung: Klinker mit Schlusssteinen bzw. kleinen Bekrönungen, verschiedene Terrakottaverzierungen, Kranzgesims mit Kragsteinen und Terrakottafries, Fenster und Türen erneuert, Sanierung 1999. | 09230463                                            |
| Direkt Bild zu diesem Denkmal hochladen | Mietshaus in geschlossener Bebauung, Teil eines Doppelhauses (s. auch Kreisigstraße 8) | Kreisigstraße 6 (Karte)                  | 1889                                       | traditioneller Gründerzeitbau mit Klinkerverblendern, von baugeschichtlichem und städtebaulichem Wert. sechs Achsen, viergeschossig, roter und gelber Klinker, Fensteröffnungen mit Segmentbögen abschließend, die Fassade dekoriert u. a. mit roten Klinkerschichten bzw. Pilastern aus Klinkern und ein Konsolfries am Kranzgesims sowie verschiedenen Terrakottaverzierungen, Sanierung 2000. | 09230464                                            |
| Direkt Bild zu diesem Denkmal hochladen | Mietshaus in geschlossener Bebauung | Kreisigstraße 7 (Karte)                  | 1887                                       | ursprünglich mit Laden, traditioneller Gründerzeitbau von baugeschichtlicher und städtebaulicher Bedeutung. acht Achsen, viergeschossig, orangeroter und roter Klinker, Gurtgesims, Fensterbankgesims, Seitenrisalit, waagerechte Fensterverdachungen bzw. Segmentbogen- und Dreieckgiebelverdachung, Tordurchfahrt, Laden heute zugemauert – nicht mehr erhalten, Fassade nur teilweise denkmalgerecht saniert, die Sandsteinfenstereinfassungen marmoriert, Sanierung 2000. | 09230465                                            |
| Direkt Bild zu diesem Denkmal hochladen | Mietshaus in geschlossener Bebauung, Teil eines Doppelhauses (s. auch Kreisigstraße 6) | Kreisigstraße 8 (Karte)                  | 1888                                       | traditioneller Gründerzeitbau mit Klinkerverblendern, von baugeschichtlichem und städtebaulichem Wert. sechs Achsen, viergeschossig, roter und gelber Klinker, Fensteröffnungen mit Segmentbögen abschließend, die Fassade dekoriert u. a. mit roten Klinkerschichten bzw. Pilastern aus Klinkern und ein Konsolfries am Kranzgesims sowie verschiedenen Terrakottaverzierungen, Sanierung 1997. | 09230466                                            |
| Direkt Bild zu diesem Denkmal hochladen | Mietshaus in geschlossener Bebauung | Kreisigstraße 9 (Karte)                  | 1891                                       | qualitätvoller Klinkerbau mit ornamentalem Ziegelverband in sehr gutem Originalzustand von baugeschichtlichem und städtebaulichem Wert. Viergeschossig, drei Achsen, davon die mittlere Achse mit Zwillingsfenstern, Erdgeschoss Segmentbogen- und Rechteckfenster, Hauseingang seitlich, Haustür erneuert, Sockel Polygonmauerwerk, profiliertes Gurtgesims zwischen Erdgeschoss und 1. Obergeschoss, in der Hausmitte zwischen dem 1. und 2. Obergeschoss ornamentaler Ziegelverband mit diagonal hochkant verlegten Ziegeln, im 2. Obergeschoss waagerechte Fensterverdachungen, zwischen 2. und 3. Obergeschoss Fensterbankgesims, Sanierung 1995. | 09230467                                            |
| Direkt Bild zu diesem Denkmal hochladen | Mietshaus in geschlossener Bebauung | Kreisigstraße 10 (Karte)                 | 1887                                       | mit Laden, zeittypischer, breit gelagerter Klinkerbau von baugeschichtlichem und städtebaulichem Wert in sehr gutem Originalzustand. Viergeschossig, neun Achsen, orangegelber Klinker, im Erdgeschoss zwei Läden, zwischen diesen Läden qualitätvolle Haustür, zweiflügelige Holztür mit Dreieckgiebelverdachung über den Glaseinsätzen, geteiltes Oberlicht, Würfelfries am Gurtgesims, über den Fenstern des 1. Obergeschoss Segmentbogen- bzw. Dreieckgiebelverdachungen, über den Fenstern des 2. Obergeschoss waagerechte Fensterverdachungen mit Bekrönungen, sehr guter Originalzustand, lediglich am Dachbereich Veränderungen. | 09230468                                            |
|                                         | Mietshaus in geschlossener Bebauung | Kreisigstraße 12 (Karte)                 | 1888                                       | mit Laden, zeittypischer Klinkerbau von städtebaulichem und baugeschichtlichem Wert in sehr gutem Originalzustand. mit Tordurchfahrt, fünf Achsen, viergeschossig, orangegelber Klinker mit braun glasierten Klinkerbändern, im Erdgeschoss heute Bäcker und Tordurchfahrt, das Haustor verändert, im 1. Obergeschoss waagerechte Fensterverdachungen, das mittlere Fenster mit Segmentbogenverdachungen, im 2. Obergeschoss waagerechte Fensterverdachungen, das mittlere Fenster mit Dreieckgiebelverdachung, 3. Obergeschoss Segmentbogenfenster, Kranzgesims verändert. | 09230470                                            |
| Direkt Bild zu diesem Denkmal hochladen | Mietshaus in geschlossener Bebauung | Kreisigstraße 13 (Karte)                 | 1890                                       | zeittypischer Klinkerbau von städtebaulichem Wert. Viergeschossig, vier Achsen, orangeroter Klinker (Siegsdorfer lederfarbene Verblendsteine), Erdgeschoss Rechteckfenster, Hauseingang seitlich, originale Haustür mit zwei Flügeln, Glaseinsätze, Kämpfer mit Würfelfries, Oberlicht mit Farbglasfenstern, profiliertes Gurtgesims zwischen Erdgeschoss und 1. Obergeschoss, 1. Obergeschoss gestalterisch hervorgehoben u. a. durch eingestellte Baluster in den Fensterbrüstungen sowie Fensterverdachungen mit waagerechtem Gebälk und Dreiecksgiebeln, 2. Obergeschoss waagerechte Fensterverdachungen, Dachzone verändert. | 09230471                                            |
| Direkt Bild zu diesem Denkmal hochladen | Mietshaus in Ecklage in geschlossener Bebauung | Kreisigstraße 15 (Karte)                 | um 1880                                    | mit Laden, zugehörig Bosestraße 16, künstlerisch bemerkenswerter Klinkerbau mit Terrakottaformsteinen in sehr gutem Originalzustand von städtebaulichem und baugeschichtlichem Wert. breit gelagerter Bau, viergeschossig, 7 × 1 × 9 Achsen, Erdgeschoss großzügige Ladenzone, Schaufenster mit Segmentbogenabschluss, ursprünglicher Ladeneingang an der Hausecke heute zugesetzt, Hauseingang in der Kreisigstraße – leicht zurückversetzt mit einläufiger Treppe, Segmentbogenfenster, das Erdgeschoss dekoriert durch Läuferschichten aus dunkelroten glasierten Ziegeln, Fensterbankgesimse zwischen Erdgeschoss und 1. Obergeschoss sowie 1. Obergeschoss und 2. Obergeschoss dekoriert mit Terrakottaformsteinen, aufwändig gearbeitetes Kranzgesims mit Kragkonsolen ebenfalls Terrakottaformsteine. | 09230472                                            |
| Direkt Bild zu diesem Denkmal hochladen | Mietshaus in geschlossener Bebauung, Doppelhaus (s. auch Kreisigstraße 21) | Kreisigstraße 19 (Karte)                 | 1880                                       | zeittypischer Gründerzeitbau in sehr gutem Originalzustand v on städtebaulichem und baugeschichtlichem Wert. Dreigeschossig, fünf Achsen, Mittelrisalit, Erdgeschoss mit Putzquaderung, Hauseingang seitlich mit großem Tor, zweiflügelig mit gesprosstem Oberlicht, Segmentbogenfenster, Gurtgesims zwischen Erdgeschoss und 1. Obergeschoss, beide Obergeschoss mit profilierten Fenstergewänden, leicht vorkragenden Sohlbänken, die Fensterverdachungen mit waagerechtem Gebälk und Dreieckgiebelverdachung verbunden mit durchlaufendem Gesims, dreiachsiger Dacherker ohne Zierrat flankiert von zwei Gauben mit Satteldach ohne gestalterische Besonderheiten. | 09231608                                            |
| Direkt Bild zu diesem Denkmal hochladen | Mietshaus in geschlossener Bebauung | Kreisigstraße 20 (Karte)                 | 1883                                       | typischer Gründerzeitbau von baugeschichtlichem und städtebaulichem Wert. Dreigeschossig, fünf Achsen, einachsiger Mittelrisalit, im Erdgeschoss vereinfacht, im Obergeschoss am Mittelrisalit Putznutung, die Fenster gestalterisch hervorgehoben durch vorkragende Sohlbänke auf volutenartigen Konsolsteinen sowie Fensterverdachungen, im 1. Obergeschoss zwischen den Fenstern Gaffköpfe, Sanierung 1996. | 09230473                                            |
| Direkt Bild zu diesem Denkmal hochladen | Mietshaus in geschlossener Bebauung, Doppelhaus (s. auch Kreisigstraße 19) | Kreisigstraße 21 (Karte)                 | 1881                                       | typischer Gründerzeitbau von baugeschichtlichem und städtebaulichem Wert. Dreigeschossig, fünf Achsen, Mittelrisalit über drei Achsen, Erdgeschoss mit Putzquaderung, Hauseingang seitlich mit großem Tor, zweiflügelig mit gesprosstem Oberlicht, Segmentbogenfenster, Gurtgesims zwischen Erdgeschoss und 1. Obergeschoss, beide Obergeschoss mit profilierten Fenstergewänden, leicht vorkragenden Sohlbänken, die Fensterverdachungen durch ein Gesims miteinander verbunden, Fensterverdachung: waagerechtes Gebälk bzw. Dreieckgiebel – alle auf Konsolsteinen, dreiachsiger Dacherker ohne Zierrat flankiert von zwei Gauben mit Satteldach ohne gestalterische Besonderheiten, Sanierung 1995. | 09230474                                            |
| Direkt Bild zu diesem Denkmal hochladen | Mietshaus mit Durchfahrt in geschlossener Bebauung | Kreisigstraße 22 (Karte)                 | 1885                                       | Gründerzeithaus von baugeschichtlichem und städtebaulichem Wert. Dreigeschossig, fünf Achsen, Hauseingang seitlich mit großem Tor, zweiflügelig mit gesprosstem Oberlicht, Segmentbogenfenster im Erdgeschoss, Gurtgesims zwischen Erdgeschoss und 1. Obergeschoss, beide Obergeschoss mit leicht vorkragenden Sohlbänken auf Konsolsteinen, die Fensterverdachungen durch ein Gesims miteinander verbunden, Fensterverdachungen: waagerechtes Gebälk bzw. Dreieckgiebel und Segmentbogengiebel – alle auf Konsolsteinen, dreiachsiger Dacherker ohne Zierrat. | 09230475                                            |
| Direkt Bild zu diesem Denkmal hochladen | Mietshaus in geschlossener Bebauung | Kreisigstraße 23 (Karte)                 | 1882                                       | ursprünglich mit Laden, typischer Gründerzeitbau von baugeschichtlichem und städtebaulichem Wert. Dreigeschossig, sechs Achsen, Mittelrisalit zweiachsig, dort ursprünglich Ladentür, Haustür leicht zurückversetzt, zweiflügelige Tür mit gesprosstem Oberlicht, Gurtgesims zwischen Erdgeschoss und 1. Obergeschoss, die Fenster beider Obergeschoss mit waagerechter Fensterverdachung, am Mittelrisalit mit Segmentbogenverdachung bzw. Dreieckgiebelverdachung, dreiachsiger Dacherker, Sanierung 1995. | 09230476                                            |
| Direkt Bild zu diesem Denkmal hochladen | Mietshaus in geschlossener Bebauung | Kreisigstraße 24 (Karte)                 | 1888                                       | zeittypischer Gründerzeitbau von städtebaulichem und baugeschichtlichem Wert. Teil einer zeitgleich entstandenen Häuserzeile, fünf Achsen, dreigeschossig, Erdgeschoss: Putzquaderung, Segmentbogenfenster, Tordurchfahrt seitlich mit Holztor – zweiflügelig mit gesprosstem Oberlicht, 1. Obergeschoss: waagerechte Fensterverdachung und Dreieckgiebelverdachung, vorkragende Sohlbänke auf volutenartigen Konsolen, 2. Obergeschoss: mit vorkragenden Sohlbänken, dreiachsiger Dacherker. | 09246652                                            |
| Direkt Bild zu diesem Denkmal hochladen | Mietshaus in geschlossener Bebauung | Kreisigstraße 26 (Karte)                 | 1886                                       | zeittypischer Putzbau, Teil eines zeitgleich entstandenen Straßenzuges (s. auch Nummer 28, sowie Moritzstraße 24, 26, 28, 30, 32, 34, 36, 38). vier Achsen, dreigeschossig, Erdgeschoss mit Putznutung, Rechteckfenster, Hauseingang seitlich, waagerechte Fensterverdachung bzw. Dreieckgiebelverdachung, profiliertes Gurtgesims, zweiachsiger Dacherker, Sanierung 1998. | 09230477                                            |
| Direkt Bild zu diesem Denkmal hochladen | Mietshaus in Ecklage in geschlossener Bebauung | Kreisigstraße 28 (Karte)                 | 1887                                       | mit Laden, markanter Putzbau von großer städtebaulicher Bedeutung (zugehörig Nummer 26 und Moritzstr. 24, 26, 28, 30, 32, 34, 36 und 38). Viergeschossig, 4 × 3 Achsen (davon zwei Zwillingsfenster), waagerechte Fensterverdachung, teilweise Dreieckgiebelverdachungen, im Erdgeschoss Putzquaderung, Sockel Polygonmauerwerk, seitlich großes Holztor, Sanierung 1998. | 09230478                                            |
| Direkt Bild zu diesem Denkmal hochladen | Mietshaus in Ecklage in geschlossener Bebauung | Kreisigstraße 29 (Karte)                 | 1889                                       | ursprünglich mit Laden, städtebaulich markanter Klinkerbau, identisch mit dem gegenüberliegenden Gebäude von großer städtebaulicher Bedeutung. 6 × 1 × 7 Achsen, s. auch Kreisigstraße 30, Eingang besonders betont durch Putz-Stuck-Dekorationen (Sandsteinelemente), der Balkon im 1. Obergeschoss ist nicht mehr erhalten, ebenso ist der Laden zurückgebaut zur Wohnung, dafür ist der Dacherker an der Ecke original erhalten mit einer Dachdeckung – Fischschuppenschablonendeckung (in Zwickau selten anzutreffen), Haustür original, Sanierung 1995 | 09230479                                            |
| Direkt Bild zu diesem Denkmal hochladen | Mietshaus in Ecklage in geschlossener Bebauung | Kreisigstraße 30 (Karte)                 | 1889                                       | mit Laden, städtebaulich markantes Gebäude in Klinkermischbauweise in sehr gutem Originalzustand, baugeschichtlich von Bedeutung. Dreigeschossig, 7 × 1 × 6 Achsen, Eckrisalit polygonal ausgebildet, Sockel Polygonmauerwerk, in der Ecke im Erdgeschoss Laden, Schaufenster und Ladentür verändert, seitlich Hauseingang, Putzquaderung, Gurtgesims, im 1. und 2. Obergeschoss orangerote Klinker, die Fenster mit Kunststeineinfassungen und waagerechten Fensterverdachungen, an der Hausecke im 1. Obergeschoss Balkon mit verziertem Eisengeländer, die Dachaufbauten vermutlich leicht verändert, Sanierung 1998. | 09230480                                            |
|                                         | Mietshaus mit Durchfahrt in geschlossener Bebauung | Kreisigstraße 31 (Karte)                 | 1889                                       | zeittypischer qualitätvoller Klinkerbau von baugeschichtlichem und städtebaulichem Wert in sehr gutem Originalzustand. Dreigeschossig, sechs Achsen, orangeroter Klinker im 1. und 2. Obergeschoss, im Erdgeschoss rote Klinker und originales Tor, seitlich angeordnet, zweiflügelig mit Oberlicht, teilweise die Fassade mit Bossenquadern dekoriert bzw. mit farbigen Klinkern im Schmuckverband (Blumendarstellung), Gurtgesims zwischen Erdgeschoss und 1. Obergeschoss, in den beiden Obergeschoss Sandsteinfenstereinfassungen mit waagerechter Fensterverdachung bzw. Dreieckgiebelverdachung, zwei zweiachsige Dacherker, Sanierung 1996. | 09230481                                            |
| Direkt Bild zu diesem Denkmal hochladen | Mietshaus in geschlossener Bebauung | Kreisigstraße 32 (Karte)                 | 1885                                       | Dreigeschossiger Putzbau von städtebaulichem und baugeschichtlichem Wert. Dreigeschossig, fünf Achsen, Eingang seitlich, originale Hauseingangstür, zweiflügelig mit Oberlicht, Seitenrisalit, Putzfassade, Gurtgesims zwischen Erdgeschoss und 1. Obergeschoss, waagerechte Fensterverdachungen, Bossen im Erdgeschoss-Bereich, polygonaler Bruchsteinsockel, Sanierung 2003. | 09230482                                            |
|                                         | Mietshaus mit Durchfahrt in geschlossener Bebauung | Kreisigstraße 33 (Karte)                 | 1891                                       | zeittypischer Klinkerbau in gutem Originalzustand von städtebaulichem und baugeschichtlichem Wert. Dreigeschossig, sechs Achsen, Seitenrisalit, orangeroter Klinker, seitlich angeordneter Hauseingang, großes zweiflügeliges Holztor, der Kämpfer mit Würfelfries dekoriert, über den Fenstern im 1. Obergeschoss im Bogenfeld kleine Engelsköpfe und florale Ornamente als Putz-Stuck-Dekoration, im 1. und 2. Obergeschoss waagerechte Fensterverdachungen, im 1. Obergeschoss ebenfalls Köpfe über den Fenstern, das Gurtgesims abgeschlagen sowie am Seitenrisalit der Dacherker vereinfacht. | 09230483                                            |
| Direkt Bild zu diesem Denkmal hochladen | Mietshaus mit Durchfahrt in geschlossener Bebauung | Kreisigstraße 34 (Karte)                 | 1887                                       | breit gelagerter Putzbau von städtebaulichem und baugeschichtlichem Wert. Dreigeschossig, sechs Achsen, Erdgeschoss Putzquaderung, Sockel Polygonmauerwerk, seitlich Hauseingang, originales Holztor, zweiflügelig mit Oberlicht, Gurtgesims, in beiden Obergeschoss einfache Fenstergewände mit waagerechter Fensterverdachung, Dacherker heute vierachsig, gestalterisch verändert, Sanierung 1997. | 09230484                                            |
|                                         | Mietshaus in geschlossener Bebauung | Kreisigstraße 35 (Karte)                 | 1891                                       | schlichter Klinkerbau von städtebaulichem Wert. mit Tordurchfahrt, dreigeschossig, sechs Achsen, schlichte Fenstereinfassungen, Gurtgesims abgeschlagen, Hauseingang seitlich am Seitenrisalit mit originalem Tor, zweiflügelig, mit Oberlicht. | 09230485                                            |
| Direkt Bild zu diesem Denkmal hochladen | Mietshaus in geschlossener Bebauung | Kreisigstraße 36 (Karte)                 | 1887                                       | heute mit Laden, zeittypischer Putzbau von städtebaulichem und baugeschichtlichem Wert. fünf Achsen, dreigeschossig, Sockel Polygonmauerwerk, Erdgeschoss Putzquaderung, Hauseingang seitlich mit zweiflügeligem Holztor und Oberlicht, die Fenster im Erdgeschoss zu Schaufenstern vergrößert, Gurtgesims zwischen Erdgeschoss und 1. Obergeschoss, in beiden Obergeschoss Glattputz, Fenstergewände mit waagerechter Verdachung, Sanierung 1994. | 09230486                                            |
|                                         | Mietshaus mit Hintergebäude | Kreisigstraße 37 (Karte)                 | 1900 (Mietshaus)                           | zeittypischer Klinkerbau von städtebaulichem und baugeschichtlichem Wert, Teil eines zeitgleich entstandenen Straßenzuges. Viergeschossig, sechs Achsen, Seitenrisalit, dort Tordurchfahrt mit zweiflügeligem Holztor und Oberlicht, einfache Fenstergewände, im 1. Obergeschoss waagerechte Fensterverdachungen, Gurtgesims abgeschlagen, orangeroter Klinker, Dachzone vereinfacht, Hintergebäude errichtet als Stall mit Kutscherwohnung. | 09230487                                            |
| Direkt Bild zu diesem Denkmal hochladen | Mietshaus in geschlossener Bebauung | Kreisigstraße 38 (Karte)                 | 1887                                       | zeittypischer Klinkerbau von städtebaulichem und baugeschichtlichem Wert, in gutem Originalzustand. Dreigeschossig, vier Achsen, Sockel Polygonmauerwerk, Fassade roter Klinker mit Putzbändern dekoriert, Hauseingang seitlich mit zweiflügeligem Holztor und geteiltem Oberlicht, der Kämpfer mit Würfelfries, Gurtgesims, einfache Werksteinfenstergewände mit waagerechter Verdachung, im 2. Obergeschoss im Blendbogen Muschelornament, zweiachsiger Dreieckgiebel mit kleinen Obelisken bekrönt, Sanierung 1995. | 09230488                                            |
|                                         | Mietshaus in geschlossener Bebauung | Kreisigstraße 39 (Karte)                 | 1901                                       | mit Laden, zeittypischer Klinkerbau, ähnliche Gestaltung wie Nachbarhaus, von baugeschichtlicher und städtebaulicher Bedeutung. Viergeschossig, sechs Achsen, Seitenrisalit, im Seitenrisalit Hauseingang, großes Holztor, zweiflügelig mit gesprosstem Oberlicht, Ladenfront verändert, orangegelber Klinker, Gurtgesims erhalten, einfache Fenstergewände, im 1. Obergeschoss mit waagerechter Fensterverdachung bzw. Segmentbogenverdachung, im 3. Obergeschoss Segmentbogenfenster, Dachzone verändert, Sanierung 2002. | 09230489                                            |
| Direkt Bild zu diesem Denkmal hochladen | Mietshaus in geschlossener Bebauung | Kreisigstraße 40 (Karte)                 | 1887                                       | schlichter Putzbau, vermutlich vereinfacht, von städtebaulichem Wert. Tür erneuert, Fenster nicht vorbildgerecht erneuert, Gurtgesims entfernt, lediglich die Werksteingewände blieben erhalten. | 09230490                                            |
|                                         | Mietshaus in Ecklage in geschlossener Bebauung, Doppelhaus (s. auch Osterweihstraße 14) | Kreisigstraße 41 (Karte)                 | 1900                                       | mit Laden, städtebaulich dominanter und baukünstlerisch bemerkenswerter Klinkerbau in sehr gutem Originalzustand, Teil der einheitlich gestalteten Platzfront des ehemaligen Schützenplatzes. Viergeschossiger Klinkerbau mit polygonaler Eckausbildung, Laden an der Hausecke, Erker über drei Etagen auf polygonalem Grundriss ab 1. Obergeschoss an der Hausecke, die Fassade dekoriert durch Klinkerformsteine, unter dem Traufgesims Terrakottenfries mit Engelsköpfen und Läuferschichten aus dunkelroten glasierten Ziegeln, Fassade orangeroter Klinker, Betonung der Vertikale durch die Zusammenfassung der übereinander liegenden Fensterachsen mittels Lisenen, Haustür original erhalten, zweiflügelig mit Ziervergitterung und hohem Oberlicht, Dachzone verändert, Sanierung 1996. | 09230491                                            |
| Direkt Bild zu diesem Denkmal hochladen | Mietshaus in geschlossener Bebauung | Kreisigstraße 42 (Karte)                 | 1889                                       | zeittypischer Klinkerbau von städtebaulichem und baugeschichtlichem Wert in gutem Originalzustand. fünf Achsen, dreigeschossig, einfache Dekorationen durch Bossenquaderung im Erdgeschoss, originale zweiflügelige Haustür mit Oberlicht, am Kämpfer mit Würfelfries, im 1. Obergeschoss Fensterbanksims sowie waagerechte Fensterverdachung, zweiachsiger Dacherker, Sanierung 1995. | 09230492                                            |
| Direkt Bild zu diesem Denkmal hochladen | Schule mit angebauter Turnhalle | Leipziger Straße 1 (Karte)               | 1860–1870 (Schule)                         | markanter, das Platzbild des Neumarktes maßgeblich prägender Gründerzeitbau, sehr guter Originalzustand, von architektonischer, stadtgeschichtlicher und städtebaulicher Bedeutung. 3-geschossiger Putzbau, breit gelagert, mit polygonaler Eckausbildung, Erdgeschoss Putzquaderung, Obergeschoss Glattputz, Fensterbankgesimse zwischen allen Geschossen, profiliertes Traufgesims, Lisenengliederung mit Putznutung, Überschlaggesimse über den Fenstern des 1. Obergeschosses, alle Fenster als Segmentbogenfenster ausgebildet, am Neumarkt repräsentativer Eingangsbereich, ebenfalls von Pilastern eingefasst, Risalit mit Eingang und einachsigem Dacherker, in der Leipziger Straße angefügt eingeschossiger Turnhallenanbau in der gleichen Gestaltungsweise wie das Hauptgebäude, ab 1904 II. Bezirksschule. | 09230507                                            |
| Direkt Bild zu diesem Denkmal hochladen | Mietshaus in geschlossener Bebauung | Leipziger Straße 2 (Karte)               | 1874                                       | mit Laden, anspruchsvoll gestalteter Putzbau in sehr gutem Originalzustand von städtebaulichem und baugeschichtlichem Wert. Viergeschossig, fünf Achsen, waagerechte Fensterverdachung, Gurt- und Fensterbankgesimse, vorkragende Sohlbänke auf Konsolsteinen, Erdgeschoss Putznutung, Laden und Schaufenster modernisiert, Fenster angelehnt an die ursprüngliche Gestaltung erneuert, aufgearbeitete originale Haustür, typischer Gründerzeitbau, Eierstab- bzw. Konsolfries am Kranzgesims. | 09230508                                            |
| Direkt Bild zu diesem Denkmal hochladen | Mietshaus in geschlossener Bebauung | Leipziger Straße 13 (Karte)              | 1876 im Kern                               | mit Laden, bemerkenswerter Putzbau in architektonisch anspruchsvoller Gestaltung, Fassade überformt von Gustav Hacault, baugeschichtlich von Bedeutung. ursprünglich vermutlich dreigeschossiges Gebäude, später aufgestockt, Fassade überformt, fünf Achsen, Fenster dem Ursprung nachempfunden, mit Sprossenteilung der Oberlichter, Ladenfront verändert, ebenso der Hauseingang, über der Hauseingangstür Kartusche mit der Initiale F. (möglicherweise für den Bauherrn), ab 2. Obergeschoss zweigeschossiger zweiachsiger Erker mit typischen expressionistischen Dekorationselementen sowie in der 2. Etage Pilastergliederung, zwischen 1. und 2. Obergeschoss kleine Verdachung, am Erker Landschafts-Vedute mit der Darstellung von Zwickau und eines Wandermannes mit Stock und abgenommenem Hut, zweiachsiger Dacherker, die Fenster mit Kielbogen versehen. | 09230509                                            |
| Direkt Bild zu diesem Denkmal hochladen | Mietshaus in Ecklage in offener Bebauung | Leipziger Straße 14 (Karte)              | 1883                                       | städtebaulich markanter Gründerzeitbau mit Laden am Neumarkt von baugeschichtlichem und städtebaulichem Wert. Dreigeschossiger Putzbau mit Mittel- und Seitenrisalit, typische profilierte Fenstergewände mit teilweise Ohrung bzw. waagerechter Verdachung, polygonale Eckausbildung mit Laden, Ladentür und Schaufenster neu, über dem Ladeneingang einachsiger Erker im 1. Obergeschoss auf volutenartigem Kragstein, darüber kleiner Balkon, Dachbereich verändert. | 09230510                                            |
| Direkt Bild zu diesem Denkmal hochladen | Mietshaus in Ecklage in geschlossener Bebauung | Leipziger Straße 16 (Karte)              | 1890                                       | mit Laden, zeittypischer Klinkerbau, von städtebaulicher und baugeschichtlicher Bedeutung. Viergeschossig, orange-roter Klinker, profiliertes Gurtgesims, waagerechte Fensterverdachung sowie Dreieckgiebelverdachung, Eckrisalit mit Laden im Erdgeschoss, Haustür, Ladentür, Schaufenster sowie Fenster erneuert, Dachbereiche verändert, wichtig für das Platzbild des Neumarktes. | 09230511                                            |
| Direkt Bild zu diesem Denkmal hochladen | Mietshaus in geschlossener Bebauung | Leipziger Straße 18 (Karte)              | 1890                                       | mit Laden, zeittypischer Klinkerbau in sehr gutem Originalzustand von stadtentwicklungsgeschichtlicher und baugeschichtlicher Bedeutung. annähernd gleiche Gestaltung wie das Nachbarhaus (Klinkerfarbe und Fenstergestaltung), Durchfahrtstor und Hauseingang seitlich, Laden im Erdgeschoss 1996 rückgebaut, teilweise Rekonstruktion des Zustandes nach Fertigstellung, damals bestand nach Bauakte aber noch ein Schaufenster, zwischenzeitlich diente das Erdgeschoss nur Wohnzwecken, Ladeneingang auf der vierten Achse von links angeordnet, Bauherr: Moritz Fink, Stellmachermeister, Bauzeichnung sign. Friedrich Wilhelm Junghanns, Baumeister. | 09230512                                            |
| Direkt Bild zu diesem Denkmal hochladen | Mietshaus in geschlossener Bebauung | Leipziger Straße 22 (Karte)              | 1876                                       | Ladenzone im Erdgeschoss, in Teilen veränderter historisierender Putzbau der Gründerzeit, vor allem stadtentwicklungsgeschichtlich von Bedeutung. Dreigeschossig, sechs Achsen, Seitenrisalit mit Toreinfahrt, Schaufensterfront vergrößert, diese und die Fenster im Erdgeschoss heruntergezogen, beide Obergeschosse in traditioneller Gestaltung mit profilierten, teilweise geohrten Fenstergewänden sowie Fensterverdachung – waagerechtes Gebälk, Dreieckgiebel bzw. Segmentbogen –, Fenster erneuert, eine Brüstung mit Balustern, Dachbereich vermutlich vereinfacht. | 09230514                                            |
| Direkt Bild zu diesem Denkmal hochladen | Mietshaus in Ecklage in geschlossener Bebauung | Leipziger Straße 25a (Karte)             | 1897                                       | mit Laden, zeittypischer, das Straßenbild prägender Bau in Klinkermischbauweise in Originalzustand, baugeschichtlich von Bedeutung. Viergeschossiges Eckhaus mit Eckrisalit, an der Ecke Laden, Schaufenster und Ladentür verändert, Fenster erneuert, Erdgeschoss Putznutung, Obergeschoss orangeroter Klinker, zeittypische Fenstergewände mit leichter Profilierung und waagerechter Fensterverdachung im ersten Obergeschoss, Konsolfries, Gauben am Eckrisalit original mit Steinverblendung, ansonsten nachträgliche Dachliegefenster. | 09230515                                            |
| Direkt Bild zu diesem Denkmal hochladen | Mietshaus in geschlossener Bebauung | Leipziger Straße 31 (Karte)              | 1882                                       | mit Laden, singuläre Fassadengestaltung in expressionistischer Formensprache, von baugeschichtlicher und baukünstlerischer Bedeutung. Dreigeschossig, fünf Achsen, im Erdgeschoss Laden mit originalen Schaufenstern mit gesprossten Oberlichtern, seitlich zweiflügeliges Holztor mit Glaseinsätzen und gesprosstem Oberlicht mit ornamentalen Jugendstildekorationen, Gurtgesims vermutlich entfernt, Farbgebung nicht original, Die Fensterachsen in den Obergeschoss wurden zu Fenstergruppen zusammengefasst durch gemeinsame Fenstergewände. Diese Wirkung wird verstärkt durch die mit geometrischen Putzstuckdekorationen versehenen Fensterbrüstungen der Fenster im 2. Obergeschoss, die die Wandfläche zwischen den Fensteröffnungen beider Etagen ausfüllen. Diese expressionistischen Dekorationen ebenso wie der Zackenfries am Kranzgesims und die Ausbildung des Blendgiebels sind spätere Ergänzungen (um 1923), Giebelfeld mit Darstellung einer Faust mit Hammer. Das Haus weist eine für Zwickau seltene Fassadengestaltung auf und gehört zu den wenigen, vermutlich in den 1920er Jahren überformten Wohnhäusern dieser Art. | 09248110                                            |
| Direkt Bild zu diesem Denkmal hochladen | Mietshaus in geschlossener Bebauung | Leipziger Straße 33 (Karte)              | 1884                                       | mit Laden, Gründerzeitbau in sehr gutem Originalzustand, von bauhistorischer und städtebaulicher Bedeutung. Erdgeschoss zwei Läden mit originalen Schaufenstern mit gesprossten Oberlichtern, zurückversetzten Eingängen und profilierten Pfeilern zwischen den Schaufenstern und dem Ladeneingang, mittig angeordneter Hauseingang, vermutlich mit aufgearbeiteter oder nach dem Original angefertigter Haustür, profilierte Fenstereinfassungen, Gurtgesims, charakteristische Fenstergewände in beiden Obergeschoss, im ersten Obergeschoss mit waagerechter Fensterverdachung und Dreiecksgiebeln, zweiachsiger Dacherker mit Rundfenster und Giebeldreieck flankiert von zwei Dachhäuschen mit Satteldächern, sehr guter Originalzustand. | 09230516                                            |
| Direkt Bild zu diesem Denkmal hochladen | Mietshaus in Ecklage in geschlossener Bebauung | Leipziger Straße 35 (Karte)              | 1886                                       | mit Laden, markanter Gründerzeitbau von städtebaulichem und baugeschichtlichem Wert. Dreigeschossiger Putzbau mit polygonalem viergeschossigem Eckrisalit, dort Fleischerladen, die Fenster teilweise nach unten verlängert, um so die Schaufensterfront des Ladens zu erweitern, Schaufenster- und Ladentür verändert, original erhaltener Haustür, zweiflügelig mit Schnitzereien dekoriert, Obergeschoss mit Pilastergliederung und mit vorgefertigten Kunststeinelementen dekoriert, am Eckrisalit Lisenen mit Putznutungen, über den Fensteröffnungen des Eckrisalites waagerechte Fensterverdachungen und Dreieckgiebelverdachungen, qualitätvoller Bau von baukünstlerischer und baugeschichtlicher Bedeutung. | 09230517                                            |
| Direkt Bild zu diesem Denkmal hochladen | Mietshaus in Ecklage in geschlossener Bebauung | Leipziger Straße 37 (Karte)              | 1888                                       | mit Laden, gut erhaltener, zeittypischer Klinkerbau von städtebaulichem und baugeschichtlichem Wert. Mietshaus, 1888 nach Entwurf des Architekten Wilhelm Junghanns erbaut. Breit gelagerter, roter Klinkerbau mit polygonaler Eckausbildung mit Mansarddachabschluss. Im Erdgeschoss Laden, Zugang an der Hausecke. Der Hauseingang seitlich mit bauzeitlicher, aufwendig dekorierter Haustür. Die Fassade geprägt durch unterschiedliche Fensterverdachungen und insbesondere den Eckerker auf geschweiften Konsolsteinen, geschmückt durch Akanthusblätter. Das Haus beeindruckt durch seine Authentizität, auch wenn Details verändert wurden. Als charakteristisches gründerzeitliches Mietshaus erlangt das Gebäude einen baugeschichtlichen Wert. Das Gebäude ist Teil einer zeitgleich entstandenen Mietshausbebauung, welche dem Straßenzug sein unverwechselbares Erscheinungsbild verleiht. Damit kommt dem Bauwerk auch städtebauliche Bedeutung zu. (LfD/2011.) breit gelagerter, roter Klinkerbau mit polygonaler Eckausbildung, an der Ecke Laden mit erneuerter Ladentür, seitlich Hauseingang mit sehr schöner, qualitätvoller Haustür aus der Erbauungszeit mit Schnitzereien und aufgesetzten Dekorationen, im Erdgeschoss über den Fenstern Schlusssteine, Obergeschoss mit waagerechten Fensterverdachungen und Dreiecksgiebeln, Erker über dem Ladeneingang auf pfeilerartigen Vorlagen sowie geschweiften Konsolsteinen mit Akanthusblatt dekoriert, Erker eingeschossig, dessen Fenster flankiert von kannelierten Säulen, über Erker Balkon, an der Hausecke Gauben original mit Steinvorlagen und von Segmentbögen bekrönt, Mansarddach mit ansonsten veränderten Gauben. | 09230518                                            |
| Direkt Bild zu diesem Denkmal hochladen | Mietshaus in geschlossener Bebauung | Leipziger Straße 39 (Karte)              | 1894                                       | mit Laden, zeittypisches, aufwändig gestaltetes Gebäude in Klinkermischbauweise in sehr gutem Originalzustand von städtebaulich baugeschichtlichem Wert. Viergeschossiger, breit gelagerter Bau, sechs Achsen, Erdgeschoss Putznutung, Läden vereinfacht, Haustor erneuert (aber dem Vorbild entsprechend nachgebildet), seitlich angeordnet, Obergeschosse gelber Klinker mit porphyrfarbenem Kunststein dekoriert, Fenstergewände mit Ohrung und waagerechter Verdachung bzw. Segmentbögen ebenfalls Kunststein porphyrfarben, aufwändige Dekorationen (Kartuschen, Muscheln, Büsten, Löwenköpfe und Vorhangattrappen auf den Fenstergewänden), Kranzgesims mit Würfelfries, Mansarddach verändert. | 09230519                                            |
| Direkt Bild zu diesem Denkmal hochladen | Mietshaus in geschlossener Bebauung | Leipziger Straße 40 (Karte)              | 1885                                       | mit Laden, charakteristischer Gründerzeitbau in sehr gutem Originalzustand von baugeschichtlichem und städtebaulichem Wert. Dreigeschossig, sechs Achsen, 1. Obergeschoss mit waagerechter Fensterverdachung, an den Fensterbrüstungen Putzstuckdekoration, Erdgeschoss: Ladenbereich verändert, Sockel nachträglich verkleidet, Hauseingang seitlich mit originaler zweiflügeliger Haustür mit gesprosstem Oberlicht, dreiachsiger Dacherker mit Rundbogenfenster, Dreieckgiebel mit Rosette, die Gauben und die Dachliegefenster verändert. | 09230520                                            |
| Direkt Bild zu diesem Denkmal hochladen | Mietshaus in geschlossener Bebauung | Leipziger Straße 41 (Karte)              | 1895                                       | zeittypischer Klinkermischbau, Teil einer gleichartig gestalteten Hausgruppe, daher von städtebaulicher und baugeschichtlicher Bedeutung. aufwändiges Gebäude in Klinkermischbauweise, sechs Achsen, viergeschossig, im Erdgeschoss Putznutung, originales Haustor seitlich angeordnet mit Glaseinsätzen und geteiltem Oberlicht, Gurtgesims, rote Klinkerverblender in den Obergeschoss, aufwändige Fenstergewände mit Ohrungen sowie waagerechter Fensterverdachung bzw. Segmentbogenverdachung, teilweise auch dekoriert, im vierten Geschoss Rundbogenfenster, Traufgesims aufgeputzt mit Konsolfries, Mansarddach ohne Gauben. | 09230521                                            |
| Direkt Bild zu diesem Denkmal hochladen | Mietshaus in geschlossener Bebauung, Teil eines Doppelwohnhauses (siehe auch Nr. 44) | Leipziger Straße 42 (Karte)              | 1885–1886                                  | mit nachträglichem Ladeneinbau, anspruchsvoller Putzbau, teilweise verändert, von baugeschichtlichem und städtebaulichem Wert. Dreigeschossig, sechs Achsen, einachsiger Seitenrisalit, im Erdgeschoss Läden, vermutlich nachträglich eingebaut mit verlängerten Fenstern, Laden- und Haustür zurückgesetzt mit kleiner Treppe, Gurtgesims entfernt, aufwändig profilierte Fenstergewände mit Ohrung und waagerechter Fensterverdachung bzw. Dreieckgiebelverdachung, Dachbereich verändert. | 09230522                                            |
| Direkt Bild zu diesem Denkmal hochladen | Mietshaus in geschlossener Bebauung | Leipziger Straße 43 (Karte)              | 1894                                       | zeittypischer, qualitätvoll gestalteter Klinkermischbau in sehr gutem Originalzustand von städtebaulichem und baugeschichtlichem Wert. gleiche Gestaltung wie Nummer 39, jedoch unterschiedliche Farbgebung, Gestaltungselemente vermutlich Sandstein, Fenstereinfassung Kunststein. | 09230523                                            |
| Direkt Bild zu diesem Denkmal hochladen | Mietshaus in Ecklage in geschlossener Bebauung, Teil eines Doppelmietshauses (siehe auch Leipziger Straße 42) | Leipziger Straße 44 (Karte)              | 1886                                       | mit Laden, architektonisch anspruchsvoller Gründerzeitbau in sehr gutem Originalzustand von städtebaulichem und baugeschichtlichem Wert. Dreigeschossig mit polygonaler Eckausbildung, Kranzgesims teilweise geschweift und verkröpft, Gurtgesims ebenfalls profiliert und verkröpft, am Ladenbereich Bossenquaderung, Fassade Glattputz, an der Ecke im 1. Obergeschoss aufwändiger Balkon auf geschweiften Konsolen mit durchbrochener Steinbrüstung, auch die Fensterbrüstungen der neben dem Balkon befindlichen Fenster wurden mit eingestellten Balustern dekoriert, die neben dem Balkon befindlichen Fensteröffnungen wurden weiterhin gestalterisch betont durch aufwändige Fenstergewände mit kannelierten Pilastern und Dreiecksgiebeln, über den Fenstern des zweiten Obergeschoss des Eckrisalits befinden sich Gaffköpfe, die Wandflächen des Eckrisalits sind konkav ausgebildet, ebenso, diesen entsprechend auch die Kranzgesimse. | 09230524                                            |
| Direkt Bild zu diesem Denkmal hochladen | Mietshaus, in Ecklage in geschlossener Bebauung | Leipziger Straße 45 (Karte)              | bez. 1893                                  | zeittypischer Klinkerbau von städtebaulicher Bedeutung. Viergeschossiges Gebäude mit Putznutung im Erdgeschoss, dort Laden, Ladentür verändert, Haustür erhalten, Obergeschosse roter Klinker, Gurtgesims zwischen Erdgeschoss und erstem Obergeschoss sowie zweitem und drittem Obergeschoss, Rundbogenfensteröffnungen im 3. Obergeschoss, Segmentbogenfensteröffnungen im 2. Obergeschoss ansonsten Rechteckfensteröffnungen in regelmäßiger Reihung, Mansarddach mit Schieferdeckung, Schleppgauben sowie an der Ecke aufwändig gestaltete Dacherker mit Steinverblendungen bezeichnet in den Giebelfeldern „Anno1893“, das Haus steht an einer platzartigen Weitung der Leipziger Straße und erlangt hierdurch große städtebauliche Bedeutung. | 09230525                                            |
| Direkt Bild zu diesem Denkmal hochladen | Mietshaus in Ecklage in geschlossener Bebauung | Leipziger Straße 46 (Karte)              | 1886                                       | mit Laden, städtebaulich markanter Gründerzeitbau in sehr gutem Originalzustand von baugeschichtlichem und städtebaulichem Wert. Dreigeschossiges Eckhaus mit polygonaler viergeschossiger Eckausbildung, Erdgeschoss mit Putzquaderung und Schlusssteinen über den Fensteröffnungen, seitlich Hauseingang mit Holzkassettentür, teilweise mit Diamantquadern besetzt und sprossengeteiltem Oberlicht, erstes Obergeschoss als Beletage ausgebildet mit aufwändig gestalteten Fenstergewänden und -verdachungen mit ornamentalen Dekorationen unter den waagerechten Fensterverdachung, am Eckrisalit Dreieckgiebelfensterverdachung, im zweiten Obergeschoss waagerechte Fensterverdachung und profilierte Fenstergewände, unter dem Kranzgesims Fries „Laufender Hund“, Dachbereich vereinfacht, das Gebäude ist Teil einer noch relativ gut erhaltenen, gründerzeitlichen, dreigeschossigen Bebauung, woraus sich neben dem baugeschichtlichen Wert auch die städtebauliche Bedeutung des Gebäudes ableitet. | 09230526                                            |
| Direkt Bild zu diesem Denkmal hochladen | Villa mit Garten und Einfriedung | Leipziger Straße 47 (Karte)              | 1902                                       | original erhaltener Neorenaissancebau von architekturhistorischer Bedeutung. Zweigeschossiger Putzbau über unregelmäßigem Grundriss mit Mittelrisalit, Fassade Glattputz, Sockel Klinker, seitlich Hauseingang, Eisenverdachung, originale Haustür, Fenstereinfassungen Kunststein (Porphyr-Imitation), gleiche Gestaltung des Gurtgesimses, Neorenaissance-Volutengiebel, Gauben mit Blechverblendungen, Satteldach mit Biberschwanzdoppeldeckung, Einfriedung: Eisenzaun aus durchgesteckten und gebogenen Rundstäben, Kunststeinszaunspfeiler von Kugeln bekrönt. | 09230527                                            |
| Direkt Bild zu diesem Denkmal hochladen | Mietshaus in geschlossener Bebauung | Leipziger Straße 50 (Karte)              | 1888                                       | charakteristischer Gründerzeitbau in gutem Originalzustand von städtebaulichem Wert als Teil der gründerzeitlichen Bebauung in diesem Bereich der Leipziger Straße. Viergeschossig, sechs Achsen, Erdgeschoss Putznutung, mittiger zurückversetzter Hauseingang mit originaler Kassettenhaustür mit geteiltem Oberlicht, Gurtgesims, waagerechte Fensterverdachungen im ersten und zweiten Obergeschoss, ansonsten schlichte, zeittypische Gestaltung. | 09230529                                            |
| Direkt Bild zu diesem Denkmal hochladen | Mietshaus in geschlossener Bebauung | Leipziger Straße 52 (Karte)              | 1888                                       | charakteristischer Gründerzeitbau in gutem Originalzustand von städtebaulicher Bedeutung. annähernd gleiche Gestaltung wie das Nachbarhaus, lediglich Haustor seitlich angeordnet, Haustür erneuert, ebenso die Fenster, sehr schlichter Bau, lediglich von städtebaulicher Bedeutung als Teil der gründerzeitlichen Bebauung dieses Teils der Leipziger Straße. | 09230531                                            |
| Direkt Bild zu diesem Denkmal hochladen | Mietshaus in geschlossener Bebauung | Leipziger Straße 54 (Karte)              | 1888                                       | mit Laden, charakteristischer Gründerzeitbau in gutem Originalzustand von städtebaulichem Wert. vier Achsen, vier Geschosse (vermutlich nachträglich aufgestockt), Gestaltung wie das Nachbarhaus, Laden vereinfacht, seitlich angeordnet originale Haustür mit sprossengeteiltem, hohem Oberlicht, Sockel Polygonmauerwerk. | 09230533                                            |
| Direkt Bild zu diesem Denkmal hochladen | Mietshaus in geschlossener Bebauung | Leipziger Straße 58 (Karte)              | 1895                                       | mit Laden, Gebäude in Klinkermischbauweise, von städtebaulichem und baugeschichtlichem Wert. Erdgeschoss Putz mit Putznutung, sehr breite Schaufenster, Ladentür und Schaufenster erneuert, seitlich angeordnet, original erhaltene kassettierte Haustür mit gesprosstem Oberlicht, Gurtgesims, Obergeschoss gelber Klinker mit Putzbändern, Fenster eingefasst durch profilierte, geohrte Fenstergewände, waagerechte Fensterverdachungen sowie Segmentbogenverdachung, alle Gauben erneuert. | 09230536                                            |
| Direkt Bild zu diesem Denkmal hochladen | Mietshaus in geschlossener Bebauung | Leipziger Straße 60 (Karte)              | 1901                                       | nachträglicher Ladeneinbau, zur Leipziger Straße hin städtebaulich markanter Putzbau in sehr gutem Originalzustand von baukünstlerischem und städtebaulichem Wert. breit gelagerter Putzbau mit Laden, originaler Haustür mit Ziervergitterung, zwei Erkern, auf rechteckigem Grundriss über zwei Etagen, die Fenster durch Fensterverdachungen hervorgehoben, im Inneren Windfangtür mit qualitätvoller Jugendstilbleiverglasung sowie im Treppenhaus teilweise freigelegte Deckenmalerei, Wandmalerei ebenfalls vorhanden, übermalt – nicht freigelegt, schmiedeeiserner Fahnenhalter zwischen den Erkern, an der ehemaligen Hoffassade Balkons vorgesetzt. | 09230538                                            |
| Direkt Bild zu diesem Denkmal hochladen | Mietshaus in Ecklage in geschlossener Bebauung | Leipziger Straße 62 (Karte)              | 1900                                       | städtebaulich markanter Putzbau, baulich vereinfacht. Viergeschossiger, breit gelagerter Bau, an der Ecke spitz zulaufend, leicht polygonale Eckausbildung, Gurt- und Fensterbankgesimse, aufwändiger Neorenaissancegiebel mit Putzstuckdekorationen. Anmerkung zum Denkmalwert: Das Gebäude wurde im Dachbereich nachträglich aufgestockt, so dass das Haus heute fünfgeschossig ist, die Fassade wurde vereinfacht (vor allem die Veränderungen im Dachbereich bilden eingravierende Beeinträchtigung des äußeren Erscheinungsbildes), auf Grund der markanten Straßenlage erlangt das Gebäude jedoch eine herausragende städtebauliche Bedeutung und wird demnach in der Denkmalliste belassen. (Koch 3. April 2007). | 09230540                                            |
| Direkt Bild zu diesem Denkmal hochladen | Mietshaus in geschlossener Bebauung | Leipziger Straße 74 (Karte)              | 1898                                       | mit Laden, schlichter Klinkerbau von städtebaulichem Wert. Viergeschossig, fünf Achsen, Seitenrisalit mit Toreinfahrt einachsig, Fassade orangeroter Klinker, Laden und Fenster verändert, Gurtgesims profiliert und verkröpft, waagerechte Fensterverdachungen und Dreieckgiebelverdachungen, Gaffköpfe in den Giebelfeldern der Dreieckgiebel. | 09230546                                            |
| Direkt Bild zu diesem Denkmal hochladen | Mietshaus in Ecklage in geschlossener Bebauung | Leipziger Straße 78 (Karte)              | 1899                                       | mit Laden, städtebaulich bedeutsamer Klinkerbau an einer Platzweitung der Leipziger Straße. Viergeschossiger, gelber Klinkerbau, Eckrisalit roter Klinker dekoriert mit grün glasierten Binderschichten, Risalit mit aufwändig gestalteten Fenstergewänden mit Kunststeindekorationselementen und kleinen Gaffköpfen, Haustor seitlich original erhalten, Fenster dem Original nachempfunden, Dachgestaltung verändert. | 09230548                                            |
|                                         | Museumsgebäude mit bauzeitlicher Innenausstattung, Grünanlage, Gärten und Einfriedung sowie Archiv und Bibliothek mit Ausstattung | Lessingstraße 1 (Karte)                  | 1914                                       | architektonisch anspruchsvoller Zweckbau, traditionelle Architektursprache des beginnenden 20. Jahrhunderts. Der Bau des Museumsgebäudes geht auf den Entwurf des Architekten Richard Schiffner aus Zittau zurück, welcher bei dem eigens dafür ausgeschriebenen öffentlichen Wettbewerb unter den im Königreich Sachsen wohnhaften Architekten als Sieger hervorging. Im April 1912 wurde der Bau begonnen, die feierliche Eröffnung fand am 23. April 1914 in Gegenwart des Königs Friedrich August von Sachsen statt. Das Gebäude erstreckt sich entlang der Lessingstraße und ist somit Teil der Platzrandbebauung des ehemaligen Schießangers. Der Mittelpunkt des Gebäudes ist der in der Verlängerung der Achse des Poetenweges sich erhebende Mittel- oder Kuppelbau. Diesem vorgelagert ist ein breit gelagerter Terrassenvorbau mit Werkstein-Geländerabschluss, reichen Bildhauervasen und großer figürlicher Steinbildhauerarbeit über dem Haupteingang. Der Kuppelbau selbst ist im unteren Teil in reicher Werksteinarchitektur mit Steinbildhauerarbeit, die Kuppel selbst einschließlich Turmaufbau ist in Eisenbetonkonstruktion mit Kupferbedachung ausgeführt. Einfach gehaltene Zwischenbauten vermitteln den Anschluss an die im Äußeren gleich gestalteten beiden Seitenbauten in Verlängerung der Mittelachse. Die Fassaden zeigen Werksteinarchitektur mit maßvoll verteiltem Schmuck in Bildhauerarbeit und durch Aufteilung belebte Putzflächen. Die abgewalmten Dächer sind mit Mönch-Nonne-Ziegeln gedeckt. Die Gauben, sämtliche Abdeckungen, Dachrinnen und Fallrohre sind in Kupfer ausgeführt. Der von zwei Höfen und einer Gartenanlage umschlossene hintere Flügel ist senkrecht zum Vordergebäude gestellt. Dieser Gebäudeteil dient zur Unterbringung der Gemäldesammlung, was auch durch die vorhandene Oberlichtanlage zum Ausdruck kommt. Im Inneren der großen Kuppelhalle Marmorfußböden, breite Marmortreppenaufgänge links und rechts zu den Seitenbauten, sowie Marmoreinstellungen mit vier Köpfen und vier Vasen in Marmorbildhauerarbeit, Marmorkamine und Türumrahmungen. Hier auch Bleiglasfenster u. a. mit den Inschriften: Arbeit, Handel, Musik, Religion, Industrie, Bergbau, Spiel, Landwirtschaft, Kunstgewerbe und Wissenschaft. Dazu traditionelle Darstellungen figuraler und floraler Art. In gleicher Höhe mit dem Kuppelhallenfußboden liegt in der Tiefenachse der Gemäldeflügel. Die Höhe der drei Gemäldesäle ist verschieden. Alle drei Säle haben Deckenbeleuchtung und Oberlichtanlage. Der erste Gemäldesaal ist durch einen aus Pfeilern gebildeten überdeckten Gang in zwei gleiche Hälften geteilt. Die Oberlichter sind seitlich angeordnet. Der zweite Gemäldesaal ist als höchster Saal für die größeren Gemälde bestimmt und wird durch ein einziges großes Oberlicht erhellt. Links und rechts vom zweiten Gemäldesaal schließen sich kleine Seitenbauten an. Der linke enthält den dritten kleinen Gemäldesaal, der rechte drei Geschäftsräume. Um eine zentrale Kuppelhalle gruppierter Bau mit verschiedenen Ausstellungsräumen mit Oberlicht, Büroräumen, Archivräumen und der Ratsschulbibliothek, Museum: im Inneren die komplette feste Bauausstattung aus der Erbauungszeit erhalten wie: Türen, Treppenhäuser, Parkettböden, Glasfenster, Fußböden und Treppen mit Marmorplatten belegt in der zentralen Kuppelhalle, dort weiterhin kannelierte Pfeiler, die die Empore stützen, auf der Empore Porträtbüsten und dekorative Vasen. Der linke Seitenflügel ist den verschiedenen Sammlungen vorbehalten. An den Aufgang aus der Kuppelhalle schließt sich zunächst eine Vorhalle an, die durch Kreuzgewölbe und weitere Details einen mittelalterlichen Raumeindruck schafft, der zur Aufstellung der kirchlichen Altertumssammlung passt. Auf gleicher Höhe befinden sich die vier Säle des Hauptgeschosses, welche ursprünglich für die Gesteinssammlung vorgesehen waren. Aus dem dritten Gesteinssaal führt eine Treppe in die Waffenhalle. Auch diese ist im mittelalterlichen Stil gehalten. Die reich bemalte Balkendecke, Treppen, Fenstersitzplätze und Architekturteile aus Fränkischem Muschelkalk, die Fenster mit Antikverglasung, die Treppenaufgänge mit überspannten Gewölben sowie mittige Pfeiler- und Spitzbogeneinstellungen geben dem Raum ein stimmungsvolles Gepräge. Von der Waffenhalle führt eine kleine Treppenanlage in das Untergeschoss. Hier befinden sich Sammlungsräume, die ursprünglich für die Altertumssammlung vorgesehen waren. Auch gibt es noch ein Zwischengeschoss, welches sehr schlicht gestaltet ist und ursprünglich der Robert-Schumann-Ehrung zugedacht war. Der rechte Seitenflügel ist der Büchereiflügel. Der Bereich zwischen Kuppelhalle und Lesehalle ist der Bücherspeicher. Die Bücherbestände in der zweigeschossigen eisernen Büchereinlage mit verstellbaren Bücherböden sind durch die vorhandenen Pfeileröffnungen gut überschaubar. (Ratsschulbibliothek: Magazinräume entlang der Fenster) Das historische Regalsystem mit gewendelten Treppen wurde als Bibliotheksanlage gebaut, bezeichnet „Bibliothek-Anlage“, ausgeführt durch die Panzer Aktiengesellschaft Berlin N.20. (Regalanlage mit Empore und Eisengeländer, Vitrinentisch, alte Bestuhlung aus der Erbauungszeit sowie historische Lampen, in den Büroräumen und im Empfang Wandvertäfelungen sowie entsprechende Lampen aus der Erbauungszeit, Arbeitstische und Regale, im Leseraum historischer Kronleuchter sowie historische Bestuhlung und Leseraumeinrichtung mit allen Lampen erhalten) Von der Bücherei ist das noch im Terrassenvorbau gelegene Handschriftenzimmer zugänglich. Die Lesehalle ist, wie der 3. Gesteinssaal an der nordwestlichen Stirnwand, an der nordöstlichen Stirnwand rund herausgebaut. Sie ist vollständig erbauungszeitlich ausgestattet. In der Mitte der Lesehalle steht ein großer hufeisenförmiger Tisch mit bequemen Armsesseln. Die Wände sind mit hohen Holzverkleidungen und Bücherregalen versehen. Der originale Kronenleuchter, die historischen Leselampen und das übrige historische Mobiliar sowie die dem Original nachempfundene Farbgebung runden das harmonische Gesamterscheinungsbild ab. Eine mit Schnitzereien verzierte Einstellung dient als Empore zur Verbindung mit den im Obergeschoss gelegenen, ehemals als Studierzimmer genutzten, zwei Räumen und auch als besonderer Eingang für die Bücherempore (heute Stadtarchiv). Südlich schließt sich an die Lesehalle, nur durch eine Glaswand mit Tür getrennt, die eigentliche Bücherausgabe an. Der Ausgang dieses Zimmers führt in ein Nebentreppenhaus über das der Bibliotheks- und Archivbereich unabhängig von den Museumsöffnungszeiten erreicht werden kann. Im Untergeschoss waren ursprünglich Pack- und Abstellräume, Waschküche, Wirtschafts- und Kohlenkeller, Raum für die Heizung sowie die Hausmeisterwohnung untergebracht. Heute befinden sich hier Büroräume. Vom 1. Juni 1925 bis zum 31. März 1930 war Dr. Hildebrand Gurlitt Museumsdirektor. | 09230594                                            |
| Direkt Bild zu diesem Denkmal hochladen | Methodistenkirche mit angebautem Pfarrhaus, Garten und Einfriedung | Lessingstraße 8 (Karte)                  | 1929–1931                                  | langgestreckter, aus zwei Baukörpern bestehender Putzbau im sachlichen Heimatstil, Architekt: Paulus Zeuner, von baukünstlerischem und baugeschichtlichem Wert. Kirche: aus zwei Baukörpern bestehender Putzbau, Saal auf rechteckigem Grundriss mit schlanken Rechteckfenstern, diese eingefasst durch dunkelrote Klinker, graublaue Fassadenabfärbung (Befund), schiefergedecktes Walmdach mit in einer Reihe angeordneten dreieckigen Gauben, Dachreiter auf rechteckigem Grundriss mit Pyramidenhelm mit Schallluken, darin vermutlich Glocke, der Turm bekrönt von einem Kreuz, Kircheneingang an der Traufseite verbunden mit dem Eingang des Pfarrhauses, eingefasst durch dunkelrote Klinker, Haustür und Fenster aus der Erbauungszeit, leicht versetzt, im rechten Winkel angefügt das Pfarrhaus: zweigeschossiger Putzbau in schlichter Gestaltung, Fenster ebenfalls von roten Spaltklinkern eingefasst, schlanke Rechteckfenster zu Vierergruppe zusammengefasst, seitlich Treppenhausfenster (Rechteck mit verbrochenen Ecken und Farbglasscheiben), Kirchenfenster ebenfalls Farbglasscheiben, Pfarrhaus abgeschlossen durch schiefergedecktes Walmdach mit Dreiecksgauben sowie mittig angeordneter vierachsiger großer Gaube, Innenausstattung der Kirche z. T. erhalten. Einfriedung: einfache Klinkersockel mit kleinen Pfeilern verbunden durch Eisenstangen. Garten: Vorgarten ohne originale Bepflanzung. | 09230595                                            |
|                                         | Hochschulgebäude mit anschließender ehemaliger Werkhalle | Lessingstraße 15 (Karte)                 | 1902–1903 (Hauptgebäude und linker Flügel) | repräsentativer, das Platzbild prägender Bau. Grundsteinlegung 15. März 1902, Einweihung durch König Georg von Sachsen am 7. Juli 1903, auf U-förmigem Grundriss (ursprünglich L-förmig), aus verschiedenen Baukörpern bestehender Baukomplex mit repräsentativem Hauptgebäude: breit gelagerter 58 m × 23 m großer, dreigeschossiger Bau mit vollständiger Sandsteinverkleidung, Mittelrisalit und repräsentativem Haupteingang, über dem Eingang großer weiblicher Kopf sowie die Inschrift: „Ingenieurschule“ sowie weitere Büsten, über dem Mittelrisalit Kuppel mit kupfergedeckter Laterne, Souterrain mit Verkleidung aus großen Sandsteinbossen, repräsentative Fassadenausbildung mit Nischen, Balustraden sowie unterschiedlichen Fensterformen und unterschiedlichen Fensteranordnungen, ursprünglich waren hier die Geschäftsräume und die Hör- und Zeichensäle für Maschinenbau und Chemie untergebracht, im Untergeschoss Tischlerwerkstatt, Hausmannswohnung, Waschküche, Frühstücksraum für Schüler, Heizung, chemisches Laboratorium und Vortragssaal für Chemie, im Hauptgeschoss Konferenzzimmer, Direktion, Verwaltungsbüro, Lehrerzimmer, Bibliothek, Hörsaal und Zeichensaal, im Obergeschoss Vortrags- und Zeichensäle, links an den Innenhof grenzend eingeschossiger Seitenflügel: aus der Erbauungszeit 28 m × 12 m groß, hier ursprünglich im Untergeschoss untergebracht mechanische Werkstatt, maschinentechnisches und elektrotechnisches Praktikum sowie Photometrieraum, daran anschließend kleiner Querbau mit Motoranlage und Akkumulatorenraum, im Hauptgeschoss Physiksaal mit Sammlungs- und Vorbereitungsraum sowie Lehrerzimmer und im Querbau die Aula mit gewölbten Decken und Oberlicht, rechts zweigeschossiges Gebäude mit Mansardgeschoss aus der Zeit um 1927 im Inneren originale bauzeitliche Ausstattung: so repräsentatives zentrales Treppenhaus und Türen, ansonsten schlichte Gestaltung. | 09230596                                            |
| Direkt Bild zu diesem Denkmal hochladen | Ehemaliges Amtshaus für die Bezirkssteuereinnahme, Straßen- und Wasserbauamt und Landbauamt Sachsens, später Polizeigebäude, dazu Betonformstein-Wände an Walter-Rathenau-Straße und Kolpingstraße                                         | Lessingstraße 17 (Karte)                 | 1914–1916                                  | schlichter zeittypischer Putzbau von platzbildprägender Bedeutung sowie ortsgeschichtlicher Bedeutung, Wände vergleichsweise aufwendiges Beispiel für diese Art DDR-typischer künstlerischer Bauausstattung, baugeschichtlich und künstlerisch bedeutend. Dreigeschossiger Putzbau mit wenigen Putz-Stuck-Dekorationen, Porphyrwerksteinsockel, Mittelrisalit mit repräsentativem Eingang aus Rochlitzer Porphyrtuff, teilweise Vergitterungen der Fenster aus der Erbauungszeit, Portal leicht verändert an der Bekrönung, Haustür nicht vorbildgerecht erneuert, aufwendig gestaltetes Treppenhaus, Geländer aus Stahlbeton mit Terrazzoaufsatz, Geländer durchbrochen, zweiläufiges Treppenhaus mit Zwischenpodesten um ein Treppenauge gruppiert, auf U-förmigem Grundriss die hinteren neueren Anbauten entlang der Kolpingstraße ohne Denkmalwert. | 09230597                                            |
| Direkt Bild zu diesem Denkmal hochladen | Villa mit Resten der Einfriedung | Lessingstraße 23 (Karte)                 | 1910                                       | zeittypischer architektonisch anspruchsvoller Putzbau mit guter originaler bauzeitlicher Ausstattung. eingeschossig mit 2 ausgebauten Mansarddachgeschossen, Fenster mit gesprossten Oberlichtern, verschiedene Erker, überdachter Eingangsbereich mit Holzkonstruktion, Blumenkastenhalterungen aus der Erbauungszeit sowie Holzschindelverkleidungen im Giebelbereich, dort Fenstererker, Mansarddach mit Schopf, Innenausstattung: Holztreppe sowie Türen, Einfriedung: originale Zaunspfeiler aus der Erbauungszeit, Vorgarten: ohne historische Bepflanzung, Freiraum vor dem Haus, Sanierung 1995. | 09230598                                            |
| Direkt Bild zu diesem Denkmal hochladen | Villa | Lessingstraße 25 (Karte)                 | 1906                                       | zeittypischer Putzbau mit Zierfachwerk in gutem Originalzustand von baugeschichtlicher und baukünstlerischer Bedeutung. Zweigeschossiger Putzbau auf unregelmäßigem Grundriss, Werksteinsockel, unterschiedliche Fensterformate mit gesprossten Oberlichtern dem Original nachgebaut, polygonaler Erker mit Welscher Haube bekrönt, Zierfachwerk im Dachbereich u. a. am Turm und am Erker, Krüppelwalmdächer Dachpfetten gestützt durch Holzstreben, Garten und Einfriedung nicht original erhalten, Sanierung 1991. | 09230599                                            |
| Direkt Bild zu diesem Denkmal hochladen | Ehemaliges Bedienstetenwohnhaus der Villa Heinrich-Heine-Straße 17 (siehe auch Obj. 09230217), zeitweise Teil einer Privatklinik und Schwesternwohnheim, heute Villa mit Villengarten und Einfriedung                                      | Lessingstraße 27 (Karte)                 | 1927                                       | Putzbau mit teilweise erhaltener Innenausstattung von baugeschichtlich, stadtgeschichtlichem und städtebaulichem Wert. Baugeschichte: Bauherr: Kaufmann William Grosse ließ die Heinrich-Heine-Straße 17 1927 als herrschaftliches Wohnhaus mit angeschlossenem Bedienstetenwohnhaus (Lessingstraße 27) errichten, 1948 von dem Dr. med. Georg Kühnel gekauft, er richtete in beiden Häusern im Erdgeschoss-Bereich eine Privatklinik mit 30 Betten ein und in den Obergeschoss-Räumen Heinrich-Heine-Str. 17 die eigene Wohnung, in den Obergeschoss-Räumen der Lessingstraße 27 Schwesternwohnungen, (heute Lessingstraße 27 Privatvilla, Heinrich-Heine-Straße 17 Kindergarten), Klinik bis 1979/80, danach Aufteilung in Kindergarten (Heinrich-Heine-Straße 17) und Privathaus (Lessingstraße 27). Villa: sachlicher zweigeschossiger Putzbau über annähernd quadratischem Grundriss mit Eckquaderung, Walmdach, originale Haustür, Fenster erneuert, im Inneren schlichte bauzeitliche Ausstattung teilweise erhalten. Villengarten: der Villengarten umfasst die Flurstücke 1106/6 und 1106/12 (Heinrich-Heine-Straße 17 und Lessingstraße 27), Zufahrtstor von Süden mit Baumpaar aus Pyramidenpappeln (Populus nigra 'Italica') als Torbäume, Zufahrt mit originalem Pflaster, Gartenwege mit polygonalen Natursteinplatten, Altgehölzbestand aus Eibe (Taxus baccata), Hänge-Silber-Linde ? (Tilia tomentosa f. petiolaris) und Trauer-Weide (Salis alba 'Tristis') sowie Rhododendron (Rhododendron spec.) und Lorbeerkirsche (Prunus lauoceracus). Einfriedung: Holzlattenzaun mit gemauerten und verputzten Pfosten und Sockel, entlang der Nordost- und Südostseite des Gartens (Flurstücke 1106/6 und 1106/12). | 09230600                                            |
| Direkt Bild zu diesem Denkmal hochladen | Mietshaus in halboffener Bebauung | Lessingstraße 39 (Karte)                 | 1940                                       | qualitätvoller, schlichter, durch den Heimatstil geprägter Putzbau von baugeschichtlichem und baukünstlerischem Wert. charakteristisches Beispiel der Wohnhausbebauung der 1940er Jahre, aus dieser Zeit blieben nur wenige Gebäude in Zwickau original erhalten, Sanierung erfolgt, Farbgebung nicht original, dreigeschossiger Putzbau auf rechteckigem Grundriss mit mittig angeordnetem rechteckigem Erker (mit Holzfenstereinfassungen) ab 1. Obergeschoss und geschweiftem Pyramidenhelm, seitlich ab Erdgeschoss rechteckiger Erker (Wintergarten) auf rechteckigem Grundriss, im Dachgeschoss als Balkon fortgesetzt (nachträgliche Zutat), geschweiftes Walmdach, sehr guter Originalzustand, Sanierung 1999. | 09230601                                            |
|                                         | Mietshaus mit Gaststätte in Ecklage in geschlossener Bebauung | Max-Pechstein-Straße 2 (Karte)           | 1867                                       | zeittypischer Putzbau in sehr gutem Originalzustand, baugeschichtliche und städtebauliche Bedeutung. Dreigeschossiges, breit gelagertes Wohn- und Geschäftshaus mit für diese frühe Entstehungszeit typischer Fassadengliederung, neogotischen Ornamenten: Vierpass, Dreipass, Putzquaderung im Erdgeschoss, im Dachbereich vereinfacht. Der Denkmalwert ergibt sich aus der baugeschichtlichen Bedeutung auf Grund des sehr guten Originalzustandes der zeitigen Entstehungszeit und dem städtebaulichen Wert als Teil eines geschlossen erhaltenen Straßenensembles, bezeichnet am Wappen „Anno 1867“. | 09230671                                            |
| Direkt Bild zu diesem Denkmal hochladen | Wohnhaus in geschlossener Bebauung | Max-Pechstein-Straße 6 (Karte)           | 1671 Dendro                                | sehr altes zur ursprünglichen Bebauung Zwickaus gehörendes Gebäude mit teilweise erhaltenem Fachwerkobergeschoss, von großem stadtgeschichtlichen und baugeschichtlichen Wert. Streichung des Hintergebäudes: 2003 Hintergebäude, einfacher Putzbau ohne gestalterische Besonderheiten ohne jeglichen geschichtlichen Wert, zudem noch baulich überformt, Vorderhaus: zweigeschossig, im Erdgeschoss entstellender Ladeneinbau – wahrscheinlich im ursprünglichen Türbereich und Fensterbereich, dabei die Haustür versetzt, Obergeschoss teilweise Fachwerk erhalten, allerdings durch breite Fenster Beschädigung des Fachwerks, Satteldach, das Traufgesims mit Schiffchenkehlung aus der Entstehungszeit 1671, im Inneren Holzeinschubdecke im Erdgeschoss – ebenfalls aus der Zeit um 1671 erhalten, im Hof verschiedene Anbauten ohne Denkmalwert, Holzeinschubdecke mit Kriechern und Deckern mit Profilierung. | 09230673                                            |
| Direkt Bild zu diesem Denkmal hochladen | Ehemaliges Herbergsgebäude, heute Verwaltungsbau | Max-Pechstein-Straße 9 (Karte)           | 1909 (Herberge)                            | aufwändig gegliederter, städtebaulich markanter Putzbau, eine Zeit lang als »Herberge zur Heimat« (christliche Unterkunft für Wandergesellen) genutzt, von baukünstlerischem, baugeschichtlichem und stadtgeschichtlicher Wert. Dreigeschossiger Putzbau mit Putzquaderung im Erdgeschoss, seitliche Toreinfahrt, darüber ovales Fenster, ansonsten sehr hohe Korbbogenfenster im Erdgeschoss, mittiger angeordneter Eingang mit Mansardwalmdach, 1. Obergeschoss hohe Rechteckfenster sprossengeteilt mit gesprossten Oberlichtern u. a. mit kleinem ovalen Fenster im Oberlicht zwischen 1. u. 2. Obergeschoss, Inschriften in der für die damalige Zeit typischen Jugendstilschrift, 2. Obergeschoss gebundene Fenster mit gesprossten Oberlichtern, große Konsolen am Kranzgesims, Mansardwalmdach, dreiachsiger Dacherker, Denkmalwert: baukünstlerischer, baugeschichtlicher und stadtgeschichtlicher Wert. | 09230674                                            |
| Direkt Bild zu diesem Denkmal hochladen | Wohnhaus in geschlossener Bebauung, einseitig freistehend | Max-Pechstein-Straße 10 (Karte)          | um 1870                                    | zeittypischer Putzbau, von baugeschichtlichem Wert. Zweigeschossig, fünf Achsen, waagerechte Fensterverdachungen, zeittypische Fenstergewände, Fassaden leicht vereinfacht, vor allem im Hofbereich verändert, als Beispiel der frühen Bauzeit von baugeschichtlichem Wert. | 09230675                                            |
| Direkt Bild zu diesem Denkmal hochladen | Baugruppe bestehend aus einem ehemaligen Wohnhaus (Beuecheltsches Haus), einem Schlauchturm und einem Stallgebäude der Feuerwache | Max-Pechstein-Straße 11 (Karte)          | 1904                                       | Bauensemble von stadtgeschichtlichem und baugeschichtlichem Wert. Ursprünglich befand sich auf diesem Grundstück nur das als „Beucheltsches Haus“ bezeichnete Bürgerhaus. Später wurde im Hofraum die 1. Feuerwache Zwickaus mit Feuerwache, einem Schlauchturm und einem Stall erbaut. - Schlauchturm: viergeschossiger Klinkerbau mit Fachwerk am oberen Geschoss, Segmentbogen- und Rundbogenfensteröffnungen teilweise mit Fensterläden versehen, seitlich anschließend zweigeschossiger Klinkerbau mit Zierfachwerk in Obergeschoss im Schweizer Stil, baulich leicht verändert. - Bürgerliches Wohnhaus: zweigeschossiger, breit gelagerter Putzbau, 14 Achsen, mit Tordurchfahrt, seitlichem Eingang, teilweise Fenstergewände mit einer Hohlkehlung im Erdgeschoss erhalten sowie Kreuzstockfenster (Kastenfenster), ausgebauter Dachbereich, im Inneren modernisiert. | 09230676                                            |
| Direkt Bild zu diesem Denkmal hochladen | Mietshaus in geschlossener Bebauung | Max-Pechstein-Straße 15; 17 (Karte)      | 1904                                       | mit Laden, bemerkenswert reich dekoriertes Jugendstilhaus, von baukünstlerischem und baugeschichtlichem Wert. seltene Jugendstilfassade mit reicher Dekoration, Fenstereinfassungen mit Putz-Stuck-Verzierungen sowie Fensterbrüstungen, im Erdgeschoss Putznutung, originale Haustür in der Mitte der Traufseite, beiderseits des Hauseingangs Läden, Schaufensterfront erneuert, die beiden Obergeschoss in sehr gutem Originalzustand mit Putz-Stuck-Dekorationen – Jugendstildekorationen, florale Ornamente sowie aufgemalter Sonne am Dacherker | 09230677                                            |
| Direkt Bild zu diesem Denkmal hochladen | Mietshaus in Ecklage in geschlossener Bebauung | Max-Pechstein-Straße 19 (Karte)          | 1894                                       | mit Laden, städtebaulich bedeutsamer Klinkerbau. Dreigeschossig, Ecke viergeschossig und polygonal ausgebildet, orangeroter Klinker, Fenster und Türen erneuert, im 1. Obergeschoss am Fenstergewände bezeichnet: 18M.M.94, schlichte Fassade, von städtebaulichem Wert. | 09230679                                            |
| Direkt Bild zu diesem Denkmal hochladen | Mietshaus mit ehem. Läden in Ecklage in geschlossener Bebauung | Max-Pechstein-Straße 22 (Karte)          | bez. 1898                                  | qualitätvoll gestalteter zeittypischer Klinkerbau, heute als Schule genutzt, von baugeschichtlichem und städtebaulichem Wert. Dreigeschossiges Klinkergebäude mit polygonaler Eckausbildung und Eckrisalit, an Hausecke und in der Max-Pechstein-Straße jeweils ein Laden, die Fassaden gegliedert durch Sandsteinpilaster, Gurtgesims, Fensterverdachungen sowie Fenstergewände – Sandstein, teilweise Dreieckgiebelverdachungen an der Ecke, originale Ladenfront in der Max-Pechstein-Straße, am Giebel bezeichnet: „18 H.E.Zergiebel.98“. Denkmalwert: baugeschichtlicher Wert auf Grund des sehr guten Originalzustandes und städtebaulicher Wert als Teil einer geschlossenen Bebauung und Eckbebauung. | 09230680                                            |
| Direkt Bild zu diesem Denkmal hochladen | Ehemalige Seilerei mit Wohnhaus und Seilbahn (Seilereigebäude), Nebengebäude und Einfriedung | Max-Pechstein-Straße 24 (Karte)          | 1882                                       | relativ geschlossen erhaltenes Bauensemble, aus der 2. Hälfte des 19. Jh., von regionalhistorischer Bedeutung. Wohnhaus/Vordergebäude: ursprünglich mit Laden – heute zugesetzt, zweigeschossiger Ziegelbau verputzt, 3 × 5 Fensterachsen mit Seitenflügel, zweigeschossig, abgeschlossen durch Satteldach, Gurtgesims vorkragende Ziegelschicht verputzt, schlichter Bau ohne gestalterische Besonderheiten, im Hof Gebäude der ehemaligen Seilerei – als Seilbahn bezeichnet: lang gestreckter Bau, der dem Drehen der Seile diente, als alter Handwerksbau Zwickaus des 19. Jh. von regionalhistorischer Bedeutung, der Kopfbau der Seilerei vom Zwickauer Baumeister Möckel entworfen mit der typischen Gestaltung in Klinkermischbauweise, am Wohnhaus hölzerner Wintergarten mit Farbglasscheiben bzw. Glasätzungen: vermutlich Landschaftsdarstellungen. | 09230681                                            |
| Direkt Bild zu diesem Denkmal hochladen | Ehemaliges Gasthaus mit Saal, markanter, breit lagernder, zeittypisch gegliederter Putzbau in sehr gutem Originalzustand, von baugeschichtlichem und stadtgeschichtlichem Wert                                                             | Max-Pechstein-Straße 31 (Karte)          | 1870                                       | | 09230682                                            |
| Direkt Bild zu diesem Denkmal hochladen | Wohnhaus in halboffener Bebauung | Max-Pechstein-Straße 37 (Karte)          | 1868                                       | mit nachträglichem Ladeneinbau, baulich überformtes Wohnhaus, nach Entwurf des Zwickauer Baumeisters Möckel entstanden, daher von baugeschichtlicher Bedeutung. Zweigeschossiges, schmales Gebäude in Klinkermischbauweise, Erdgeschoss-Zone baulich verändert mit großem Schaufenster aus der Zeit um 1910, Obergeschoss in Klinkermischbauweise mit Klinkerlisenen sowie Kragkonsolen und Würfelfries am Kranzgesims, zweiachsiger Dacherker, Klinker, in der für Möckel typischen Gestaltung, das Satteldach mit überdimensioniertem Dachhechte und zu großen Schleppgauben, die das Haus entstellen – später aus Denkmalliste streichen. | 09230181                                            |
| Direkt Bild zu diesem Denkmal hochladen | Wohnhaus in geschlossener Bebauung | Max-Pechstein-Straße 51 (Karte)          | 1707                                       | mit Laden, mehrfach überformter und baulich veränderter Putzbau, vermutlich Gebäude aus dem 18. Jahrhundert, baugeschichtlich von Bedeutung. im Inneren: auf Grund der inneren Gestaltung ist daraus zu schließen, dass es sich hierbei um eines der ältesten Gebäude in diesem Straßenzug handelt. Der Denkmalwert ergibt sich damit aus dem baugeschichtlichen Wert. | 09230683                                            |
| Direkt Bild zu diesem Denkmal hochladen | Wohnhaus in geschlossener Bebauung, einseitig freistehend | Max-Pechstein-Straße 53 (Karte)          | 1718                                       | äußerlich unscheinbarer Putzbau, baulich mehrfach überformt, vermutlich zu den ältesten Häusern dieses Straßenzuges gehörend. Zweigeschossiger dreiachsiger Putzbau, äußerlich mehrfach überformt mit Satteldach, Biberschwanzdoppeldeckung, das Innere des Hauses lässt darauf schließen, dass es sich um ein Gebäude aus dem 18. Jahrhundert handelt. Aus diesem Grunde ergibt sich der Denkmalwert aus dem baugeschichtlichen Wert. | 09230684                                            |
| Direkt Bild zu diesem Denkmal hochladen | Mietshaus in halboffener Bebauung | Max-Pechstein-Straße 68 (Karte)          | 1897                                       | original erhaltenes Gebäude in Klinkermischbauweise von städtebaulichem und baugeschichtlichem Wert. sehr schmaler gelber Klinkerbau, im Erdgeschoss mit Putznutung, sehr guter Originalzustand, zeittypischer Bauschmuck. Denkmalwert: baugeschichtlicher und städtebaulicher Wert. | 09230688                                            |
| Direkt Bild zu diesem Denkmal hochladen | Mietshaus in halboffener Bebauung | Max-Pechstein-Straße 70 (Karte)          | 1909                                       | zeittypischer Klinkerbau mit Laden von baugeschichtlichem und städtebaulichem Wert. roter Klinkerbau mit verändertem Erdgeschoss, dort Putz und zu große breit liegende Schaufenster, traditionelle Klinkerfassade. Denkmalwert: baugeschichtlicher und städtebaulicher Wert. | 09230689                                            |
| Direkt Bild zu diesem Denkmal hochladen | Mietshaus in Ecklage in halboffener Bebauung | Max-Pechstein-Straße 75 (Karte)          | 1899                                       | städtebaulich markanter Putzbau in sehr gutem Originalzustand von baugeschichtlichem und städtebaulichem Wert. Viergeschossiger, das Straßenbild prägender Putzbau, in originaler Fassadengliederung mit zeittypischen Natursteinfenstereinfassungen bzw. Türportalen, die Fenster originalgetreu nachgebaut. | 09230690                                            |
|                                         | Mietshaus in geschlossener Bebauung | Moritzstraße 5 (Karte)                   | 1907                                       | bemerkenswerter Putzbau mit seltenen Fenstererkern und markantem Erker in der Hausmitte, von städtebaulichem und baugeschichtlichem Wert. originale Bemalung im Eingangsbereich des Treppenhauses, umfassende Rekonstruktion 1996, die Fenster Neuanfertigungen nach historischem Vorbild, farbige Oberlichtfenster gesprosst, bemerkenswerten Fenstererker in den drei Obergeschoss zu beiden Seiten der Fassade, mittig angeordneter Erker auf rechteckigem Grundriss über drei Etagen, unterschiedliche Putzstrukturen, im Erdgeschoss Putzquaderung, am Erker und an den Fensterbrüstungen Kammzugputz, von baugeschichtlichem, baukünstlerischem und städtebaulichem Wert als Teil eines geschlossen erhaltenen Straßenzuges, Sanierung 1996. | 09230694                                            |
|                                         | Mietshaus in geschlossener Bebauung | Moritzstraße 7 (Karte)                   | 1904                                       | architektonisch anspruchsvoller Putzbau von baugeschichtlichem, baukünstlerischem und städtebaulichem Wert. im Erdgeschoss teilweise Bossenquaderung, die Fassade belebt durch unterschiedliche Putzstrukturen – u. a. Kammzugputze, weiterhin Erker, Fensterläden und aufwändig gestalteter Balkon mit originalem Gitter, Fenster mit fein versprossten Oberlichtern mit grüner Verglasung, dem Original nachempfunden, fünf Achsen, viergeschossig, im Inneren: in der Vorhalle unterschiedliche Putzstrukturen, Treppengeländer, Wohnungstüren, Zwischentüren, Terrazzoböden erhalten und originale Treppenhausfenster. Der Denkmalwert ergibt sich aus der baukünstlerischen und baugeschichtlichen sowie städtebaulichen Bedeutung als Teil eines zeitgleich entstandenen Straßenzuges. Sanierung 1995, | 09230695                                            |
| Direkt Bild zu diesem Denkmal hochladen | Mietshaus in geschlossener Bebauung | Moritzstraße 8 (Karte)                   | 1910                                       | zeittypischer Putzbau (der Putz ist heute vollständig abgeschlagen), als Teil eines gleichartig gestalteten Hausensembles von städtebaulichem Wert. 1910 für den Steinmetzmeister Arthur Modes nach Entwurf des Architekten Karl Frey erbaut. Viergeschossiger (ursprünglich) Putzbau aus Ziegelmauerwerk, das obere Stockwerk vermutlich neu aufgemauert, originale Fenster und Haustür erhalten, ähnliche Gestaltung wie die Nachbarbebauung, daher von städtebaulichem Wert trotz abgeschlagenen Putzes, in der Durchfahrt Putz-Stuck-Ornamentik erhalten. LfD/2011. | 09230696                                            |
|                                         | Mietshaus in geschlossener Bebauung | Moritzstraße 9 (Karte)                   | 1904                                       | aufwändig gestalteter Putzbau von baugeschichtlichem und städtebaulichem Wert sowie baukünstlerischer Bedeutung. markanter viergeschossiger Putzbau mit Flachreliefs mit figuralen Darstellungen, unterschiedlichen Kammzugputzen, Fensterläden in Obergeschoss, aufwändigem Erker auf rechteckigem bzw. polygonalem Grundriss in der Mitte des Hauses in einen Balkon mit Eisengitterbrüstungen mündend, darüber zweiachsiger Dacherker mit gestaffelt geschweiftem oberen Abschluss, die Haustür, die Fassadengestaltung sowie die Brüstung des Geländers und die Fensterläden original erhalten, Fenster mit fein gesprossten Oberlichtern mit grüner Verglasung, dem Original nachempfunden. Im Inneren Putz-Stuck-Dekorationen in der Vorhalle mit unterschiedlichen Putzstrukturen sowie originaler Pendeltür, originaler Wohnungseingangstür im Erdgeschoss und Treppengeländer aus der Erbauungszeit sowie Haustafel des Hauses – dort heute mit Beschriftung „Moritzstraße 9, 1905 errichtet für den Baumeister Hugo Frey, 1997 vollständig renoviert und ausgebaut von der Eigentümergemeinschaft“. Der Denkmalwert ergibt sich aus der baukünstlerischen und baugeschichtlichen sowie städtebaulichen Bedeutung als Teil eines zeitgleich entstandenen Straßenzuges. Sanierung 1996. | 09230697                                            |
| Direkt Bild zu diesem Denkmal hochladen | Mietshaus in geschlossener Bebauung | Moritzstraße 10 (Karte)                  | 1911                                       | breit gelagerter Putzbau von baugeschichtlichem und städtebaulichem Wert in gutem Originalzustand. breit gelagerter, viergeschossiger Putzbau mit originalem Haustor und Tür aus der Erbauungszeit mit teilweise gebogenen Sprossen in den Glaseinsätzen, Fensterläden an den Mittelfenstern der beiden Obergeschoss, ansonsten sparsame Putz-Stuck-Ornamentik. Links und rechts je ein über drei Etagen reichender Erker auf Segmentbogengrundriss. Der Denkmalwert ergibt sich aus dem baugeschichtlichen Wert als zeittypisches Beispiel der Erbauungszeit und aus dem städtebaulichen Wert, Sanierung 1997. | 09230698                                            |
| Direkt Bild zu diesem Denkmal hochladen | Mietshaus in Ecklage in geschlossener Bebauung | Moritzstraße 11 (Karte)                  | 1909                                       | ursprünglich mit Laden, städtebaulich markanter Putzbau von baugeschichtlichem Wert. Viergeschossiger Putzbau mit schlichter sachlicher Gestaltung, unterschiedlicher Putzornamentik und Erker, durch seine Baumasse städtebaulich markant, Sanierung 1996. | 09230699                                            |
| Direkt Bild zu diesem Denkmal hochladen | Mietshaus in geschlossener Bebauung | Moritzstraße 12 (Karte)                  | 1911                                       | zeittypischer Putzbau in sehr gutem Originalzustand von baugeschichtlichem und städtebaulichem Wert. Viergeschossiger Putzbau mit markantem zweiachsigem Erker und mittig angeordnetem Hauseingang mit sehr schöner aufwändig gestalteter Haustür aus der Erbauungszeit und dem Original nachempfundenen Fenstern. Der Denkmalwert ergibt sich aus dem baugeschichtlichen und städtebaulichen Wert als Teil eines gleichartig gestalteten Hausensembles, Sanierung 1997. | 09230700                                            |
| Direkt Bild zu diesem Denkmal hochladen | Mietshaus in Ecklage in geschlossener Bebauung | Moritzstraße 13 (Karte)                  | bez. 1901                                  | ursprünglich mit Laden, anspruchsvoll gestalteter Klinkerbau in sehr gutem Originalzustand mit bemerkenswerter Haustür, von baukünstlerischer, baugeschichtlicher und städtebaulicher Bedeutung (siehe auch Poetenweg 28, 30, 32, 34 und 36). Viergeschossiger roter Klinkerbau mit polygonaler Eckausbildung, der Laden ursprünglich an der Ecke im Erdgeschoss, heute nicht mehr erhalten, die Tür in neogotischer Formensprache, mit Gaffköpfen, gleiche Gestaltung wie Poetenweg 28, 30, 32, 34 und 36. Bezeichnet über einem Fenster des 1. Obergeschoss mit „A.D.1901“. Der Denkmalwert ergibt sich aus dem baukünstlerischen und baugeschichtlichen Wert als zeittypisches Beispiel in sehr gutem Originalzustand mit aufwändiger Fassade und aus städtebaulichen Gründen auf Grund der Ecklage und als Teil eines einheitlich gestalteten Straßenzuges, Sanierung 1994. | 09230701                                            |
| Direkt Bild zu diesem Denkmal hochladen | Mietshaus in Ecklage in geschlossener Bebauung | Moritzstraße 14 (Karte)                  | 1904                                       | mit Laden,städtebaulich markanter Putzbau mit Jugendstildekorationen von baugeschichtlichem, baukünstlerischem und städtebaulichem Wert (mit Poetenweg 22, 24 u. 26 eine einheitlich gestaltete Hausgruppe bildend). Viergeschossiger Putzbau mit filigranen Jugendstildekorationen, markanten – die Fassaden prägenden Erkern und aufwändig gestaltetem Eingangsbereich, originale Haustür und dem Original nachempfundene Fenster mit farbigem Oberlicht und Sprossenteilung im Oberlicht, Sanierung 1993. | 09230702                                            |
| Direkt Bild zu diesem Denkmal hochladen | Mietshaus in geschlossener Bebauung, Teil eines Doppelwohnhauses | Moritzstraße 15 (Karte)                  | 1892                                       | zeittypischer Putzbau von baugeschichtlichem und städtebaulichem Wert (zugehörig Nummer 17). Viergeschossig, fünf Achsen, zeittypische Fassadengestaltung, typisches Beispiel des Baumeisters Otto, der in diesem Straßenzug noch mehrere Bauten errichtet hat. Der Denkmalwert ergibt sich aus dem baugeschichtlichen Wert als zeittypisches Bauwerk in gutem Originalzustand und städtebaulichem Wert als Teil eines ähnlich gestalteten Straßenzuges, Sanierung 2000. | 09230703                                            |
| Direkt Bild zu diesem Denkmal hochladen | Mietshaus in geschlossener Bebauung, Teil eines Doppelmietshauses | Moritzstraße 16 (Karte)                  | 1890                                       | zeittypischer Putzbau von baugeschichtlichem und städtebaulichem Wert (s. auch Nummer 18). s. Nummer 18, Sanierung. | 09230704                                            |
| Direkt Bild zu diesem Denkmal hochladen | Mietshaus in geschlossener Bebauung, Teil eines Doppelmietshauses | Moritzstraße 17 (Karte)                  | 1891                                       | zeittypischer Putzbau von baugeschichtlichem und städtebaulichem Wert (s. auch Nummer 15). Viergeschossig, sechs Achsen, zeittypische Gestaltung mit Putznutung im Erdgeschoss, großem seitlich angeordnetem Holztor und unterschiedlichen Fensterverdachungen in den beiden mittleren Etagen, als zeittypisches Beispiel der Bauweise um 1900 von baugeschichtlichem Wert und als Teil eines gleichartigen Straßenzuges von städtebaulichem Wert, Sanierung 1998. | 09230705                                            |
| Direkt Bild zu diesem Denkmal hochladen | Mietshaus in geschlossener Bebauung, Teil eines Doppelmietshauses | Moritzstraße 18 (Karte)                  | 1890                                       | zeittypischer Putzbau von städtebaulichem und baugeschichtlichem Wert (s. auch Nummer 16). Viergeschossiger Putzbau mit seitlicher Toreinfahrt in sehr gutem Originalzustand, mit Putznutungen, Gesimsen und Fensterverdachungen und Sockel mit Polygonalmauerwerk. Der Denkmalwert ergibt sich aus dem baugeschichtlichen und städtebaulichen Wert, Sanierung 1996. | 09230706                                            |
| Direkt Bild zu diesem Denkmal hochladen | Mietshaus in geschlossener Bebauung | Moritzstraße 20 (Karte)                  | 1903                                       | zeittypischer Klinkerbau mit prägendem Erker, von baugeschichtlichem und stadtentwicklungsgeschichtlichem Wert. Viergeschossiger roter Klinkerbau in gutem Originalzustand, schlichte aber zeittypische Fassadengestaltung, in sehr gutem Originalzustand, aus diesem Grunde von baugeschichtlichem Wert, als Teil eines geschlossenen Straßenzuges auch von städtebaulichem Wert, Sanierung 1998. | 09230708                                            |
| Direkt Bild zu diesem Denkmal hochladen | Mietshaus in geschlossener Bebauung | Moritzstraße 23 (Karte)                  | 1889                                       | mit Laden, zeittypischer historisierender Klinker-Werkstein-Bau mit zurückhaltender, aber zugleich ansprechender Gestaltung, die sich in das Umfeld einfügt, von baugeschichtlichem und stadtentwicklungsgeschichtlichem Wert. | 09230709                                            |
| Direkt Bild zu diesem Denkmal hochladen | Mietshaus in geschlossener Bebauung in Ecklage | Moritzstraße 24 (Karte)                  | 1888                                       | mit Laden, Teil einer zeitgleich entstandenen Häuserzeile in gleicher Gestaltung, von städtebaulichem und baugeschichtlichem Wert (s. auch Nummer 26, 28, 30, 32, 34, 36, 38 sowie Kreisigstraße 26 und 28). s. auch Nummer 38, mit original erhaltener Aufhängung für Straßenlaterne und Fahnenhalterung, Sanierung 1998. | 09230710                                            |
| Direkt Bild zu diesem Denkmal hochladen | Mietshaus in geschlossener Bebauung | Moritzstraße 25 (Karte)                  | 1890                                       | mit Laden, schlichter Klinkerbau von städtebaulichem Wert. Dreigeschossig, fünf Achsen, orangerote Klinker, schmückende Segmentbogen aus roten Klinkern über den Fenstern mit geradem Sturz, in den Feldern dazwischen Schmuckplatten, Fenster dem Original nachempfunden, originale zweiflügelige Haustür mit Oberlicht (die Fassade vereinfacht), Sanierung 1998. | 09230711                                            |
| Direkt Bild zu diesem Denkmal hochladen | Mietshaus in geschlossener Bebauung | Moritzstraße 26 (Karte)                  | 1889                                       | Teil einer zeitgleich entstandenen Häuserzeile, von städtebaulichem und baugeschichtlichem Wert (s. auch Nummer 24, 28, 30, 32, 34, 36, 38 sowie Kreisigstraße 26 und 28). s. auch Nummer 38, Sanierung 1995. | 09230712                                            |
| Direkt Bild zu diesem Denkmal hochladen | Mietshaus in geschlossener Bebauung | Moritzstraße 27 (Karte)                  | 1903                                       | zeittypisch aufwändig gestalteter Putzbau mit Fachwerkerker, von baukünstlerischem und baugeschichtlichem sowie städtebaulichem Wert. Viergeschossiger, sechsachsiger Putzbau mit seitlich angeordnetem Hauseingangstor, original erhalten, markanter dreigeschossiger Erker auf rechteckigem Grundriss polygonal fortgesetzt, im 2. und 3. Obergeschoss als Fachwerkerker ausgebildet, darüber geschweifter Dacherker, Erdgeschoss Segmentbogenfenster, 1. und 2. Obergeschoss waagerechte Fensterstürze, 3. Obergeschoss Vorhangbogenfenster. | 09230713                                            |
| Direkt Bild zu diesem Denkmal hochladen | Mietshaus in geschlossener Bebauung | Moritzstraße 28 (Karte)                  | 1889                                       | mit nachträglichem Ladeneinbau, als Teil einer zeitgleich entstandenen Häuserzeile in gleicher Gestaltung, von baugeschichtlichem und städtebaulichem Wert (s. auch Nummer 24, 26, 30, 32, 34, 36, 38 sowie Kreisigstraße 26 und 28). s. auch Nummer 38 | 09230714                                            |
| Direkt Bild zu diesem Denkmal hochladen | Mietshaus in geschlossener Bebauung | Moritzstraße 30 (Karte)                  | 1889                                       | Teil einer zeitgleich entstandenen Häuserzeile in gleicher Gestaltung, von baugeschichtlichem und städtebaulichem Wert (s. auch Nummer 24, 26, 28, 32, 34, 36, 38 sowie Kreisigstraße 26 und 28). s. auch Nummer 38, Sanierung 1997. | 09230715                                            |
| Direkt Bild zu diesem Denkmal hochladen | Mietshaus in geschlossener Bebauung | Moritzstraße 31 (Karte)                  | 1910                                       | breit gelagerter zeittypischer Putzbau von baugeschichtlichem und städtebaulichem Wert. breit gelagerter viergeschossiger Putzbau mit sieben Fensterachsen und mittig angeordnetem Hauseingang, die Haustür original erhalten, die Fenster dem Original nachgebildet, beiderseits dreigeschossige Erker auf rechteckigem bzw. halbrundem Grundriss, wertvolles Treppenhaus, strenge geometrische Fassadengestaltung. Der Denkmalwert ergibt sich aus dem baugeschichtlichen Wert als Beispiel der Bauzeit und dem städtebaulichen als Teil eines geschlossenen Straßenzuges ähnlicher Bauzeit, Sanierung. 2000 | 09230716                                            |
| Direkt Bild zu diesem Denkmal hochladen | Mietshaus in geschlossener Bebauung | Moritzstraße 32 (Karte)                  | 1889                                       | Teil eines gleichartig gestalteten Straßenzuges, von städtebaulichem und baugeschichtlichem Wert (s. auch Nummer 24, 26, 28, 30, 34, 36, 38 sowie Kreisigstraße 26 und 28). s. Nummer 38, Sanierung 1997 | 09230717                                            |
| Direkt Bild zu diesem Denkmal hochladen | Mietshaus in geschlossener Bebauung | Moritzstraße 33 (Karte)                  | 1907                                       | mit nachträglichen Ladeneinbauten, städtebaulich markanter Putzbau von baugeschichtlichem Wert. Viergeschossiger Putzbau, straßenseitig zwei Erker und ein Eckerker, jeweils dreigeschossig, über dem mittleren Erker ein Dacherker, auf Grund seiner Lage das Platzbild des Neumarktes prägend, originale zeittypische Fassadengestaltung. Inneres: originale Ausstattung des Treppenhauses – Fliesen, Terrazzostufen, hölzernes Treppengeländer, Bleiglasfenster, Der Denkmalwert ergibt sich aus diesen Gründen aus dem städtebaulichen und dem baugeschichtlichen Wert des Hauses, Sanierung 1998. | 09230718                                            |
| Direkt Bild zu diesem Denkmal hochladen | Mietshaus in geschlossener Bebauung | Moritzstraße 34 (Karte)                  | 1888                                       | Teil einer zeitgleich entstandenen Häuserzeile in gleichartiger Gestaltung von städtebaulichem und baugeschichtlichem Wert (s. auch Nummer 24, 26, 28, 30, 32, 36, 38 sowie ??). | 09230634                                            |
| Direkt Bild zu diesem Denkmal hochladen | Mietshaus in geschlossener Bebauung | Moritzstraße 35 (Karte)                  | 1899                                       | städtebaulich markantes Gebäude in Klinkermischbauweise von baugeschichtlichem Wert. Viergeschossiger Bau mit markantem, polygonalen Erker, Klinkermischbauweise, im Erdgeschoss Laden und Niederlage der Kunsttischlerei „Gebr. Kästner“, über der Hauseingangstür Schlussstein mit bärtigem Kopf mit hochgeschobener Löwenmaske, Tür flankiert von Säulen, das Haus ist Teil der Platzfront des Neumarkt, demzufolge von städtebaulichem Wert, auf Grund der qualitätvollen und gut erhaltenen Fassade ebenso von baugeschichtlichem Wert, Sanierung 1993. | 09230719                                            |
| Direkt Bild zu diesem Denkmal hochladen | Mietshaus in geschlossener Bebauung | Moritzstraße 36 (Karte)                  | 1888                                       | Teil einer zeitgleich entstandenen Häuserzeile in gleichartiger Gestaltung von städtebaulichem und baugeschichtlichem Wert (s. auch (zugehörig Nummer 24, 26, 28, 30, 32, 34, 38 sowie Kreisigstraße 26 und 28)). s. auch Moritzstr. 38, Sanierung 1996. | 09230720                                            |
| Direkt Bild zu diesem Denkmal hochladen | Mietshaus in geschlossener Bebauung | Moritzstraße 38 (Karte)                  | 1888                                       | Teil einer zeitgleich entstandenen Häuserzeile mit ähnlicher Gestaltung, Putzbauten in guter architektonischer Qualität (s. auch Haus Nummer 24, 26, 28, 30, 32, 34, 36 sowie Kreisigstraße 26 u. 28). Viergeschossig, vier Achsen, Hauseingang seitlich, originale Haustür, Putznutung im Erdgeschoss, Fensterverdachung in den beiden Obergeschoss, Polygonalmauerwerk im Sockel, die anderen Gebäude des Straßenzuges in ähnlicher Gestaltung – nur leicht variiert. Der Denkmalwert des Straßenzuges ergibt sich aus dem baugeschichtlichen und städtebaulichen Wert. (Sanierung 1995). | 09230721                                            |
| Direkt Bild zu diesem Denkmal hochladen | Mietshaus mit Einfriedung in geschlossener Bebauung | Moritzstraße 40 (Karte)                  | 1904                                       | aufwändig gestalteter Putzbau von baukünstlerischem, baugeschichtlichem und städtebaulichem Wert. Viergeschossiger Putzbau auf annähernd quadratischem Grundriss mit aufwändiger Fassadengestaltung und markantem, das Bauwerk prägenden Erker, original erhaltene Fassadengestaltung, Putz und Werkstein sowie originale Haustür mit Ziervergitterung und separatem Oberlicht. Der Denkmalwert ergibt sich daher aus der baukünstlerischen und baugeschichtlichen Bedeutung sowie der städtebaulichen Bedeutung als Teil der Römerplatzbebauung. Im Inneren in der Vorhalle Malereiausmalungen aus der Zeit um 1925 sowie grün glasierte Ziegel und Putz-Stuck-Dekoration, Pendeltür, originale Fliesen aus der Erbauungszeit sowie weitere Putz-Stuck-Dekorationen, vom Treppenhaus aus Balkone erreichbar mit originalen Gittern sowie originalen Türen, Wohnungstüren alle erneuert, zweiläufige gewendelte Treppe Einfriedung: originale Jugendstileisengitter, vermutlich letzter Bau des bedeutenden Zwickauer Baumeisters Franz Wolf, Sanierung 1995. | 09230722                                            |
| Direkt Bild zu diesem Denkmal hochladen | Mietshaus in geschlossener Bebauung | Moritzstraße 42 (Karte)                  | 1889                                       | mit nachträglichen Ladeneinbauten, zeittypischer Putzbau (ursprünglich Klinkermischbauweise) von städtebaulichem Wert. Dreigeschossiger Putzbau mit fünf Achsen, im Erdgeschoss mit heruntergezogenen zum Schaufenster umgebauten Fenstern, baulich vereinfacht und modernisiert, als Teil der Platzfront am Römerplatz von städtebaulichem Wert, Sanierung 1997. | 09230723                                            |
| Direkt Bild zu diesem Denkmal hochladen | Fabrikgebäude | Moritzstraße 45 (Karte)                  | um 1920                                    | zeittypischer Industriebau von baugeschichtlichem Wert. Ab 1914 Sächsische Bürsten- und Knopfmaschinen Werke GmbH, fünfgeschossiger turmartiger Kopfbau von 4 × 4 × 2 Achsen und viergeschossigem Flügel von 9 × 3 Achsen, im Zeitgeschmack des Historismus gestaltete Klinkerfassaden, Gesimse und Fenstereinfassungen aus Formsteinen bzw. besondere Gestaltung des Verbandes wie z. B. Deutsches Band etc., in den Arbeitssälen Stütze-Riegel-Konstruktion aus genieteten Stahlträgern. | 09231831                                            |
| Direkt Bild zu diesem Denkmal hochladen | Mietshaus in geschlossener Bebauung, Teil einer Dreierhausgruppe (s. auch Nr. 3 u. 5) | Osterweihstraße 1 (Karte)                | 1902                                       | architektonisch qualitätvoll gestalteter Putzbau von baukünstlerischer und städtebaulicher Bedeutung. gleiche Gestaltung wie Nummer 5, bemerkenswerter Blendgiebel mit waagerechtem Kammzugputz, ansonsten gleiche Gestaltung wie Nachbarhäuser, auch im Treppenhaus, Sanierung 1998. | 09230741                                            |
| Direkt Bild zu diesem Denkmal hochladen | Mietshaus in geschlossener Bebauung | Osterweihstraße 2 (Karte)                | bez. Anno 1902                             | zeittypischer Putzbau von baugeschichtlicher und städtebaulicher Bedeutung als Teil der einheitlich gestalteten Platzfront des ehemaligen Schützenplatzes. Jugendstilfassade, aufgearbeitete Originalfenster mit Buntglasscheiben in den Oberlichtern, originales Durchfahrtstor mit Jugendstilornamentik, einflüglig mit beweglichen Seitenteilen, originale Wohnungseingangstüren, Sanierung 1995, als Teil des ehemaligen Schützenplatzes von großem städtebaulichen Wert. | 09230742                                            |
| Direkt Bild zu diesem Denkmal hochladen | Mietshaus in geschlossener Bebauung | Osterweihstraße 2a (Karte)               | 1901                                       | als Teil der Platzfront des ehemaligen Schützenplatzes von hoher städtebaulicher sowie baugeschichtlicher Bedeutung. originale Hauseingangstür, zeittypischer roter Klinkerbau mit porphyrfarben abgesetzten Naturstein- bzw. Putzelementen sowie Zierelementen aus rot glasiertem Ziegel und zeittypischen Fenstereinfassungen mit floralen Dekorationen, sehr guter Originalzustand, als Teil des ehemaligen Schützenplatzes von großem städtebaulichem Wert, Sanierung 1996. | 09230743                                            |
| Direkt Bild zu diesem Denkmal hochladen | Mietshaus in geschlossener Bebauung, einseitig freistehend | Osterweihstraße 2b (Karte)               | um 1900                                    | mit Laden, städtebaulich bemerkenswerter Klinkerbau. originale Hauseingangstür, als Teil der relativ einheitlich gestalteten Platzfront des ehemaligen Schützenplatzes von großem städtebaulichem Wert, viergeschossig, roter Klinker, Mitteleingang, sehr guter Originalzustand, zeittypische Fenster- und Türeinfassungen mit floralen Dekorationen sowie Dekorationen aus rot glasierten Ziegeln, Sanierung 1994. | 09230744                                            |
| Direkt Bild zu diesem Denkmal hochladen | Mietshaus in geschlossener Bebauung, Teil einer Dreierhausgruppe (s. auch Nr. 1 u. 5) | Osterweihstraße 3 (Karte)                | 1902                                       | architektonisch aufwendig gestalteter Putzbau von baukünstlerischer und städtebaulicher Bedeutung. ähnliche Gestaltung wie Nachbarhaus, Haustür zweiflügelig mit sprossengeteilten Buntglasscheiben, polygonaler Erker porphyrfarben ab 1. Obergeschoss in das 2. Obergeschoss hineinreichend, sprossengeteilte Oberlichtfenster mit Buntglasscheiben, im Inneren Stuckdecken und originale Türen, Sanierung 1996/97. | 09230745                                            |
| Direkt Bild zu diesem Denkmal hochladen | Mietshaus in geschlossener Bebauung | Osterweihstraße 4 (Karte)                | 1903                                       | städtebaulich markanter Klinkerbau von baugeschichtlichem Wert, Teil der Platzbebauung des ehemaligen Schützenplatzes. qualitätvoller roter Klinkerbau mit grün glasierten Ziegeln bzw. weiß glasierten Ziegeln schachbrettartig dekoriert, Mitteleingang mit originaler zweiflügeliger Haustür mit gesprossten Glaseinsätzen, Jugendstilornamentik, ansonsten relativ schlicht, sachlich gestaltete Fassade, Denkmalwert: baugeschichtlicher und städtebaulicher Wert, Sanierung 1996. | 09230746                                            |
| Direkt Bild zu diesem Denkmal hochladen | Mietshaus in geschlossener Bebauung | Osterweihstraße 4a (Karte)               | 1902                                       | zeittypischer Putzbau in sehr gutem Originalzustand von städtebaulicher Bedeutung als Teil der einheitlich gestalteten Platzfront des ehemaligen Schützenplatzes. Jugendstilfassade, aufgearbeitete Originalfenster mit Buntglasscheiben in den Oberlichtern, originales Durchfahrtstor, originale Wohnungseingangstüren, Sanierung 1995, gleiche Gestaltung wie Nummer 2, gleiche Haustür wie Nachbarhaus (keine Ziervergitterung), ansonsten ähnliche Gestaltungselemente, florale Dekorationen. | 09230747                                            |
| Direkt Bild zu diesem Denkmal hochladen | Mietshaus in geschlossener Bebauung, Teil einer Dreierhausgruppe (s. auch Nr. 1 u. 3) | Osterweihstraße 5 (Karte)                | 1902                                       | architektonisch anspruchsvoll gestalteter Putzbau mit Werksteinfenstereinfassungen und -türportal sowie aufwendig gestaltetem Erker, von baukünstlerischer Qualität. Dreigeschossig, Fenster zu Fenstergruppen zusammengefasst, unterschiedliche Fensterformate, sprossengeteilte Oberlichter mit Buntglasscheiben, großer aufwendig gestalteter Erker, zunächst auf rechteckigem Grundriss, dann polygonal und dreieckig fortgesetzt mit floralen Dekorationen sowie Wappen versehen, im Erdgeschoss unterhalb des Erkers Fenstererker, der Sockel aus Werkstein mit Dekorationen sowie Sandstein versehen, im Inneren gute Originalausstattung u. a. Kratzputz bzw. unterschiedlich strukturierte Putzflächen in der Vorhalle, Terrazzoböden, originale Wohnungstüren und Zwischentür, im Erdgeschoss gusseiserne Säule reich dekoriert sowie schmiedeeisernes Treppengeländer mit Holzhandlauf, Farbglasfenster im Treppenhaus, Eisentreppe mit Holztrittstufen sowie Fenster mit Ziervergitterung im Treppenhaus, gewendelte einläufige Treppe. | 09230748                                            |
| Direkt Bild zu diesem Denkmal hochladen | Mietshaus in Ecklage in geschlossener Bebauung | Osterweihstraße 6a (Karte)               | 1903                                       | mit Laden, städtebaulich und baugeschichtlich bedeutsames Wohnhaus in Klinkermischbauweise in sehr gutem Originalzustand, Teil der Platzfront des ehemaligen Schützenplatzes. Viergeschossiges Gebäude, verputztes Erdgeschoss vereinfacht, Obergeschosse roter Klinker, polygonale Eckausbildung, dort Laden mit Ladentür, ab 1. Obergeschoss viergeschossiger Erker, Eckrisalit, Giebelbekrönung mit symbolischer Kopfdarstellung mit Sonnenstrahlen, Blumen und Flügeln (Sonnen, Jahreszeiten, Fruchtbarkeit). | 09230749                                            |
| Direkt Bild zu diesem Denkmal hochladen | Mietshaus in geschlossener Bebauung, Teil eines Doppelwohnhauses (s. auch Nr. 9) | Osterweihstraße 7 (Karte)                | 1884                                       | qualitätvoll gestalteter Putzbau in sehr gutem Originalzustand von baugeschichtlichem und städtebaulichem Wert. gleiche Gestaltung wie Nummer 9, Sanierung 1997. | 09230678                                            |
| Direkt Bild zu diesem Denkmal hochladen | Mietshaus in geschlossener Bebauung | Osterweihstraße 8 (Karte)                | 1894                                       | architektonisch reich gegliederter Putzbau in sehr gutem Originalzustand von städtebaulichem und baugeschichtlichem Wert als Teil der Platzfront des ehemaligen Schützenplatzes. Viergeschossiger fünfachsiger Putzbau mit aufwendigen Fensterverdachungen und Dekorationen in den beiden Obergeschoss und Putznutung im Erdgeschoss sowie Natursteinsockel, originale Haustür, Kragkonsolen am Kranzgesims, Sanierung 1996. | 09230750                                            |
| Direkt Bild zu diesem Denkmal hochladen | Mietshaus in geschlossener Bebauung, Teil eines Doppelwohnhauses | Osterweihstraße 9 (Karte)                | 1884                                       | zeittypischer qualitätvoll gestalteter Putzbau von baugeschichtlichem und städtebaulichem Wert (s. auch Nummer 7). Dreigeschossig, mit dem Nachbarhaus Nummer 7 ein einheitlich gestaltetes Haus bildend, gemeinsamer Mittelrisalit mit Hauseingängen, jedes Haus hat fünf Achsen, Putznutung im Erdgeschoss, schlicht dekorierte Fenstereinfassungen im Erdgeschoss, im Obergeschoss zarte Putznutungen besetzt mit Diamantquadern, gemeinsamer zweiachsiger Dacherker, dessen Bekrönung offensichtlich reduziert, Sanierung 1995. | 09231133                                            |
| Direkt Bild zu diesem Denkmal hochladen | Mietshaus in geschlossener Bebauung | Osterweihstraße 12 (Karte)               | 1899                                       | zeittypischer Klinkerbau in sehr gutem Originalzustand von baugeschichtlichem und städtebaulichem Wert als Teil der Platzfront zum ehemaligen Schützenplatz. Viergeschossiger sechsachsiger gelber Klinkerbau mit original erhaltener Toreinfahrt: einflügelig mit beweglichen Seitenteilen und gesprosstem Oberlicht, schlichte Fenstereinfassungen mit aufwendig gestalteten Verdachungen: Dreieckgiebel, Segmentbogengiebel bzw. waagerechte Verdachung, darunter figurale und florale Dekorationen. | 09230751                                            |
| Direkt Bild zu diesem Denkmal hochladen | Mietshaus in geschlossener Bebauung | Osterweihstraße 13 (Karte)               | 1896                                       | zeittypischer Klinkerbau in sehr gutem Originalzustand von baugeschichtlichem und städtebaulichem Wert. ähnliche Gestaltung wie Nachbarbebauung, viergeschossiger roter Klinkerbau, fünf Achsen, Fenster dem Original entsprechend nachgebaut, originales seitlich angeordnetes Holztor: zweiflügelig mit sprossengeteiltem Oberlicht, roter Klinker, waagerechte Fensterverdachung bzw. Dreieckgiebelverdachung, Sanierung 1995. | 09230752                                            |
| Direkt Bild zu diesem Denkmal hochladen | Mietshaus in geschlossener Bebauung, Teil eines Doppelmietshauses (zugehörig zu Kreißigstr. 41) | Osterweihstraße 14 (Karte)               | 1899                                       | baugeschichtlich und städtebaulich bemerkenswerter Klinkerbau, Teil der annähernd einheitlich gestalteten Platzfront des ehemaligen Schützenplatzes. Viergeschossiger roter Klinkerbau, dekoriert mit Läufer- und Binderschichten aus dunkelrot glasierten Ziegeln sowie hart gebrannten Formsteinen, einen gestalterischen Akzent bildet der verputzte polygonale Erker aus Sandstein (evtl. teilweise Natursteinverkleidung): zweigeschossig ab 1. Obergeschoss, mit Balkon im 3. Obergeschoss abschließend, Segmentbogen- bzw. Korbbogenfenster, Ziervergitterung der Haustür bezeichnet „RR“. | 09230753                                            |
| Direkt Bild zu diesem Denkmal hochladen | Mietshaus in geschlossener Bebauung | Osterweihstraße 15 (Karte)               | 1895                                       | mit Laden, traditioneller Klinkerbau in sehr gutem Originalzustand von baugeschichtlichem und städtebaulichem Wert. Viergeschossig, fünf Achsen, roter Klinker, Ladentür und Schaufenster sowie Haustor original erhalten, zeittypische Gestaltungselemente wie waagerechte Fensterverdachungen bzw. Dreieckgiebelverdachungen, Fenster dem Original entsprechend nachgebildet, Sanierung 1997. | 09230754                                            |
| Direkt Bild zu diesem Denkmal hochladen | Mietshaus in geschlossener Bebauung | Osterweihstraße 17 (Karte)               | 1896                                       | traditioneller Klinkerbau von baugeschichtlichem und städtebaulichem Wert, ähnliche Gestaltung wie Nachbarbebauung. baugeschichtlicher Wert auf Grund des sehr guten Originalzustandes, zeittypische Fenstereinfassungen und Fensterbekrönungen u. a. mit waagerechtem Gebälk, roter Klinker, Sanierung 1998. | 09230755                                            |
|                                         | Mietshaus in Ecklage in geschlossener Bebauung | Osterweihstraße 18 (Karte)               | 1891                                       | ursprünglich mit Laden, architektonisch aufwendig gegliederter städtebaulich markanter Klinkerbau, Teil der Platzfront des ehemaligen Schützenplatzes. Viergeschossiges mehrachsiges Eckhaus mit polygonaler Eckausbildung, zeittypische Fenstereinfassungen und Verdachungen u. a. mit waagerechtem Gebälk, Segmentbögen bzw. Dreiecksgiebeln, Ecke turmartig überhöht, Sockel Polygonmauerwerk, Sanierung 1998. | 09230756                                            |
|                                         | Mietshaus in geschlossener Bebauung | Osterweihstraße 20 (Karte)               | 1890                                       | zeittypischer, architektonisch anspruchsvoller Klinkerbau von baugeschichtlichem und städtebaulichem Wert, Teil der einheitlich gestalteten Platzfront des ehemaligen Schützenplatzes (s. auch Nummer 22). ähnliche Gestaltung wie Nummer 22, dreigeschossig, fünf Achsen, gelber Klinker in guter Qualität saniert, zurückgesetzter Eingang seitlich, zeittypische Fenstereinfassungen sowie Verdachungen u. a. waagerechtes Gebälk bzw. Dreieckgiebelverdachung, mittig angeordneter dreiachsiger Dacherker, Sanierung 1998. | 09230758                                            |
|                                         | Mietshaus in geschlossener Bebauung | Osterweihstraße 21 (Karte)               | 1902                                       | zeittypischer Putzbau mit markantem Kammzugputz im Erdgeschoss, von baugeschichtlichem und städtebaulichem Wert. relativ einfaches, teilweise schlecht saniertes Gebäude, bemerkenswert der waagerechte Kammzugputz im Erdgeschoss, typische Fenstergliederung und Fenstergestaltung mit zeittypischem Zierrat, Gauben entstellend vereinfacht, Sanierung 1995. | 09230759                                            |
| Direkt Bild zu diesem Denkmal hochladen | Mietshaus in geschlossener Bebauung | Osterweihstraße 22 (Karte)               | 1890                                       | zeittypischer, architektonisch aufwendig gestalteter Klinkerbau von baugeschichtlichem und städtebaulichem Wert (s. auch Nummer 20). ähnliche Gestaltung wie Nummer 20, gelber Klinker waagerechte Fensterverdachung bzw. Dreieckgiebelverdachung und dreiachsiger Dacherker mittig angeordnet, seitlich Haustür zurückversetzt, Sanierung 1998. | 09230760                                            |
| Direkt Bild zu diesem Denkmal hochladen | Mietshaus in geschlossener Bebauung | Osterweihstraße 24 (Karte)               | 1889                                       | zeittypischer, aufwendig gestalteter roter Klinkerbau von baugeschichtlichem und städtebaulichem Wert (s. auch Nummer 26). ähnliche Gestaltung wie Nummer 26, viergeschossiger, breit gelagerter roter Klinkerbau mit zweiachsigem Mittelrisalit, seitlich angeordneter Tordurchfahrt mit zweiflügeligem Holztor und Oberlicht, traditionelle Fenstereinfassungen u. a. von floraler Ornamentik bekrönt sowie Fensterverdachungen mit waagerechtem Gebälk bzw. Dreiecksgiebeln, dreiachsiger Dacherker, Haus ist höher als die meisten anderen dieser Platzfront. Denkmalwert: baugeschichtlicher und städtebaulicher Wert, Sanierung 2004. | 09230761                                            |
| Direkt Bild zu diesem Denkmal hochladen | Mietshaus in geschlossener Bebauung | Osterweihstraße 26 (Karte)               | 1887                                       | zeittypischer roter Klinkerbau von baugeschichtlichem und städtebaulichem Wert, Achtung Teil entfernt (s. auch Nummer 24). ähnliche Gestaltung wie Nummer 24, Tor lediglich anders, viergeschossig, sechs Achsen, zweiachsiger Mittelrisalit. | 09230762                                            |
| Direkt Bild zu diesem Denkmal hochladen | Mietshaus in geschlossener Bebauung in Ecklage | Osterweihstraße 32 (Karte)               | 1881                                       | ehemals mit Laden, architektonisch qualitätvoller Putzbau von städtebaulichem und baugeschichtlichem Wert, Teil der Platzrandbebauung des Römerplatzes. Breit gelagerter dreigeschossiger Putzbau mit Putznutung im Erdgeschoss, seitlich angeordnete Tordurchfahrt mit zweiflügeligem originalem Holztor mit Oberlicht, polygonale Eckausbildung sowie Erker an der Ecke auf großen volutenartigen Kragsteinen, dreigeschossig, Fensterverdachungen mit waagerechtem Gebälk, Segmentbögen- bzw. Dreieckgiebel, weitere Gestaltungselemente u. a. Baluster, kannelierte Pilaster sowie florale Dekorationen, Sanierung 1998. | 09230764                                            |
| Direkt Bild zu diesem Denkmal hochladen | Mietshaus in halboffener Bebauung | Osterweihstraße 40 (Karte)               | 1898                                       | traditioneller Klinkerbau von städtebaulichem Wert. relativ schlicht gestalteter gelber Klinkerbau, wesentliches Gestaltungselement bilden die Fenstereinfassungen und Fensterverdachungen mit waagerechtem Gebälk, Dreiecksgiebeln bzw. Segmentbögen sowie floralen Dekorationen, an der Giebelseite im 1. und 2. Obergeschoss je ein aufgearbeitetes Bleiglasfenster, Sanierung 1998. | 09230765                                            |
| Direkt Bild zu diesem Denkmal hochladen | Mietshaus in geschlossener Bebauung | Osterweihstraße 42 (Karte)               | 1897                                       | mit Laden, viergeschossiges Gebäude in Klinkermischbauweise, von städtebaulichem Wert. Viergeschossig, sechs Achsen, Obergeschoss gelber Klinker, Erdgeschoss Putznutung und erweitertes Schaufenster, seitlich Tordurchfahrt mit zweiflügeligem Holztor und Oberlicht, traditionelle Gestaltung. Denkmalwert: städtebauliche Bedeutung. | 09230766                                            |
| Direkt Bild zu diesem Denkmal hochladen | Mietshaus in geschlossener Bebauung | Osterweihstraße 44 (Karte)               | 1897                                       | traditioneller Klinkerbau von städtebaulichem Wert. ähnliche Gestaltung wie Nachbarbebauung, ähnliche Gestaltungselemente, neue Gauben, Sanierung 1997/98. | 09231554                                            |
| Direkt Bild zu diesem Denkmal hochladen | Mietshaus in Ecklage in geschlossener Bebauung | Osterweihstraße 44a (Karte)              | 1903                                       | mit Laden, breit gelagerter Putzbau von baugeschichtlichem und städtebaulichem Wert, Beispiel der Jugendstilarchitektur Zwickaus. breit gelagerter von Pilastern gegliederter Bau mit polygonaler Eckausbildung, originale Haustür, Fenstereinfassungen mit geschwungen Ohren, zwischen den Fensteröffnungen im 3. Obergeschoss Löwenkopfmedaillons mit Ringen im Maul, Sanierung 1992. | 09230767                                            |
| Direkt Bild zu diesem Denkmal hochladen | Mietshaus in Ecklage in geschlossener Bebauung | Osterweihstraße 58 (Karte)               | 1897                                       | zeittypischer Putzbau von städtebaulichem und baugeschichtlichem Wert. traditioneller Putzbau mit polygonaler Eckausbildung mit Laden und Ladentür, traditionelle Gliederungselemente wie Eckquaderung, waagerechte Fensterverdachungen sowie Dreieckgiebelverdachungen an der Hausecke, Abschluss des Eckrisalits vermutlich vereinfacht, originale Gauben durch Dachliegefenster ersetzt, der Denkmalwert des Hauses ergibt sich vorrangig aus seinem städtebaulichen Wert als Eckhaus und Bestandteil einer geschlossenen Quartierausbildung, Sanierung 1995. | 09230768                                            |
| Direkt Bild zu diesem Denkmal hochladen | Städtische Grünanlage zwischen August-Bebel-, Osterweih-, Walther-Rathenau- und Lessingstraße mit elliptischem Mittelteil als Rasenanlage, umlaufenden Weg und Gehölzpflanzungen mit Rosen, entlang der August-Bebel-Straße Roteichenallee | Platz der Völkerfreundschaft (Karte)     | 1904/1905 angelegt                         | stadtentwicklungsgeschichtliche und städtebauliche Bedeutung. 1893/94 wird die Anlage im Verwaltungsbericht der Stadt Zwickau als Randpromenade auf dem Schießanger bezeichnet. | 09247021                                            |
| Direkt Bild zu diesem Denkmal hochladen | Ehemalige städtische Kleinkinderbewahranstalt in offener Bebauung | Poetenweg 1 (Karte)                      | 1886                                       | in sehr gutem Originalzustand, von städtebaulichem, baugeschichtlichem und sozialgeschichtlichem Wert. freistehendes Gebäude, 3 × 5 Achsen, eingeschossig, Fassade roter Klinker, an Traufseite risalitartiger Vorsprung mit drei Fensterachsen im Erdgeschoss, Frontgiebel mit drei gekoppelten Fenstern, diese flankiert von zwei Einzelfenstern, im Giebeldreieck schließlich ein Rundfenster, Dieser Ziergiebel wird flankiert und bekrönt durch Obelisken auf Postamenten. Die Fensteröffnungen am risalitartigen Vorsprung sind als Steinkreuzfenster ausgebildet worden. Die Fassade wird weiterhin geprägt durch ein umlaufendes Gurtgesims und profilierte Fenstergewände. Eingangsportal mit gesprengtem Dreiecksgiebel und Obelisk. Die Baudekorationen sind aus Sandstein gefertigt, der Sockel aus Granit. | 09230833                                            |
| Direkt Bild zu diesem Denkmal hochladen | Mietshaus in Ecklage in geschlossener Bebauung | Poetenweg 3 (Karte)                      | 1928                                       | mit Laden, sachlicher Klinkermischbau in den Traditionen des neuen Bauens von baugeschichtlicher und städtebaulicher Bedeutung. Klinkermischbauweise, Ladenfront und andere Fassadenbereiche mit verschieden farbigen Klinkern verblendet, straßenseitiger Gebäudeteil mit Putzfassade, Erdgeschoss verschiedenfarbige Hartbrandziegel, viergeschossig, 4 × 1 Achsen, breite geputzte Fenstergewände trapezförmig nach innen verlaufend, breites Gurtgesims aus Hartbrandziegeln in der Art eines senkrechten Kammzugputzes angeordnet, Walmdach, originale Gaupen, rückwärtiger Gebäudeteil mit Hartbrandziegelfassade, sechsgeschossig, zwei Achsen, Flachdach, originale Haustür, zweiflügelig mit fein versprosstem Oberlicht, originale zweiflügelige Windfangtür, Bleiglasfenster im Treppenhaus, Sanierung 1999. | 09230834                                            |
| Direkt Bild zu diesem Denkmal hochladen | Mietshaus in geschlossener Bebauung | Poetenweg 3a (Karte)                     | 1928                                       | dem neuen Bauen verpflichtetes Haus in Klinkermischbauweise von baugeschichtlicher und städtebaulicher Bedeutung, in sehr gutem Originalzustand. Bei dem Kulturdenkmal handelt es sich um ein viergeschossiges Mietshaus mit teilweise ausgebautem Dachgeschoss. Es wurde im Jahre 1927 durch den Zwickauer Baumeister Martin Förster entworfen und 1928 unter seiner Leitung errichtet. Die Bauausführung oblag dem Zwickauer Baumeister Heinrich Köcher, der selbst auch als Bauherr des Gebäudes auftrat. Mit großer handwerklicher und gestalterischer Sorgfalt ist die Putzfassade ausgebildet. Jedes Detail, ob die trapezförmig nach innen verlaufenden, glatt geputzten Fenstergewände, das aus Formsteinen senkrecht strukturierte untere Abschlussgesims des erkerartigen Vorbaues, die ebenfalls aus Formsteinen gebildeten, vorgesetzten Lisenen beidseitig der Fenster am Vorbau und Giebel oder die beiden aus Formsteinen gebildeten Reliefs links und rechts des Fensters im 2. Obergeschoss des Vorbaues, nicht zuletzt Fenster- und Haustürgestaltung sind gleichermaßen bedeutsam. Dazu kommen zahlreiche bauzeitliche erhaltene Innenausstattungen, wie Windfang-, Wohnungseingangstüren, Treppengeländer und bleiverglaste Treppenhausfenster. Sowohl in der Wahl der Baustoffe als auch in der gewählten Formensprache ist die Gestaltung des Hauses einerseits noch traditionellen Bauauffassungen verpflichtet, andererseits bereits den Idealen des „Neuen Bauens“ zugewendet. Die für die 1920er Jahre charakteristischen Architekturauffassungen sind bei der Gestaltung dieses Hauses schöpferisch angewendet und stellen in ihrer eigenwilligen Komposition zugleich ein Beispiel von einzigartiger Singularität und Originalität von durchaus überregionaler Bedeutung dar. Sanierung 2000. | 09231563                                            |
| Direkt Bild zu diesem Denkmal hochladen | Mietshaus in geschlossener Bebauung | Poetenweg 5 (Karte)                      | 1909                                       | zeittypischer Putzbau in sehr gutem Originalzustand, von städtebaulichem und baugeschichtlichem Wert. Viergeschossig, mit mittig angeordnetem polygonalem Erker über drei Geschosse, im Erdgeschoss Putznutung, alle Fenster mit gesprossten grün verglasten Oberlichtern, unterschiedliche Fensterformate u. a. Rundbogenfenster und Rechteckfenster, teilweise schmale schlitzförmige Fenster, die zu Fenstergruppen zusammengefasst sind, der Erker ist aufwändig gegliedert mit Putznutung und Putz-Stuck-Dekorationen u. a. mit Seejungfrauen mit Fruchtkorb, die Hauseingangstür blieb original erhalten: einflügelig mit zwei feststehenden Seitenteilen und gesprosstem Oberlicht, Sanierung 1995. | 09230835                                            |
| Direkt Bild zu diesem Denkmal hochladen | Mietshaus in geschlossener Bebauung | Poetenweg 7 (Karte)                      | 1909                                       | zeittypischer aufwändig gegliederter Putzbau mit Erkern und Loggien in gutem Originalzustand. Bei dem Kulturdenkmal handelt es sich um ein viergeschossiges Mietshaus mit teilweise ausgebautem Dachgeschoss und Hochparterre. Es wurde im Jahre 1909 durch den Zwickauer Baumeister Max Schäfer entworfen und unter dessen Leitung errichtet. Das Gebäude ist Bestandteil einer durch Max Schäfer einheitlich gestalteten Häusergruppe. Die Putzfassaden sind geprägt durch entstehungszeittypische Zier- und Gliederungselemente wie Gesimse, Putzspiegel, Faschen, Brüstungsfüllungen und Konsolen, welche sämtlich in Putz ausgeführt sind. Ein wichtiges Gestaltungselement sind die unterschiedlich breiten braunen Holzfenster mit ihren fein versprossten Oberlichtern. Die Fassade wird jedoch besonders betont durch den Erkervorbau, welcher sich über zwei Etagen erstreckt, zwei geschlossene Fensterachsen, Loggien (z. T. in Fachwerkkonstruktion) sowie Balkone mit Holzbrüstungen beinhaltet und auf vier massiven Konsolen ruht. Über den beiden geschlossenen Fensterachsen erhebt sich ein Zwerchhaus auf trapezförmigem Grundriss, verziert mit zwei entstehungszeittypischen Reliefdarstellungen. Im Inneren des Hauses hat sich die bauzeitliche Architektur und Ausstattung insbesondere im Treppenhaus erhalten. Hier befinden sich originale Bleiglasfenster, Wohnungseingangstüren, Treppengeländer und Deckenmalereien, Sanierung 1995. | 09230836                                            |
| Direkt Bild zu diesem Denkmal hochladen | Mietshaus in Ecklage in geschlossener Bebauung | Poetenweg 7a (Karte)                     | 1910                                       | mit Laden, zeittypischer qualitätvoll gestalteter Putzbau von baugeschichtlichem und städtebaulichem Wert. Bei dem Kulturdenkmal handelt es sich um ein viergeschossiges Mietshaus mit Hochparterre und teilweise ausgebautem Dachgeschoss. Es wurde im Jahre 1910 durch den Zwickauer Architekten M. Kinne entworfen. Für die Ausführung zeichnete der Zwickauer Baumeister Max Schäfer verantwortlich. Das Gebäude befindet sich in einer städtebaulich markanten Ecklage an der Kreuzung Poetenweg/Moritzstraße. Es bildet mit seinen beiden Nachbargebäuden Moritzstraße 12 und Poetenweg 7 eine gestalterische Einheit. Die Putzfassaden sind geprägt durch entstehungszeittypische Zier- und Gliederungselemente wie Gesimse, Putzspiegel, Faschen, Brüstungsfüllungen und Konsolen, welche sämtlich in Putz ausgeführt sind. Der edle Charakter der Putzsichtigkeit wird durch die braunen, unterschiedlich breiten Fenster mit ihren fein versprossten Oberlichter besonders unterstrichen. Außergewöhnlich ist die Eckgestaltung im Dachgeschoss. Hier ist in filigraner Weise ein für die Stadt Zwickau in dieser Zeit untypisches 5. Obergeschoss in Fachwerkkonstruktion ausgebildet. Der für solche Lösungen ansonsten übliche Eckturm wird einfach verschoben und flankiert nun beiderseitig das Fachwerkobergeschoss. Unter diesen beiden Türmchen befindet sich je ein über zwei Etagen reichender Erkervorbau. Ein dritter Erker markiert die äußere rechte Fensterachse am Übergang zum Nachbargebäude, im Treppenhaus Fliesen der Gebr. Lorenz Cementwarenfabrik Zwickau i. S., Sanierung 2003. | 09230837                                            |
|                                         | Mietshaus in geschlossener Bebauung | Poetenweg 9 (Karte)                      | 1909                                       | zeittypischer Putzbau mit Zierfachwerk am Erker sowie Keramikeinlegern und farbiger Putzgliederung. Viergeschossig, im Erdgeschoss vier Fensterachsen sowie Haustür mit Oberlicht und Dreieckgiebelverdachung, ab 1. Obergeschoss annähernd mittig angeordnet Erker über drei Etagen beginnend auf dreieckigem Grundriss, polygonal fortgesetzt, in der oberen Etage des Erkers mit Zierfachwerk, am Kranzgesims aufgemalter Fries mit Keramikeinlegern dekoriert, zweiachsiger Dacherker, Sanierung 1998. | 09231564                                            |
| Direkt Bild zu diesem Denkmal hochladen | Mietshaus in geschlossener Bebauung | Poetenweg 11 (Karte)                     | bez. 1904 (im Bogenfeld des Giebels)       | qualitätvoller Jugendstilbau von baugeschichtlichem und städtebaulichem Wert. Viergeschossig, im Erdgeschoss vier Fensterachsen, davon eine Achse als gebundene Fensterachse, Hauseingang ist seitlich angeordnet mit zweiflügeliger originaler Haustür mit Glaseinsätzen und gesprosstem Oberlicht, ab 1. Obergeschoss einachsiger zweigeschossiger Erker abgeschlossen durch Balkon im 3. Obergeschoss mit originalem Jugendstilgitter, alle Fenster mit gesprossten Oberlichtern, in der Mitte des Hauses über dem leicht vorspringenden Mittelrisalit geschweifter Blendgiebel, im Bogenfeld des Giebels bezeichnet 1904, Bleiglasfenster im Treppenhaus, Sanierung 1995. | 09230838                                            |
| Direkt Bild zu diesem Denkmal hochladen | Mietshaus in geschlossener Bebauung | Poetenweg 12 (Karte)                     | 1908                                       | mit Laden, qualitätvoller Putzbau mit Zierfachwerk von baugeschichtlichem und städtebaulichem Wert in sehr gutem Originalzustand. Bei dem Kulturdenkmal handelt es sich um ein viergeschossiges Mietshaus mit Putzfassade und ziegelgedecktem Mansarddach. Es wurde nach einem Entwurf des Architekten M. Kinne im Jahre 1908 errichtet. Das Gebäude ist geprägt durch einen zweiachsigen, über drei Geschosse reichenden Erker. Dieser ist im dritten Obergeschoss als Fachwerkkonstruktion ausgebildet. Wesentliche Gestaltungselemente sind die Fenster in ihren verschiedenen Formen und Größen sowie die vielen kleinen blauen Einlegefliesen. Das große dreiflügelige Hauseinfahrtstor ist bauzeitlich erhalten, ebenfalls der in der Durchfahrt seitlich gelegene Zugang zum Treppenhaus sowie das Treppenhaus selbst einschließlich der Geländer, Podestbeläge, Bleiglasfenster und Wohnungseingangstüren. Durchfahrt mit gut gestaltetem Zugang zum Treppenhaus. | 09230839                                            |
| Direkt Bild zu diesem Denkmal hochladen | Mietshaus in geschlossener Bebauung sowie Hintergebäude (ehemaliges Produktions- und Kontorgebäude, heute noch Produktion von Türen, Beutel und Verpackungen aus Papier)                                                                   | Poetenweg 13 (Karte)                     | 1903                                       | zeittypische Putzbauten mit aufwändiger Jugendstilgliederung (Vorderhaus), in sehr gutem Originalzustand von baugeschichtlichem und städtebaulichem Wert. Durchfahrt mit gut gestaltetem Zugang zum Treppenhaus, Hintergebäude: längsrechteckige Bauten winkelförmig aneinander gebaut, zweigeschossig, überdachter Eingangsbereich mit Säule mit Würfelkapitell, Segmentbogen- und Rechteckfenster, in den Giebeln auch große Rundbogenfenster, Zierfachwerk, dieses auf winkelförmigem Grundriss erbaute Kontor- und Produktionsgebäude ist mit dem Vorderhaus mit einem Verbinderbau verbunden. Vorderhaus: im Inneren sehr guter Originalzustand, das Haus heute noch nicht saniert, im Treppenhaus vier Bleiglasfenster erhalten mit Opalglaseinlagen in qualitätvoller Gestaltung, viergeschossig mit unterschiedlichen Fensteranordnungen und -formaten und Tordurchfahrt, über der Tordurchfahrt Inschrift: „Rich. Weinberger“, in der Durchfahrt grüne Fliesen an der Wand, seitlich angeordnet gewendelte einläufige Treppe als Zugang zum Treppenhaus, Treppenwange mit Wappendarstellung mit Weintrauben, Fassade mit aufwändigen Jugendstildekorationen, Putznutungen, bossierten Quadern, Gittern für Blumenkästen, Zierfachwerk, einachsigem dreigeschossigem Erker, ab 1. Obergeschoss mit abgerundeten Ecken, dreiachsiger geschweifter Ziergiebel ebenfalls mit Jugendstildekorationen. versehen | 09230840                                            |
| Direkt Bild zu diesem Denkmal hochladen | Mietshaus in geschlossener Bebauung | Poetenweg 14 (Karte)                     | 1907                                       | mit Laden, qualitätvoller Putzbau von baugeschichtlichem und städtebaulichem Wert in sehr gutem Originalzustand. Bei dem Kulturdenkmal handelt es sich um ein viergeschossiges Mietshaus mit ausgebautem Dachgeschoss, Hofdurchfahrt und Ladengeschäft. Es wurde im Jahre 1907 durch den Zwickauer Architekten A. Henning im Zeitgeschmack des Jugendstils entworfen und unter dessen Leitung errichtet. Die Fassade ist geprägt durch entstehungszeittypische Zier- und Gliederungselemente wie Schmuckplatten, Fensterverdachungen, Giebelzier und ganze Bereiche aus Betonwerkstein. Von besonderer gestalterischer Bedeutung ist der mittig angeordnete Erkervorbau, welcher nach oben hin in verschiedenen Höhen und Formen abschließt. Auch die Fenster in verschiedenen Formen und Größen haben insbesondere durch die ursprünglich vorhandene Feinversprossung der Oberlichter entscheidenden Einfluss auf die malerisch graphische Wirkung der Fassade. Bauzeitliche Ausbauelemente, wie Wohnungs- und Zimmertüren, Stuckdecken und Treppenhaus mit Geländer und Bleiglasfenstern prägen den Denkmalwert des Hauses entscheiden. Sanierung 2000. | 09230841                                            |
| Direkt Bild zu diesem Denkmal hochladen | Mietshaus in geschlossener Bebauung | Poetenweg 15 (Karte)                     | 1903                                       | zeittypischer Klinkerbau von baugeschichtlichem und städtebaulichem Wert, in sehr gutem Originalzustand. Viergeschossig, sechs Achsen, roter Klinker, Mittelrisalit mit Hauseingang, Fenster und Türen mit Kunststeineinfassung, in den Bogenfeldern stilisierte Blumendarstellungen mit Jugendstileinfluss, original erhaltene zweiflügelige Haustür mit Glaseinsätzen, dreiachsiger Blendgiebel über dem Mittelrisalit mit seitlichen Bekrönungen, Sanierung 1999. | 09230842                                            |
| Direkt Bild zu diesem Denkmal hochladen | Mietshaus in geschlossener Bebauung | Poetenweg 17 (Karte)                     | um 1900                                    | zeittypischer Klinkerbau von baugeschichtlichem und städtebaulichem Wert, in sehr gutem Originalzustand. Viergeschossig, sechs Achsen, zweiachsiger Mittelrisalit, Segment-, Rundbogen- bzw. Rechteckfenster, der Hauseingang ist seitlich angeordnet mit Korbbogen abschließend, zweiflügelige originale Haustür mit Glaseinsätzen sowie Oberlicht mit geschweiften Sprossen, die Fenster sind dem Original nachgebildet, die Fassade ist mit orangeroten Klinkern verblendet, die Fensteröffnungen sind gerahmt von profilierten Kunststeingewänden, über dem Mittelrisalit einachsiger Blendgiebel, Sanierung 1997. | 09230843                                            |
|                                         | Mietshaus in geschlossener Bebauung, Teil eines Doppelhauses (zugehörig Nr. 20) | Poetenweg 18 (Karte)                     | 1907                                       | qualitätvoller Jugendstilbau von baukünstlerischem Wert. Viergeschossig, fünf Achsen, im Erdgeschoss Putznutung und aufwändige Putz-Stuck-Dekorationen (durch Jugendstil beeinflusst), alle Fenster mit gesprossten Oberlichtern, teilweise geschweifte Sprossen, auf dem Mittelsteg gezeichnet mit geschnitzten Initialen „E O“, mittig angeordnet einachsiger dreigeschossiger Hauseingang seitlich angeordnet, zweiflügelige Haustür mit gesprossten Glaseinsätzen, von der Haustür durch Steinsteg getrennt – das Oberlicht mit geschweiften Sprossen, mittig angeordnet einachsiger dreigeschossiger Erker, im Giebelbereich mit aufwändiger Putz-Stuck-Dekoration u. a. Darstellung eines Adlers, der Blendgiebel des Hauses mit aufwändiger qualitätvoller Jugendstil-Putz-Stuck-Dekoration, zwischen dem 1. u. 2. Obergeschoss sowie im Traufbereich gelbe Keramikeinleger, Sanierung 1996. | 09230844                                            |
| Direkt Bild zu diesem Denkmal hochladen | Mietshaus in Ecklage in geschlossener Bebauung, Teil eines Doppelhauses | Poetenweg 20 (Karte)                     | 1910                                       | qualitätvoller Jugendstilbau von baukünstlerischer und städtebaulicher Bedeutung (zugehörig Nummer 18). schmaler viergeschossiger Putzbau mit Rechteck- und Segmentbogen- bzw. Korbbogenfenstern, die Oberlichter der Fenster mit Sprossenteilung, teilweise mit geschweiften Sprossen, Haustür original mit gesprossten Glaseinsätzen, durch Steinsteg davon getrennt das Oberlicht – ebenfalls mit geschweiften Sprossen, auf dem Mittelsteg gezeichnet mit geschnitzten Initialen „E O“, im Erdgeschoss Putznutung, zwischen dem 1. u. 2. Obergeschoss sowie im Traufbereich gelbe Keramikeinleger, ansonsten ornamentale geometrische Putz-Stuck-Dekorationen, Sanierung 1996. | 09230845                                            |
| Direkt Bild zu diesem Denkmal hochladen | Mietshaus in Ecklage und geschlossener Bebauung | Poetenweg 22 (Karte)                     | 1906                                       | markantes Jugendstilgebäude in sehr gutem Originalzustand, als Teil eines zeitgleich in ähnlicher Weise gestalteten Straßenzuges von baugeschichtlichem und städtebaulichem Wert (s. auch Poetenweg 24, 26 u. oder sowie Moritzstraße 14). Viergeschossiger, vierachsiger Putzbau, davon eine Fensterachse als gebundene Fensterachse ausgebildet, Hauseingang seitlich, das Oberlicht durch massiven Kämpfer getrennt vom Türblatt, einflügelige Haustür mit zwei feststehenden Seitenteilen, alle Fenster vorbildgerecht erneuert mit gesprossten grün verglasten Oberlichtern, annähernd mittig angeordneter einachsiger Erker über drei Etagen, zeittypische Jugendstildekorationen an der Fassade u. a. stilisierte Blumenornamente, über dem Hauseingang Kopfdarstellung, gleiche Gestaltung der Fassade am Poetenweg, als Eckhaus ausgebildet, sehr schmal nach hinten verlaufend, mit weiterem dreigeschossigem Erker auf halbrundem Grundriss an der Hausecke, dessen Brüstungsfelder mit Putzstuckdekorationen versehen, Sanierung 1998- | 09230846                                            |
| Direkt Bild zu diesem Denkmal hochladen | Mietshaus in geschlossener Bebauung | Poetenweg 24 (Karte)                     | 1905                                       | markantes Jugendstilgebäude in sehr gutem Originalzustand, als Teil eines zeitgleich in ähnlicher Weise gestalteten Straßenzuges von baugeschichtlichem und städtebaulichem Wert (s. auch Poetenweg 22, 26 u. Moritzstraße 14). Viergeschossiger, vierachsiger Putzbau, davon eine Fensterachse als gebundenes Fenster ausgebildet, Hauseingang seitlich, das Oberlicht durch massiven Kämpfer getrennt vom Türblatt, einflügelige Haustür mit zwei feststehenden Seitenteilen, alle Fenster vorbildgerecht erneuert mit gesprossten Oberlichtern, annähernd mittig angeordneter einachsiger Erker, zeittypische Jugendstildekorationen an der Fassade u. a. stilisierte Blumenornamente, über dem Hauseingang Kopfdarstellung, Sanierung 2000. | 09230847                                            |
| Direkt Bild zu diesem Denkmal hochladen | Mietshaus in geschlossener Bebauung | Poetenweg 26 (Karte)                     | 1905                                       | markantes Jugendstilgebäude in sehr gutem Originalzustand, als Teil eines zeitgleich in ähnlicher Weise gestalteten Straßenzuges von baugeschichtlichem und städtebaulichem Wert (s. auch Poetenweg 22, 24 u. Moritzstraße 14). Viergeschossiger, vierachsiger Putzbau, davon eine Fensterachse als gebundene Fenster ausgebildet, Hauseingang seitlich, dessen Oberlicht durch massiven Kämpfer getrennt vom Türblatt, einflügelige Haustür mit zwei feststehenden Seitenteilen, alle Fenster vorbildgerecht erneuert mit gesprossten Oberlichtern, annähernd mittig angeordneter einachsiger Erker, über drei Etagen, zeittypische Jugendstildekorationen an der Fassade u. a. stilisierte Blumenornamente, über dem Hauseingang Kopfdarstellung, Sanierung 1995. | 09230848                                            |
| Direkt Bild zu diesem Denkmal hochladen | Mietshaus in geschlossener Bebauung | Poetenweg 28 (Karte)                     | 1901                                       | zeittypischer Klinkerbau, als Teil eines zeitgleich entstandenen Straßenzuges von baugeschichtlicher und städtebaulicher Bedeutung (siehe auch Moritzstraße 13 und Poetenweg 30, 32, 34). Viergeschossig, sechs Achsen, Mittelrisalit über zwei Achsen, ähnliche Gestaltung wie Nachbarhäuser, Haustür original erhalten, Kämpfer und Oberlichtteilung massiv ausgebildet, Sanierung 1993. | 09230849                                            |
| Direkt Bild zu diesem Denkmal hochladen | Mietshaus in geschlossener Bebauung | Poetenweg 30 (Karte)                     | 1902                                       | mit Laden, zeittypischer Klinkerbau, als Teil eines zeitgleich entstandenen Straßenzuges von baugeschichtlichem und städtebaulichem Wert (siehe auch Moritzstraße 13 und Poetenweg 28, 32, 34). breit gelagerter Klinkerbau, sechs Achsen, viergeschossig, Mittelteil über zwei Achsen ab 1. Obergeschoss erkerartig leicht vorspringend, Fenster und Türen mit Kunststeingewänden eingefasst bzw. bekrönt, die Fenstergewände mit Stabprofilierung, im Erdgeschoss Rundbogenfenster, in den Obergeschoss Segmentbogen- bzw. Rechteckfenster, der Hauseingang seitlich angeordnet mit Korbbogen abschließend mit zweiflügeliger originaler Haustür mit Glaseinsätzen und Oberlicht mit geschweiften Sprossen, seitlich originaler Laden, Sanierung 1999. | 09230850                                            |
| Direkt Bild zu diesem Denkmal hochladen | Mietshaus in geschlossener Bebauung mit Gedenktafel für den Erzgebirgssänger Hans Soph | Poetenweg 32 (Karte)                     | 1902                                       | zeittypischer Klinkerbau von städtebaulicher und baugeschichtlicher Bedeutung (siehe auch Moritzstraße 13 und Poetenweg 28, 30, 34). sechs Achsen, vier Geschosse, orangeroter Klinker, Mittelrisalit, Fenster und Türen mit Kunststein eingefasst, teilweise profiliert, originale Haustür zweiflügelig mit Glaseinsätzen, geschweiften Sprossen sowie Oberlicht, neben dem Hauseingang Gedenktafel für Hans Soph mit der Inschrift: „IN DIESEM HAUSE LEBTE DER ERZGEBIRGS-SÄNGER/HANS/SOPH/1869–1954“, Sanierung 1997 und 2005. | 09230851                                            |
| Direkt Bild zu diesem Denkmal hochladen | Mietshaus in geschlossener Bebauung | Poetenweg 34 (Karte)                     | 1902                                       | zeittypischer Klinkerbau, als Teil eines zeitgleich erbauten und ähnlich gestalteten Straßenzuges von städtebaulicher Bedeutung und baugeschichtlichem Wert (siehe auch Moritzstraße 13 und Poetenweg 28, 30, 32, 36). Viergeschossig, fünf Achsen, seitlich einachsiger Risalit, orangeroter Klinker, originale zweiflügelige Haustür mit Oberlicht Glaseinsätze mit geschweiften Sprossen und Füllungen mit geschnitzten Bäumchen, Rechteckfenster, Sandsteinfenstereinfassungen bzw. Bekrönungen, teilweise mit Profilierungen und Kielbögen dekoriert, im Inneren originale Wohnungstüren und Terrazzoböden sowie in der Vorhalle Deckengemälde mit Darstellung von Kranichen (an chin. Malerei erinnernd), Eisentreppengeländer mit Holzhandlauf aus der Erbauungszeit, Sanierung 1991. | 09230852                                            |
| Direkt Bild zu diesem Denkmal hochladen | Mietshaus in geschlossener Bebauung | Poetenweg 36 (Karte)                     | 1900                                       | bemerkenswerter architektonisch aufwändig gegliederter Klinkerbau von baukünstlerischem und städtebaulichem Wert (zugehörig Nummer 28, 30, 32 und 34 sowie Moritzstr. 13), Teil der Platzfront des ehemaligen Schützenplatzes. 3 × 1 × 10 Achsen, Fenster mit Bleiglasoberlichtern, originale Haustür, bemerkenswertes Treppenhaus, bezeichnet an den Giebelfeldern des Eckrisalites „Emil Otto 1900“ und am Erker: „Wer Gott vertraut hat wohl gebaut“, breit gelagerter viergeschossiger Klinkerbau mit unterschiedlichen Fensterformaten, im Erdgeschoss Rundbogenfenster, in den Obergeschoss Rechteckfenster bzw. Segmentbogenfenster, Eckrisalit polygonal ausgebildet mit Putznutung und mit Laden, Ladentür und Schaufenster verändert, an der Ecke ab 1. Obergeschoss viergeschossiger Erker auf rechteckigem Grundriss scheinbar gestützt von Konsolen (Zinkblech gestrichen), im Poetenweg weiterer dreigeschossiger Erker ebenfalls auf rechteckigem Grundriss, die Hauseingangs- und Ladentür von gedrehten Säulen flankiert, originale einflügelige Haustür mit zwei feststehenden Seitenteilen und Oberlicht, Glasausschnitte mit Ziergittern in Jugendstilornamentik über der Tür Frauenkopf, im Erdgeschoss vier Gaffköpfe zwischen den Fenstern (Jägerdarstellungen), Fenster im Obergeschoss mit Oberlichtern mit Bleirutenverglasung, Fensterbrüstungen teilweise mit Kunststeinreliefs verziert u. a. Wappendarstellungen, aufwändig gestaltete Dachhäuser mit Segmentbogenabschluss, im Bogenfeld Muscheldekoration, bekrönt von Steinkugeln, aufwändige Fassade, wichtig für das Ortsbild, Fassade zum Platz der Völkerfreundschaft ausgerichtet, im Inneren in der Vorhalle Stuckdecke sowie im Treppenhaus Bleiglasfenster aus der Erbauungszeit, Sanierung 1993 und 1998. | 09230853                                            |
|                                         | Platzanlage | Römerplatz (Karte)                       | 1889/1890 angelegt                         | ausgedehnter Platz mit mittig angeordneter Grünanlage und Alleebäumen, von stadtgeschichtlicher und städtebaulicher Bedeutung. beiderseits flankiert von mehrgeschossigen Mietshäusern aus der Zeit vor 1900, vor den Häusern Straße für den Anliegerverkehr mit Gehweg, Grünanlage heute mittig, in der Mittelachse Durchfahrtsstraße für den Hauptverkehrsstrom, die wieder rückgebaut werden soll, die Straße flankiert von Lindenbäumen. | 09231719                                            |
| Direkt Bild zu diesem Denkmal hochladen | Mietshaus mit Hintergebäude in geschlossener Bebauung | Römerplatz 4 (Karte)                     | 1910 (Hintergebäude)                       | breit gelagerter Putzbau, Teil der geschlossenen Platzfront, von städtebaulicher und baugeschichtlicher Bedeutung. ehemals dreigeschossiger Putzbau, bei der Sanierung 1999 um ein Geschoss erweitert, ursprünglich aus zwei Mietshäusern hervorgegangen, rechter Gebäudeteil original, linke Hälfte 1999 kopieartig angebaut, als Teil einer geschlossenen Platzfront, von städtebaulicher Bedeutung, Hintergebäude: zweigeschossig in Klinkermischbauweise, Obergeschoss verputzt, Erdgeschoss in Ziegelrohbau, ohne Gurtgesims, Übergang in einer Wellenlinie verlaufend, weist Elemente des späten Jugendstils auf, ursprünglich Werkstattgebäude, heute Wohnhaus, Sanierung 1999. | 09231737                                            |
| Direkt Bild zu diesem Denkmal hochladen | Mietshaus in geschlossener Bebauung, heute mit Kirchensaal der Altlutheraner im Erdgeschoss und im Hintergebäude | Römerplatz 5 (Karte)                     | bez. 1887/1888 errichtet                   | ehemals mit Schankwirtschaft Zur Römerhalle, städtebaulich markanter Klinkerbau von geschichtlicher und baugeschichtlicher Bedeutung Im Erdgeschoss Kirchensaal der St. Petri Gemeinde. Innenausstattung in moderner, gotisierender Art mit Balkendecke. Bleiglasfenster mit Symboldarstellung (Wort-Taufe-Abendmahl-Lutherrose), viergeschossiger orangeroter Klinkerbau, breit gelagert, sechs Achsen, zwei Seitenrisalite hier gekoppelte Fenster, jeweils ein Eingang und Dacherker, im Erdgeschoss mit Inschrift am Seitenrisalit, s. Bauwerksname bezeichnet 1887/1888, aufwändig gestaltet, im Inneren Kirchensaal, der vom Erdgeschoss des Vorderhauses in das Hintergebäude hinüber reicht, der Denkmalwert des Hauses ergibt sich aus dem baugeschichtlichen und dem städtebaulichen Wert als Teil der geschlossenen Platzfront des Römerplatzes, Sanierung 1999. | 09230872                                            |
| Direkt Bild zu diesem Denkmal hochladen | Mietshaus in geschlossener Bebauung | Römerplatz 6 (Karte)                     | 1883                                       | mit Laden, zeittypischer, architektonisch anspruchsvoller Putzbau von städtebaulicher und baugeschichtlicher Bedeutung. Dreigeschossiger Putzbau mit zeittypischer Fassadengliederung leicht vereinfacht, die Fenster wurden dem Original nachgebildet, der Dacherker wurde leicht baulich vereinfacht, trotzdem sehr guter Originalzustand, nachträglicher Ladeneinbau von 1913 wichtig als Teil der geschlossenen Platzfront am Römerplatz, der Denkmalwert ergibt sich aus dem städtebaulichen und baugeschichtlichen Wert, Sanierung 1996. | 09230873                                            |
| Direkt Bild zu diesem Denkmal hochladen | Mietshaus in Ecklage in geschlossener Bebauung | Römerplatz 8 (Karte)                     | 1889                                       | mit Laden, architektonisch aufwändig gestalteter Klinkerbau von städtebaulichem und baugeschichtlichem Wert. Viergeschossiger orangegelber Klinkerbau, 7 × 1 × 5 Achsen, im Erdgeschoss mit nachträglich eingebrachten Schaufenstern, seitlich Toreinfahrt mit originalem zweiflügeligem Holztor mit Oberlicht, Balkons an der Hausecke mit qualitätvoll gestalteten schmiedeeisernen Balkongeländern, die Fensterbrüstungen teilweise mit eingestellten Docken, Fensterverdachungen: waagerechte Gebälke sowie Dreieckgiebel. Der Denkmalwert des Hauses ergibt sich auf Grund seiner baukünstlerischen Qualität, aus seinem baugeschichtlichen Wert sowie aus seinem städtebaulichen Wert als markanter Eckbau am Römerplatz. Sanierung 1999. | 09230874                                            |
| Direkt Bild zu diesem Denkmal hochladen | Mietshaus, Teil eines Doppelwohnhauses | Römerplatz 9 (Karte)                     | 1891                                       | aufwändig gestaltetes Gebäude in Klinkermischbauweise, von baugeschichtlichem und städtebaulichem Wert (s. auch Römerplatz 10). Gebäude in Klinkermischbauweise mit orangeroten Klinkern in den Obergeschossen und Sandsteinverkleidung im Erdgeschoss, aufwändige Fassadengestaltung mit originaler, zweiflügeliger Haustür mit Ziervergitterung und Korbbogenoberlicht, den Originalen nachempfundene Fenster, Der Denkmalwert des Hauses ergibt sich aus seinem baugeschichtlichem Wert auf Grund seiner aufwändigen Fassadengestaltung und dem baugeschichtlichen Wert als Teil des geschlossen erhaltenen Bauensembles entlang des Römerplatzes, bezeichnet in der Ziervergitterung der Tür W.J. nach dem Baumeister Wilhelm Junghans, im Erdgeschoss zwei Fenster zu Schaufenstern erweitert, ein Fenster zum Ladeneingang umgebaut, Sanierung 1999. | 09230875                                            |
| Direkt Bild zu diesem Denkmal hochladen | Mietshaus in geschlossener Bebauung, Teil eines Doppelwohnhauses | Römerplatz 10 (Karte)                    | bez. 1891                                  | mit Laden, aufwändig gestaltetes Gebäude in Klinkermischbauweise von baugeschichtlichem und städtebaulichem Wert (s. auch Römerplatz 9). aufwändig gestaltetes Gebäude in Klinkermischbauweise mit Loggien und originaler Haustür, Loggien mit Balustradenbrüstung aus Sandstein, die Fenster wurden dem Original nachgebildet, in Obergeschossen orangegelber Klinker, das Erdgeschoss mit Sandsteinverkleidung, Der Denkmalwert des Hauses ergibt sich aus dem städtebaulichen Wert als Teil der geschlossen erhaltenen Mietshausfront entlang des Römerplatzes und aus dem baugeschichtlichen Wert als original erhaltenes qualitätvolles Beispiel der Bauweise um 1900, Sanierung 1999. | 09230876                                            |
| Direkt Bild zu diesem Denkmal hochladen | Mietshaus mit nachträglich eingerichteten Läden in geschlossener Bebauung | Römerplatz 11 (Karte)                    | 1889                                       | breit gelagertes Gebäude in Klinkermischbauweise mit anspruchsvoller Fassadengestaltung von baugeschichtlichem und städtebaulichem Wert. Viergeschossiges Haus in Klinkermischbauweise, im Erdgeschoss Sandsteinverkleidung mit aufwändiger Gliederung und Tordurchfahrt, in den Obergeschossen orangeroter Klinker, mittig angeordnet Balkon mit Balusterbrüstung sowie in den Obergeschossen aufwändig gestaltete Fassadengliederung mit Gesimsen und Fensterverdachungen, aufgearbeitete Treppenhausfenster mit Bleiverglasung und originale Wohnungseingangstüren. Der Denkmalwert des Hauses ergibt sich aus dem städtebaulichen Wert als Teil der Platzrandbebauung des Römerplatzes sowie aus dem baugeschichtlichen Wert als aufwändig gestaltetes Beispiel der Bauweise um die Jahrhundertwende. Im Hof zwei Gebäudeflügel der ehemaligen Likörfabrik Nobis & Hartung die 1907 gegründet wurde. Sanierung 1999. | 09230877                                            |
| Direkt Bild zu diesem Denkmal hochladen | Mietshaus in geschlossener Bebauung, Teil einer gleichartig gestalteten Viererhausgruppe | Römerplatz 12 (Karte)                    | 1891                                       | städtebaulich und baugeschichtlich bedeutsames Gebäude in sehr gutem Originalzustand (s. auch Römerplatz Nummer 13, 14 und 15). Viergeschossiger Klinkerbau in der gleichen Gestaltung wie die Nummer 13, 14 und 15, bildet mit diesen Gebäuden ein einheitliches Hausensemble entlang des Römerplatzes, sehr guter Originalzustand, Fenster im Erdgeschoss, 1. Obergeschoss und 2. Obergeschoss sowie Haustor, Fassadengestaltung und Innentüren im Original erhalten, Der Denkmalwert des Hauses ergibt sich aus seinem baugeschichtlichen Wert auf Grund der qualitätvollen Fassadengestaltung und des sehr guten Originalzustandes und seines städtebaulichen Wertes auf Grund seiner Lage als Teil eines geschlossenen Hausensembles entlang des Römerplatzes. | 09230878                                            |
| Direkt Bild zu diesem Denkmal hochladen | Mietshaus in geschlossener Bebauung, Teil einer Viererhausgruppe | Römerplatz 13 (Karte)                    | 1891                                       | architektonisch anspruchsvoll gestalteter Klinkerbau von städtebaulichem und baugeschichtlichem Wert (s. auch Römerplatz 12, 14 u. 15). Viergeschossiger Klinkerbau, orangerot, gleiche Gestaltung wie Nachbarhäuser 12 und 14, anspruchsvolle Fassadengestaltung und sehr guter Originalzustand. So blieben z. B. die Fenster und Türen sowie die Fassadengestaltung original erhalten. Der Denkmalwert ergibt sich aus dem baugeschichtlichen und dem städtebaulichen Wert. | 09230879                                            |
| Direkt Bild zu diesem Denkmal hochladen | Mietshaus in geschlossener Bebauung, Teil einer einheitlich gestalteten Viererhausgruppe | Römerplatz 14 (Karte)                    | 1891                                       | qualitätvoll gestalteter Klinkerbau von baugeschichtlichem und städtebaulichem Wert (s. auch Römerplatz Nummer 12, 13 u. 15). Viergeschossiger Klinkerbau mit orangegelben Klinkern, originaler Fassadengestaltung, die Türen und Fenster wurden erneuert, Der Denkmalwert des Hauses ergibt sich aus dem baugeschichtlichen Wert als zeittypisches Beispiel der Bauweise um die Jahrhundertwende und aus dem städtebaulichen Wert als Teil eines geschlossenen Ensembles entlang des Römerplatzes. Sanierung 1994. | 09230880                                            |
| Direkt Bild zu diesem Denkmal hochladen | Mietshaus in Ecklage in geschlossener Bebauung, Teil einer einheitlich gestalteten Viererhausgruppe | Römerplatz 15 (Karte)                    | 1892                                       | aufwändig gestalteter Klinkerbau von städtebaulichem und baugeschichtlichem Wert (s. auch Römerplatz Nummer 12, 13 u. 14). Klinkerbau mit orangeroten und roten Klinkern, viergeschossig, 6 × 1 × 4 Achsen, gleiche Gestaltung wie die Nachbarbebauung. Der Denkmalwert des Hauses ergibt sich aus dem baugeschichtlichen und dem städtebaulichen Wert. Sanierung 1994. | 09230881                                            |
| Direkt Bild zu diesem Denkmal hochladen | Mietshaus in geschlossener Bebauung | Römerstraße 1 (Karte)                    | 1868                                       | zeittypischer Putzbau, von baugeschichtlichem und städtebaulichem Wert. Zweigeschossiger breit gelagerter Putzbau, nach Entwurf von Möckel entstanden und später überformt, aus diesem Grund von baugeschichtlichem Wert, bemerkenswerte Dachgestaltung mit Dacherkern bzw. Gauben mit Schwebegiebeln, originale Haustür – zweiflügelig mit Ziervergitterungen in den Oberlichtern erhalten, die Ziervergitterungen (Rankenwerk mit Blättern), die Giebelgestaltung in der für Möckel charakteristischen Klinkermischbauweise mit spitzbogigen Blendarkaden, angebautes Hintergebäude mit gleicher Giebelgestaltung wie das Hauptgebäude, dort die Initialen GLM in Schmiedeeisen für Gotthilf Ludwig Möckel. | 09230882                                            |
| Direkt Bild zu diesem Denkmal hochladen | Mietshaus mit Gaststätte in geschlossener Bebauung | Römerstraße 2 (Karte)                    | 1868                                       | typischer Klinkerbau der Hannoveraner Schule, Bauwerk von Gotthilf Ludwig Möckel, Teil eines zeitgleich gebauten und einheitlich gestalteten Straßenzuges von baukünstlerischer, baugeschichtlicher und städtebaulicher Bedeutung (siehe auch Römerstraße 4, 6, 8). Zweigeschossiger, sechsachsiger Bau in Klinkermischbauweise in der für die Hannoveraner Gegend typischen Backsteingotik, mit Gesimsen und Fenstereinfassungen durch Klinker, Konsolfries sowie zwei markanten Dacherkern, spitzbogige Türeinfassungen, als charakteristisches Beispiel der Bauauffassung von Möckel, von großer baukünstlerischer und baugeschichtlicher Bedeutung, zusätzlich städtebauliche Bedeutung als Teil eines gleichartig gestalteten Straßenzuges. | 09230883                                            |
|                                         | Mietshaus in Ecklage in geschlossener Bebauung | Römerstraße 2a (Karte)                   | 1869                                       | mit Laden, städtebaulich markanter Putzbau, von baugeschichtlichem Wert. Dreigeschossiger, regelmäßig gestalteter Putzbau mit gequaderten Ecklisenen und Fensterbankgesimsen, typisches Beispiel der Bauzeit, daher von baugeschichtlichem Wert, städtebaulich dominant durch die Ecklage, relativ guter Originalzustand, wenngleich die Fenster und auch die Schaufenster verändert sind, mit zweigeschossigem Seitenflügel und großer Tordurchfahrt in der Römerstraße. | 09230884                                            |
| Direkt Bild zu diesem Denkmal hochladen | Mietshaus in geschlossener Bebauung | Römerstraße 4 (Karte)                    | 1868                                       | zeittypisches Gebäude in Klinkermischbauweise nach Hannoveraner Schule, von großer baugeschichtlicher und baukünstlerischer Bedeutung sowie städtebaulicher Wert (siehe auch Römerstraße 2, 6, 8). Weitestgehend original erhaltenes Zimmer im Hintergebäude, mit Tapeten, Türen und Ofen. Balkontür mit Glasmalerei und Balkon mit schmiedeeisernem Geländer. Typisches nach Entwurf von Möckel gebautes Gebäude in Klinkermischbauweise, im Hof zwei Balkone aus der Erbauungszeit mit schmiedeeisernen Balkongittern in singulärer Ausführung, eine Balkontür mit Butzenscheiben und Farbglaseinsatz mit Landschaftsdarstellung, originale Ausstattung in diesem Zimmer im 2. Obergeschoss, Haustür und Fenster dem Original nachempfunden, typische Gestaltungsmerkmale der Bauten von Möckel. | 09230885                                            |
| Direkt Bild zu diesem Denkmal hochladen | Mietshaus in geschlossener Bebauung | Römerstraße 6 (Karte)                    | 1868                                       | als typisches Beispiel der Bauweise des Baumeisters Möckel von großer baukünstlerischer und baugeschichtlicher Bedeutung sowie städtebaulichem Wert (siehe auch Römerstraße 2, 4, 8). Dreigeschossiger Bau mit sieben Achsen und Mittelrisalit in Klinkermischbauweise, Beispiel der Hannoveraner Schule, neogotische Bauweise mit Konsolfriesen, Gesimsen aus profilierten Klinkern, Spitzbogen- und Segmentbogenfenster, dominanter Frontgiebel. | 09230886                                            |
| Direkt Bild zu diesem Denkmal hochladen | Mietshaus in geschlossener Bebauung | Römerstraße 7 (Karte)                    | 1872                                       | zeittypischer baulich vereinfachter Putzbau, von städtebaulichem Wert. Haus sollte möglichst aus der Denkmalliste gestrichen werden, weil es in seiner äußeren Gestaltung u. a. durch zu große Gauben stärker verändert ist und somit nicht mehr die Bauweise seiner Zeit exemplarisch dokumentiert. | 09230887                                            |
| Direkt Bild zu diesem Denkmal hochladen | Mietshaus in geschlossener Bebauung | Römerstraße 8 (Karte)                    | 1868                                       | zeittypischer qualitätvoller Bau in Klinkermischbauweise, typisches Beispiel der Bauweise des Baumeisters Möckel, von großer baukünstlerischer, baugeschichtlicher und städtebaulicher Bedeutung (siehe auch Römerstraße 2, 4, 6). zweigeschossiger Bau mit Seitenrisalit und Konsol- und Würfelfries am Kranzgesims, Tür- und Fensternachbau nach historischem Vorbild. | 09230888                                            |
| Direkt Bild zu diesem Denkmal hochladen | Mietshaus in geschlossener Bebauung | Römerstraße 9 (Karte)                    | 1874                                       | schlichter zeittypischer Putzbau von städtebaulichem und baugeschichtlichem Wert (ähnliche Gestaltung wie Nummer 11). einfacher Bau, der ein Beispiel für die frühe Erbauungszeit darstellt. Der Denkmalwert ergibt sich in diesem Fall aus dem baugeschichtlichen und städtebaulichen Wert, dieses Gebäude im Vergleich zur Nachbarbebauung noch am besten erhalten. | 09230889                                            |
| Direkt Bild zu diesem Denkmal hochladen | Mietshaus in geschlossener Bebauung | Römerstraße 11 (Karte)                   | 1874                                       | schlichter zeittypischer Putzbau von städtebaulichem Wert. vermutlich stärker vereinfachter Putzbau, zweigeschossig, fünf Achsen. | 09230890                                            |
| Direkt Bild zu diesem Denkmal hochladen | Mietshaus in Ecklage in geschlossener Bebauung | Römerstraße 13 (Karte)                   | 1874                                       | mit Laden, schlichter, baulich vereinfachter Putzbau von städtebaulicher Bedeutung. Zweigeschossiger Putzbau mit polygonaler Eckausbildung mit komplett veränderter Ladenfront und vereinfachter Fassadengestaltung, sollte möglichst aus der Denkmalliste gestrichen werden. | 09230891                                            |
| Direkt Bild zu diesem Denkmal hochladen | Mietshaus in Ecklage in geschlossener Bebauung | Römerstraße 14 (Karte)                   | bez. 1875                                  | markanter Eckbau von großer städtebaulicher, baugeschichtlicher und baukünstlerischer Bedeutung (zugehörig Nummer 16, 18, 20, 22, 24, 26, 28 und 30 sowie Bosestraße 29). Beispiel der Bauweise des Baumeisters Möckel, Teil eines geschlossenen Wohnquartiers bzw. Häuserzeile in gleicher Gestaltungsweise. Die Bauten sind durch die Hannoveraner Schule bzw. die Backsteingotik stark beeinflusst, alle weisen ähnliche Gestaltungsmerkmale auf. Die Bauten sind geprägt durch große Putzflächen, gegliedert von Klinkergestaltungselementen – Klinkerdekorationen, Fenstereinfassungen bzw. Gesimsen der verschiedenen Art. Dieser Bau zeichnet sich durch die reiche Dachgliederung aus, u. a. ein Turm mit Pyramidenstumpf und aufwändig gegliederten Dacherkern bzw. Gauben mit gebunden Fenstern und Rundfenstern, im Erdgeschoss Gaststätte. Die Hauszeile 16, 18, 20, 22, 24, 26, 28 und 30 ist als ein Straßenzug komponiert. Die beiden Eckgebäude weisen die gleiche Gestaltung auf. Der gesamte Straßenzug ist spiegelbildlich mit dominantem Mittelbau. Die Gebäude dieser Straßenzeile sind sozialer Wohnungsbau und alle von Gotthilf Ludwig Möckel entworfen. | 09230892                                            |
| Direkt Bild zu diesem Denkmal hochladen | Mietshaus in Ecklage in geschlossener Bebauung | Römerstraße 15 (Karte)                   | 1874                                       | mit Laden, zeittypischer Putzbau von städtebaulichem Wert. Dreigeschossiger, teilweise viergeschossiger Putzbau in traditioneller Gestaltung mit waagerechten Fensterverdachungen bzw. Dreieckgiebelverdachungen und Segmentbogenverdachungen, Tordurchfahrt, der Laden heute verändert, als Teil einer zeitgleichen Bebauung von städtebaulicher Bedeutung. | 09230893                                            |
| Direkt Bild zu diesem Denkmal hochladen | Mietshaus in geschlossener Bebauung | Römerstraße 16 (Karte)                   | 1874                                       | charakteristisches Gebäude in Klinkermischbauweise, von großer baukünstlerischer, baugeschichtlicher und städtebaulicher Bedeutung (s. auch Nummer 14, 18, 20, 22, 24, 26, 28 und 30 sowie Bosestraße 29). s. Nummer 18, zweigeschossig, fünfachsig, Hauseingang seitlich, Haustür und Fenster nachempfunden. | 09230894                                            |
| Direkt Bild zu diesem Denkmal hochladen | Mietshaus in geschlossener Bebauung | Römerstraße 18 (Karte)                   | 1874                                       | charakteristisches Gebäude in Klinkermischbauweise, von großer baukünstlerischer, baugeschichtlicher und städtebaulicher Bedeutung (s. auch Nummer 14, 16, 20, 22, 24, 26, 28 und 30 sowie Bosestraße 29). s. auch Nummer 16, zweigeschossig, fünfachsig, Hauseingang seitlich, Haustür und Fenster nachempfunden. | 09230895                                            |
| Direkt Bild zu diesem Denkmal hochladen | Mietshaus mit nachträglich eingebauten Läden in geschlossener Bebauung | Römerstraße 20 (Karte)                   | 1876                                       | typisches, nach Entwurf von Möckel entstandenes Wohnhaus in Klinkermischbauweise, baulich leicht überformt, von baukünstlerischer und baugeschichtlicher sowie städtebaulicher Bedeutung (s. auch Nummer 14, 16, 18, 22, 24, 26, 28 und 30 sowie Bosestraße 29). | 09230896                                            |
| Direkt Bild zu diesem Denkmal hochladen | Mietshaus in geschlossener Bebauung mit nachträglich eingefügten Läden und großer Tordurchfahrt | Römerstraße 22 (Karte)                   | 1876                                       | als Mittelbau des Straßenzuges von großer städtebaulicher Bedeutung sowie von baukünstlerischer und baugeschichtlicher Bedeutung (s. auch Nummer 14, 16, 18, 20 24, 26, 28 und 30 sowie Bosestraße 29). s. Nachbarhäuser, gleiche Gestaltung, lediglich dreigeschossig, siebenachsig, breit gelagerter Bau, im Erdgeschoss mit Schaufenstern. | 09230897                                            |
| Direkt Bild zu diesem Denkmal hochladen | Mietshaus in geschlossener Bebauung | Römerstraße 23 (Karte)                   | 1884                                       | architektonisch anspruchsvoller Putzbau in sehr gutem Originalzustand, von baukünstlerischer, baugeschichtlicher und städtebaulicher Bedeutung. Dreigeschossiger Putzbau mit Mittelrisalit und reicher Fassadendekoration u. a. durch verkröpfte Gurtgesimse, Putznutungen, aufwändig gestaltete Fenstergewände sowie Fensterverdachungen mit waagerechtem Gebälk oder Dreieckgiebel sowie Dreieckgiebel am Mittelrisalit, original erhaltenes Tor, bezeichnet. AM | 09230898                                            |
| Direkt Bild zu diesem Denkmal hochladen | Mietshaus in geschlossener Bebauung | Römerstraße 24 (Karte)                   | 1876                                       | aufwändig gestaltetes Gebäude in Klinkermischbauweise, gleiche Gestaltung wie Nummer 22, von großer baugeschichtlicher und baukünstlerischer Bedeutung sowie städtebaulichem Wert (s. auch Nummer 14, 16, 18, 20 22, 26, 28 und 30 sowie Bosestraße 29). s. Nachbarhäuser u. a. Nummer 22, zwei Fensterachsen zu Schaufenstern heruntergezogen. | 09230899                                            |
| Direkt Bild zu diesem Denkmal hochladen | Mietshaus in geschlossener Bebauung | Römerstraße 25 (Karte)                   | 1886                                       | zeittypischer Putzbau von baugeschichtlichem und städtebaulichem Wert. Dreigeschossiger vierachsiger Putzbau in zeittypischer Gestaltungsweise, so u. a. Fenstergewände und Fensterverdachungen, originaler Haustür. Der Denkmalwert ergibt sich aus dem baugeschichtlichen und städtebaulichen Wert. | 09230900                                            |
| Direkt Bild zu diesem Denkmal hochladen | Mietshaus in geschlossener Bebauung | Römerstraße 26 (Karte)                   | 1877                                       | zeittypisches Gebäude in Klinkermischbauweise, von großer baukünstlerischer, baugeschichtlicher sowie städtebaulicher Bedeutung (s. auch Nummer 14, 16, 18, 20 22, 24, 28 und 30 sowie Bosestraße 29). s. Nachbarbebauung | 09230901                                            |
| Direkt Bild zu diesem Denkmal hochladen | Mietshaus in geschlossener Bebauung in Ecklage | Römerstraße 27 (Karte)                   | 1887                                       | mit Laden, zeittypischer Putzbau von städtebaulicher und baugeschichtlicher Bedeutung. Viergeschossiger Putzbau mit polygonaler Eckausbildung, dort Balkone auf verzierten Konsolsteinen, die Fassade durch Putznutung, Gesimse und Fensterverdachungen geschmückt. Der baugeschichtliche Wert ergibt sich aus dem guten Originalzustand in der zeittypischen, aufwändigen Gestaltung. Der städtebauliche Wert ergibt sich aus der dominanten Ecklage zum Römerplatz. | 09230902                                            |
| Direkt Bild zu diesem Denkmal hochladen | Mietshaus in geschlossener Bebauung | Römerstraße 28 (Karte)                   | 1877                                       | neogotisches Gebäude in Klinkermischbauweise, von großer baugeschichtlicher, baukünstlerischer und städtebaulicher Bedeutung (s. auch Nummer 14, 16, 18, 20 22, 24, 26 und 30 sowie Bosestraße 29). s. Nachbarbebauung, zweigeschossiges Gebäude, im Dachbereich verändert. | 09230903                                            |
| Direkt Bild zu diesem Denkmal hochladen | Mietshaus in Ecklage in geschlossener Bebauung (zugehörig Nr. 14) | Römerstraße 30 (Karte)                   | 1878                                       | neogotisches Gebäude in Klinkermischbauweise, von großer baugeschichtlicher, baukünstlerischer und städtebaulicher Bedeutung (s. auch Nummer 14, 16, 18, 20, 22, 24, 26 und 28 sowie Bosestraße 29), mit Laden, städtebaulich markantes, baukünstlerisch aufwändig gestaltetes Gebäude in Klinkermischbauweise von großer baugeschichtlicher, baukünstlerischer und städtebaulicher Bedeutung. Gleiche Gestaltung wie Nachbarbebauung, bemerkenswerte originale Haustür mit Vierpass in den Füllungen und gesprosstem Oberlicht, feingliedrige Fassadengestaltung mit Klinkerdekorationen | 09230904                                            |
| Direkt Bild zu diesem Denkmal hochladen | Parkanlage | Schlobigplatz (Karte)                    | zwischen 1890 und 1910                     | ehemaliger Krankenhausgarten von 3,2 ha Ausdehnung, gut erhaltener Park mit altem Baumbestand und teilweise erhaltener Wegeführung, erweitert mit neueren Gestaltungselementen von stadtgeschichtlichem und gartenarchitektonischem Wert. Am Rande des Parkes befanden sich das Waisenhaus – heute noch vorhanden, das Militärhospital und Stadtkrankenhaus – heute abgebrochen, das Siechenhaus – noch vorhanden sowie das Johannisbad. Der Park (ehemals Krankenhausgarten) wurde im Zusammenhang mit diesen sozialen Einrichtungen zur Erholung und Versorgung (frisches Obst und Gemüse) der Insassen dieser Einrichtungen auf Bestreben des Arztes Dr. Samuel Friedrich Julius Schlobig angelegt. Nach dessen Tod im Jahre 1887 gingen Garten und Gebäude testamentarisch an die Stadt Zwickau über. | 09231775                                            |
| Direkt Bild zu diesem Denkmal hochladen | Ehemaliges Waisenhaus, später Stadtkrankenhaus und Säuglings- und Wöchnerinnenheim, heute ambulantes Rehabilitationszentrum und medizinische Einrichtung sowie zum Schlobigpark zugehörige Grünanlage                                      | Schlobigplatz 20 (Karte)                 | 1882/1883                                  | städtebaulich markanter Klinkerbau von stadtgeschichtlichem und baukünstlerischem sowie städtebaulichem Wert. Grundsteinlegung am 4. Mai 1882, Hebefeier am 14. Oktober 1882, Einweihung am 10. Oktober 1883, zweiflügliger roter Klinkerbau von 62 m Länge mit erhöhtem Mittelteil, dort Haupteingang mit qualitätvoll gearbeiteter originaler Haustür: zweiflügelig mit Glaseinsätzen sowie geteiltem Oberlicht, Mittelrisalit dreigeschossig mit verschiedenen Klinkerfriesen, Bogenfries und Kleeblattmotiven, Lisenen, Dachbekrönungen, Dacherker, zweigeschossige Seitenflügel mit einem Spitzbogenfries dekoriert, Sockel Polygonmauerwerk, auf der Rückseite dem einen Seitenflügel vorgelagert offener Laubengang: Holzkonstruktion im Schweizer Stil, an einer Giebelseite Balkon: auf Eisenträgern ruhende Preußische Kappen, schmiedeeisernes Balkongeländer (singuläre Balkonkonstruktion), ursprünglich 16 große Wohnräume und Schlafsäle sowie „einen größeren Raum zur Abhaltung von Hausandachten und zur Benutzung bei festlichen Gelegenheiten“. | 09231836                                            |
| Direkt Bild zu diesem Denkmal hochladen | Ehemaliges Siechenhaus, ursprünglich Teil des Stadtkrankenhauses und Remise, ursprünglich Teil der Schlobig'schen Bade- und Heilanstalt | Schlobigplatz 23; 23a (Karte)            | 1887–1888 (Siechenhaus)                    | zeittypische Klinkerbauten in sehr gutem Originalzustand von baugeschichtlicher und stadtgeschichtlicher Bedeutung. Siechenhaus: Eröffnung am 7. Juli 1888, ab November 1924 als Obdachlosenheim mit Entlausungsanstalt genutzt, breit gelagerter roter Klinkerbau, zweigeschossig, Fenster zu Fenstergruppen zusammengefügt, Klinkerornamentik: Würfelfries bzw. Konsolfries, kleiner zweiachsiger Dacherker, Walmdach, sehr schmales nur dreiachsiges Gebäude, heute durch Glasanbau mit der Remise (ursprünglich mit Wagen-Remise und Pferdestall) verbunden, eingeschossiges schmales Bauwerk mit Klinkerfassade: Segmentbogenfenster, Konsolfries, Satteldach, Blendstufengiebel, sehr schmaler sich verjüngender Bau, Werk des Zwickauer Baumeisters Möckel, Sanierung 2001. | 09231774                                            |
| Direkt Bild zu diesem Denkmal hochladen | Wohnhaus in offener Bebauung mit Grünanlagenteil des Schlobigparkes | Schlobigplatz 24 (Karte)                 | 1881                                       | zeittypischer Klinkerbau, villenartiger Erweiterungsbau für die Schlobig'sche Bade- und Heilanstalt, 1904 als Verwaltungsgebäude genutzt, städtebaulicher und baugeschichtlicher Wert. Denkmalwert: baugeschichtlicher Wert. Bei dem Kulturdenkmal handelt es sich um den an der Nordgrenze des Flurstückes 1185a im Jahre 1881 durch Leichsenring als Erweiterung der Schlobig`schen Bade- und Heilanstalt entstandenen villenartigen Neubau eines zweigeschossigen Klinkerbaus mit Hochparterre und ausgebautem Dachgeschoss. Der städtebaulichen Bedeutung des solitären Baukörpers entsprechen der turmartige Giebelaufbau des verbrochenen Eckbereiches sowie das hohe Pyramidendach des Treppenhauses. Es muss als besondere Leistung verstanden werden, dass Leichsenring und später Stadtbaurat Kretzschmar mit ihren Erweiterungsbauten die von G. L. Möckel vorgegebene gotische Backsteinarchitektur am Standort weiterführten und vervollkommneten. Sanierung 1999. | 09231773                                            |
| Direkt Bild zu diesem Denkmal hochladen | Mietshaus in geschlossener Bebauung, Teil eines Doppelwohnhauses | Schloßstraße 5 (Karte)                   | 1887                                       | zeittypischer Klinkerbau von baugeschichtlichem und städtebaulichem Wert (s. auch Nummer 7). gleiche Gestaltung wie Nummer 7, Das Gebäude wurde unmittelbar nach seiner Fertigstellung an den Anstaltsaufseher (Schloss Osterstein) Hermann Riedel verkauft. Sanierung 1998. | 09230263                                            |
| Direkt Bild zu diesem Denkmal hochladen | Mietshaus in geschlossener Bebauung, Teil eines Doppelwohnhauses | Schloßstraße 7 (Karte)                   | 1887                                       | zeittypischer Klinkerbau in sehr gutem Originalzustand von baugeschichtlichem und städtebaulichem Wert (s. auch Nummer 5). Dreigeschossiger Klinkerbau mit einachsigem Seitenrisalit, dieser bildet innerhalb des Doppelhauses einen zweiachsigen Mittelrisalit, fünf Achsen, Fassade dekoriert durch verschieden farbige Klinkerbänder und in Mustern gesetzte Fenstereinfassungen bzw. glasierte Steine, sehr schöne originale Gauben erhalten in ihrer ursprünglichen Gestaltung sowie aufwändig gestalteter Dacherker mit drei filigranen Akroterien als oberer Abschluss gemeinsam mit Nummer 5, Das Gebäude wurde unmittelbar nach seiner Fertigstellung an den Privatier Karl Wilhelm Schubert verkauft. Sanierung 1998. | 09230264                                            |
| Direkt Bild zu diesem Denkmal hochladen | Ehemaliges Pfarramt der Nepomukgemeinde, heute Klostergebäude in geschlossener Bebauung | Schloßstraße 9 (Karte)                   | 1886 erbaut                                | breit gelagerter Klinkerbau, gleiche Gestaltung wie das Nachbargebäude, von baugeschichtlichem und stadtgeschichtlichem Wert (zugehörig Nummer 11). gleiche Gestaltung wie Nummer 11, nur Bezeichnung „Katholische Pfarre“ am Seitenrisalit sowie über dem Eingang wappenartiges Schild mit Kreuz und Initialen „OMI“, dieses Schild nachträglich angebracht, Sanierung 1998. | 09230265                                            |
| Direkt Bild zu diesem Denkmal hochladen | Kath. Pfarramt der Nepomukgemeinde, ehemals katholische Schule | Schloßstraße 11 (Karte)                  | 1881                                       | breit gelagerter Klinkerbau mit dem Nachbargebäude ein einheitliches Bauensemble bildend, von baugeschichtlichem und stadtgeschichtlichem Wert (zugehörig Nummer 9). vier Achsen, zweigeschossig, Seitenrisalit mit aufwändig gestaltetem Eingang u. a. mit segnendem Christus in muschelförmiger Nische, am Seitenrisalit bezeichnet: „Katholische Schule“, sehr guter Originalzustand, gleiche Gestaltung wie das Nachbarhaus, am Sockel bossierte Sandsteinquader, originale Haustür zweiflügelig mit Oberlicht, Fenster durch Sandsteingewände eingefasst, im Erdgeschoss mit Segmentbogen, im Obergeschoss mit scheitrechtem Bogen, mit Sandsteinquadern die Ecken im Erdgeschoss des Seitenrisalites und die Schnittstelle der beiden Gebäudehälften versehen, Kranzgesims ebenfalls in Sandstein ausgeführt und mit Konsolen versehen sowie kleiner Würfelfries, Sanierung 1998 Denkmalwert: baugeschichtlicher und stadtgeschichtlicher Wert. | 09231724                                            |
| Direkt Bild zu diesem Denkmal hochladen | Hälfte eines Doppelmietshauses in geschlossener Bebauung | Schloßstraße 13 (Karte)                  | 1862                                       | breit gelagerter Putzbau, gleiche Gestaltung wie das Nachbargebäude, von baukünstlerischem und städtebaulichem Wert (zugehörig Nummer 15). gleiche Gestaltung wie Nummer 15, Sanierung 1999. | 09230266                                            |
| Direkt Bild zu diesem Denkmal hochladen | Doppelmietshaus in geschlossener Bebauung | Schloßstraße 15 (Karte)                  | 1862                                       | qualitätvoller breit gelagerter Putzbau, von baukünstlerischem und städtebaulichem Wert (zugehörig Nummer 13). Teil einer annähernd zeitgleich entstandenen Straßenzeile aus der Mitte des 19. Jh., diese Gebäude sind nur noch sehr selten in Westsachsen und auch in Zwickau anzutreffen und in dieser Qualität für Zwickau sogar singulär, fünf Achsen, dreigeschossig, ähnliche Gestaltung wie die Nachbarbebauung, Haustür und Fenster dem Original entsprechend neu angefertigt, neoklassizistisches Gebäude mit Putznutung im Erdgeschoss, pro Seite je ein einachsiger Seitenrisalit, der Linke bildet mit dem Rechten von Haus Nummer 13 innerhalb des Doppelhauses einen zweiachsigen Mittelrisalit, Gurtgesims, Fensterbrüstungen im 1. Obergeschoss mit Putz-Stuck-Dekoration versehen sowie Fenstereinfassungen in zeittypischer Weise, vorkragende Sohlbänke im 2. Obergeschoss auf volutenartigen Konsolsteinen, Kranzgesims als Konsolfries versehen mit Akanthusblättern ausgebildet, Tor original erhalten. Der Denkmalwert ergibt sich danach aus dem baukünstlerischen und städtebaulichen Wert. Sanierung 1999. | 09230268                                            |
| Direkt Bild zu diesem Denkmal hochladen | Mietshaus einer Dreierhausgruppe in geschlossener Bebauung | Schloßstraße 17 (Karte)                  | 1861 erbaut                                | qualitätvoller Putzbau, zugehörig Nummer 19 und 21, von baukünstlerischem und städtebaulichem Wert. Teil einer annähernd zeitgleich entstandenen Straßenzeile aus der Mitte des 19. Jh., diese Gebäude sind nur noch sehr selten in Westsachsen und auch in Zwickau anzutreffen und in dieser Qualität für Zwickau sogar singulär, fünf Achsen, dreigeschossig, ähnliche Gestaltung wie die Nachbarbebauung, Erdgeschoss mit Fensterläden, Haustür und Fenster dem Original entsprechend neu angefertigt, neoklassizistisches Gebäude mit Betonung der Mittelachse, Gurtgesims, Fensterbrüstungen im 1. Obergeschoss mit einfacher Putz-Stuck-Dekoration versehen sowie Fenstereinfassungen in zeittypischer Weise, vorkragende Sohlbänke im 1. Obergeschoss als Fensterbankgesims ausgebildet, im 2. Obergeschoss auf kleinen Konsolsteinen, Traufgesims mit Zahnschnittfries versehen. Der Denkmalwert ergibt sich danach aus dem baukünstlerischen und städtebaulichen Wert. Sanierung 1999. | 09248171                                            |
| Direkt Bild zu diesem Denkmal hochladen | Mietshaus einer Dreierhausgruppe in geschlossener Bebauung | Schloßstraße 19 (Karte)                  | 1861 erbaut                                | zeittypischer Putzbau, zugehörig Nummer 17 und 21, qualitätvolle Fassadengestaltung, von baugeschichtlicher Bedeutung und städtebaulichem Wert. Teil einer zeitgleich entstandenen Häuserzeile, singuläres Beispiel dieser Bauzeit in Westsachsen und Zwickau, nur wenige Bauwerke und Bauensemble aus dieser Zeit in ähnlicher Gestaltung sind in diesem Landschaftsraum bzw. in der Stadt Zwickau erhalten, dreigeschossig, fünf Achsen, ähnliche Gestaltung wie das Nachbargebäude, Fensterbrüstungen im 1. Obergeschoss mit Reliefs dekoriert – u. a. mit Palmetten, Traufgesims als Konsolfries ausgebildet, Mittelachse betont, Fenstergewände im Erdgeschoss aus Porphyr, alle Fenster mit oberem Segmentbogenabschluss, über dem mittleren Fenster im 1. Obergeschoss Dreieckgiebelverdachung auf langgestreckten Tragkonsolen, Sanierung 1992. | 09230269                                            |
| Direkt Bild zu diesem Denkmal hochladen | Mietshaus einer Dreierhausgruppe in geschlossener Bebauung | Schloßstraße 21 (Karte)                  | 1861                                       | zeittypischer Putzbau, zugehörig Nummer 17 und 19, von baugeschichtlichem und städtebaulichem Wert. charakteristischer Bau aus der Mitte des 19. Jh., Bauweise in Westsachsen selten anzutreffen, Bau gehört zu einer geschlossen erhaltenen Häuserzeile bestehend aus fünf dreigeschossigen Gebäuden, Gurtgesims, Hauseingang mittig und zurückversetzt, waagerechte Fensterverdachungen im 1. Obergeschoss, mittlere Fenster dort betont durch kannelierte Pilaster, Kranzgesims mit Zahnschnittfries versehen, ebenso das Giebeldreieck umlaufend, Fenstergewände im Erdgeschoss aus Porphyr, Sanierung 1992. | 09230270                                            |
| Direkt Bild zu diesem Denkmal hochladen | Mietshaus in halboffener Bebauung, Teil eines Doppelmietshauses (mit Nr. 22a) | Schloßstraße 22 (Karte)                  | 1891                                       | zeittypischer Klinkerbau, von baugeschichtlichem Wert. Dreigeschossig, gelber und roter Klinker, Klinkerornamentik, u. a. Überschlaggesims, Gurtgesims und Friese, Seitenrisalit mit originalem zweiflügeligem Durchfahrtstor mit schmiedeeisernen Ziervergitterungen und geteiltem Oberlicht erhalten, Fenster nicht vorbildgerecht erneuert, Denkmalwert: baugeschichtlicher Wert, Sanierung 1998. | 09230364                                            |
| Direkt Bild zu diesem Denkmal hochladen | Mietshaus in halboffener Bebauung, Teil eines Doppelmietshauses (mit Nr. 22) | Schloßstraße 22a (Karte)                 | 1891                                       | zeittypischer Klinkerbau in gutem Originalzustand, von baugeschichtlichem Wert. Dreigeschossiges Gebäude, gelber und roter Klinker, Klinkerornamentik u. a. Überschlaggesimse, Gurtgesimse und Friese, Seitenrisalit mit originalem zweiflügeligem Durchfahrtstor mit schmiedeeisernen Ziervergitterungen und geteiltem Oberlicht erhalten, Fenster nicht vorbildgerecht erneuert, Denkmalwert: baugeschichtlicher Wert, ursprünglich im Erdgeschoss Fensterläden – heute nicht mehr erhalten. | 09230271                                            |
| Direkt Bild zu diesem Denkmal hochladen | Hälfte eines Doppelmietshauses (zugehörig Nr. 4) in geschlossener Bebauung | Schumannstraße 2 (Karte)                 | 1897                                       | mit Laden, reich gegliederter Bau mit aufwändiger Sandsteingliederung von baukünstlerischer und städtebaulicher Bedeutung. sehr schöne Sandsteinfassade, sechsachsig mit zweigeschossigem Erker ab 2. Obergeschoss, dort Balkone und Fensterbrüstungen mit eingestellten Balustern sowie weitere Gliederungselemente wie Bossenquaderung, Zweischneuß, Säulen, Pilaster, Lisenen, Fenstergruppen, Rundbogen- und Rechteckfenster sowie aufwändiger durchbrochener Stufengiebel mit Bekrönungen, bezeichnet an der Fassade über den Fenstern im 2. Obergeschoss: „E S“ | 09230924                                            |
| Direkt Bild zu diesem Denkmal hochladen | Hälfte eines Doppelmietshauses (zugehörig Nr. 2) in geschlossener Bebauung | Schumannstraße 4 (Karte)                 | 1897                                       | mit Laden, aufwändig gegliederter Bau von bauhistorischer und baukünstlerischer Bedeutung. sehr schöne Sandsteinfassade, viergeschossig, vier Achsen, aufwändige Sandsteingliederung u. a. mit Drei- und Zweischneuß, Säulen mit aufwändig gestalteten Kapitellen, Bossenquaderung, neogotischen Formelementen und Fenstergestaltungen sowie volutenartigem Dacherker mit Bekrönung und Ochsenaugen als Gauben. | 09230925                                            |
| Direkt Bild zu diesem Denkmal hochladen | Wohn- und Geschäftshaus in geschlossener Bebauung | Schumannstraße 6 (Karte)                 | 1924–1925                                  | streng vertikal gegliederte Sandsteinfassade von baukünstlerischer und baugeschichtlicher Bedeutung. Viergeschossig, sechsachsig, seitlich jeweils Balkone mit verzierten Eisengitterbrüstungen, kannelierte Lisenen verbinden die Obergeschosse miteinander, die Fensterbrüstungen zwischen den Obergeschossen wurden mit Gaffköpfen dekoriert, originale Haustür mit Ziervergitterung aus der Bauzeit, Läden vereinfacht und verändert, ansonsten Fassade original erhalten, bemerkenswerte Gestaltung des mittig angeordneten Dacherkers mit vorgestellten Vasen, im Eingangsbereich Inschrift: „Wohnungsbau/des Zwickauer/Handwerks/1924–1925/Arch. Johe. Zimmermann“. | 09230927                                            |
| Direkt Bild zu diesem Denkmal hochladen | Wohn- und Geschäftshaus in geschlossener Bebauung | Schumannstraße 8 (Karte)                 | 1895                                       | bemerkenswertes Geschäftshaus mit qualitätvoll gegliederter Sandsteinfassade von baukünstlerischer und baugeschichtlicher Bedeutung. Viergeschossiger, fünfachsiger Bau mit Mittelrisalit, dort Hauseingang mit originaler Haustür, zweiflügelig mit Oberlicht mit Glaseinsätzen, Ladenfront beiderseits des Eingangs, Läden in originaler Gestaltung, Rechteckfenster, am Mittelrisalit ein Rundbogenfenster, gesamte Fassade mit Sandsteinverkleidung, Fenstergewände teilweise mit waagerechter Verdachung, teilweise pflanzliche Dekorationen, kleiner einachsiger Dacherker, die Gauben vereinfacht | 09230929                                            |
| Direkt Bild zu diesem Denkmal hochladen | Wohn- und Geschäftshaus in Ecklage in geschlossener Bebauung | Schumannstraße 12 (Karte)                | 1895                                       | prunkvolles Eckhaus mit reich gegliederter Sandsteinfassade von baukünstlerischer und städtebaulicher Bedeutung Viergeschossiger Bau, im Erdgeschoss mit großzügiger Ladenzone mit Bossenquaderungen, dekorierten Fensterbrüstungen, Wappenstein und Kartuschen über den Fenstern, Fenster teilweise zu Fenstergruppen zusammengefasst, aufwändige Balkone auf großen Konsolen, diese teilweise mit Palmenblättern dekoriert u. a. floralen Dekorationen, aufwändige Dacherkern mit Voluten und segmentbogenförmigen Abschlüssen, Rundfenstern bzw. Ovalfenstern, die Dacherker bekrönt von Vasen, im Inneren ebenso bauzeitlich aufwändige Innenausstattung erhalten, in der Vorhalle Fliesen aus der Erbauungszeit sowie Reliefs und Stuckdecke, erhaltene Zwischen- und Wohnungstüren ebenso Fliesen im Treppenhausbereich, Eisentreppengeländer sowie dekorierte Treppenuntersichten und Bleiglasfenster aus der Erbauungszeit. | 09230932                                            |
| Direkt Bild zu diesem Denkmal hochladen | Mietshaus in geschlossener Bebauung, Teil einer zeitgleich erbauten Häuserzeile (zugehörig Nr. 4, 6, 8,10 und 16) | Walther-Rathenau-Straße 2 (Karte)        | 1882                                       | zeittypischer, filigran gegliederter Putzbau von städtebaulichem und baugeschichtlichem Wert. Dreigeschossig, Seitenrisalit und Toreinfahrt links, fünf Achsen, Putznutung im Erdgeschoss, profilierte verkröpfte Gurtgesimse zwischen beiden Obergeschoss, Fenstereinfassungen aus Sandstein – teilweise mit Kugelfries, im 1. Obergeschoss Putz-Stuck-Dekorationen am Seitenrisalit, hier Dreieckgiebelverdachung auf Konsolen, mittig darunter männliche Maske in der Art eines Schlusssteines, originales zweiflügeliges Tor, profiliertes gekröpftes Kranzgesims, Sanierung 1992 | 09230976                                            |
| Direkt Bild zu diesem Denkmal hochladen | Mietshaus in Ecklage in geschlossener Bebauung | Walther-Rathenau-Straße 2a (Karte)       | bez. 1898                                  | baukünstlerisch und städtebaulich bemerkenswerter Neorenaissancebau. Dreigeschossiges Eckhaus, im Erdgeschoss überstrichene Kunststeinverkleidung teilweise porphyrfarben, dreigeschossiger Erker an der Hausecke – vom 1. Obergeschoss bis in das Dachgeschoss reichend – über polygonalem Grundriss mit Glockenhelm, Fassadengliederung durch Kunststeindekorationen und -architekturelemente in Porphyrfarbe, verschiedene florale und figurale Dekorationen, beide Obergeschoss mit weiß glasierten Ziegeln verblendet, zwei bemerkenswerte Volutengiebel verziert mit Maßwerk und Fialen, über der gekoppelten Dreifenstergruppe im 1. Obergeschoss bezeichnet „1898“, leichte Veränderungen im Dachbereich, sehr schöne originale Haustür mit Jugendstildekorationen, über der Tür dekorativer Schlussstein in Darstellung einer mit Löwenfell bekleideten männlichen Maske, alle Fenster original erhalten und wieder aufgearbeitet mit Jalousien, Innen: in der Vorhalle überstrichenes Wandbild – Blumendarstellung, Stuckdecken, Wohnungseingangstüren, Zimmertüren und Parkettböden erhalten, in der Wohnung im 1. Obergeschoss wohnte bis 1905 der Landgerichtsdirektor Oberjustizrat Karl Traenkner, kurzzeitlich 1908/09 wohnte der Zwickauer Kaufmann Simon Schocken im 2. Obergeschoss, Sanierung 1997. | 09230977                                            |
| Direkt Bild zu diesem Denkmal hochladen | Mietshaus in geschlossener Bebauung, Teil einer zeitgleich erbauten Häuserzeile | Walther-Rathenau-Straße 4 (Karte)        | 1882                                       | zeittypischer, filigran gegliederter Putzbau von städtebaulichem und baugeschichtlichem Wert (zugehörig Nummer 2, 6, 8 und 10). Dreigeschossig, Seitenrisalit und Toreinfahrt rechts, fünf Achsen, Putznutung im Erdgeschoss, profilierte verkröpfte Gesimse zwischen beiden Geschossen, Fenstereinfassungen aus Sandstein teilweise mit Kugelfries, im 1. Obergeschoss Putz-Stuck-Dekorationen am Seitenrisalit, hier Dreieckgiebelverdachung auf Konsolen, mittig darunter männliche Maske in der Art eines Schlusssteines, originales zweiflügeliges Tor, sehr gut saniertes Gebäude, Aufarbeitung der Sandsteingewände und gute Nachbildung der originalen Fenster, profiliertes verkröpftes Kranzgesims, zwischen 1885 und 1900 wohnte hier der bedeutende Bildhauer und Zwickauer Stadtrat Joachim Hinrich Ramcke, Sanierung 1996. | 09230978                                            |
| Direkt Bild zu diesem Denkmal hochladen | Mietshaus in geschlossener Bebauung, Mittelteil einer zeitgleich erbauten Häuserzeile | Walther-Rathenau-Straße 6 (Karte)        | 1880                                       | zeittypischer, filigran gegliederter Putzbau von städtebaulichem und baugeschichtlichem Wert (zugehörig Nummer 2, 4, 8 und 10). Dreigeschossig, zwei Seitenrisalite, Toreinfahrt am rechten Seitenrisalit, sechs Achsen, Putznutung im Erdgeschoss, profilierte verkröpfte Gesimse zwischen beiden Geschossen, Fenstereinfassungen aus Sandstein, im 1. Obergeschoss Putz-Stuck-Dekorationen über allen Fenstern, jeweils mittig angeordnete männliche Maske in der Art eines Schlusssteines, Dreieckgiebelverdachungen auf Konsolen jedoch nur an den Risaliten, originales zweiflügeliges Tor rechts, Fenster nicht originalgetreu nachgebildet, mittleres Haus dieser aus fünf Häusern bestehenden Häuserzeile, die symmetrisch aufgebaut ist, profiliertes gekröpftes Kranzgesims. | 09230979                                            |
| Direkt Bild zu diesem Denkmal hochladen | Mietshaus in geschlossener Bebauung, Teil einer zeitgleich erbauten Häuserzeile | Walther-Rathenau-Straße 8 (Karte)        | 1881                                       | zeittypischer, filigran gegliederter Putzbau von städtebaulichem und baugeschichtlichem Wert (zugehörig Nummer 2, 4, 6 und 10). Dreigeschossig, Seitenrisalit und Toreinfahrt links, fünf Achsen, Putznutung im Erdgeschoss, profilierte verkröpfte Gesimse zwischen beiden Geschossen, Fenstereinfassungen aus Sandstein, im 1. Obergeschoss Putz-Stuck-Dekorationen am Risalit, hier Dreieckgiebelverdachung auf Konsolen, mittig darunter männliche Maske in der Art eines Schlusssteines, originales zweiflügeliges Tor, gut saniertes Mietshaus, Beispiel der Bauweise Ende des 19. Jh., Haus identisch mit Nummer 4, Sanierung 1996. | 09230980 Vorlage:Denkmalliste Sachsen Tabellenzeile |